# Edgar Degas
Edgar Degas (Párizs, 1834. július 19. – 1917. szeptember 27.) francia festőművész és szobrász.

## Élete
A pályafutása során világhírűvé vált festőművész, Edgar Degas (teljes és eredeti nevén Edgar-Germain-Hilaire de Gas) francia nemesi család sarja volt.
Nagyapja, Hilaire-René de Gas, a francia forradalomnak a nemességet fenyegető eseményei elől Nápolyba menekült. Bankár lett, később párizsi bankfiókjának vezetését fiára, Edgar Degas apjára bízta. Auguste de Gas az egykori észak-amerikai francia gyarmatról, Louisianából gazdagon nősült. Gyermekük, a későbbi festő így nemcsak kedvező, anyagi szempontból is biztos körülmények között nevelkedhetett, de ifjúsága idején a szülők a költséges utazások terheit is éveken át könnyedén viselték.
A középiskola elvégzése után jogi tanulmányokba kezdett, de rövidesen hátat fordított a jognak, és minden idejét, minden erejét annak szentelte, hogy művésszé váljék. A művészet iránti hajlama már korábban is megmutatkozott. Középiskolás évei során jól és nagy kedvvel rajzolt. Atyja, aki maga is művészetkedvelő ember volt, jóakarattal és örömmel látta fia kísérleteit. Megengedte, hogy nagy lakásuk egyik helyiségét műteremfélének rendezze be; múzeumokba, kiállításokra, operaelőadásokra vitte, és valószínűleg a tudtával történt, hogy a fiatal joghallgató rajzolni is tanult a kiváló szobrász, Felix Barrias fivérénél, aki jelentéktelen festő volt. Nem tudjuk, vajon a maga ösztönétől hajtva-e, vagy mesterének biztatására, a Louvre Dürer-, Mantegna- és Rembrandt-képeit is másolgatni kezdte. Erre a munkára, úgy látszik, mégis inkább a maga hajlandósága késztette, mert Barrias-t otthagyta, a másolás gyakorlásához azonban hű maradt a későbbi években is.
1854-ben lngres-nek egy közepes képességű tanítványát, Lamothe-ot választotta mesteréül, de csak rövid időre, mert még ugyanebben az évben rokonai meglátogatására Nápolyba utazott.
Itáliából hazatérve véget vetett a jogi tanulmányoknak, s atyja beleegyezésével 1855-ben beiratkozott az École des Beaux-Arts tanfolyamaira, ahol Bonnat-val és Fantin-Latourral együtt tanult. Ezek a tanulmányok sem tartottak sokáig. A fiatal festő érlelődésének első szakasza az addig nyert oktatással és önműveléssel befejeződött. Inkább ismét a régi mesterek remekeit kereste föl.
1857-ben újból Itáliába utazott. Több kisebb várost látogatott meg, így Perugiát, Assisit, Viterbót. Hosszasabban időzött Orvietóban, ahol a megcsodált Luca Signorelli-falképek részleteit másolta, de az igazi vonzó- és hatóerő mégiscsak Nápoly, Firenze és Róma emlékvilága volt. Az ezekben az években készült alkotásai, amelyek Degas (mert ettől az időtől nevét ebben a polgáriasított alakban írta) első önálló műveinek számítanak (Önarckép, Nagyapja arcképe), arról tanúskodnak, hogy a régi mesterek mellett Ingres vonalas stílusa, tiszta rajzú formálása állott példaként a fiatal művész szeme előtt. A határozottan vezetett vonal, az átgondolt, előre megfogalmazott képszerkezet és a részformák tiszta rajza mindvégig eszménye maradt. Ingres-től, akit módfelett nagyra tartott, csak azt hallotta, hogy mentől több vonalat húzzon, maga viszont később azt tanácsolta minden hozzá forduló fiatalembernek, hogy „rajzoljon, rajzoljon és rajzoljon, mert ez vezeti az alkotás helyes útjára”.

## A Bellelli család portréja (1858-1867)
„Azt hiszem, hogy végül a bolondok házába kerülök” – írta Laure Bellelli az unokaöccsének. Edgar Degas apjának nővére Gennaro Bellellihez ment feleségül, akit „unalmasnak” és undorítónak tartott. Firenzében laktak két lányukkal, Giuliával (középen) és Giovannával (bal oldalon) Degas 1858-as firenzei tartózkodása alatt készítette elő ezt a képet, egész vázlatsorozatot készítve, azonban Párizsban festette meg. A művész bemutatja az egymást nem szerető házaspár házában uralkodó komor hangulatot. Ráadásul Laure apjának, Hilaire de Gasnak halála miatti gyász nehezedik a Bellelli családra.
A lányok fehér köténye, az anyag sápadt virágmintája és az arany képkeret sem tud egy kis fényt hozni a Bellelli család módos, ám kétségbeejtően szomorú lakásába.
Az elhunyt apja portréja előtt modellt álló Laure nem leplezi szenvedését, tekintete a semmibe réved, ahol a halál leselkedik.
Ezt a képet Degas először családi portré címmel állítja ki az 1867-es Szalonon. Mivel nem vonta magára a kritika figyelmét, a közömbösség miatt a csalódott művész elteszi a vásznat a műhelyében. A családi portrét csak 1918-ban, a festő halála után állítják ki újra, napjainkban fiatal korszakának remekművei között tartják számon.
Művészetének egyik fontos alkateleme, a rajzosság tehát már önálló pályafutásának első éveiben megmutatkozott, s ettől kezdve műről műre tovább fejlődött. Degas 1858-ban ismét Olaszországban időzött. Firenzében apai nagybátyjának házában élt, s először időtöltésképpen, majd utóbb egy csoport-arckép szerkesztésének gondolatával, rajzokat, tanulmányokat készített a család tagjairól. Firenzében nem készült el a festmény, de Párizsba visszatérve, szerkesztőkészségére, emlékezőtehetségére és tanulmányrajzaira támaszkodva a következő két évben megfestette a nagyméretű kompozíciót (A Bellelli család).
E korai alkotáson tehát Degas alkotó módszerének másik nagyon jellemző elemét látjuk érvényesülni: azt, hogy a kép maga, bármennyire valóságot tükröző, bármennyire közvetlen és pillanatnyi is, sohasem készül el a látott motívum előtt, a megpillantás és a festői ihlet hevében, hanem mindig tanulmányok, feljegyzések alapján, később a műteremben, az emlékezés higgadt mérlegelésének közepette.
Harmadik jellemzőjét is felfedezhetjük A Bellelli család csoport-arcképén. Azt ugyanis, hogy a gondos szerkesztés a véletlennek, az esetlegességnek álarca mögé rejtőzik, s hogy Degas az alakok elrendezésében mindig elkerülte a pózt, a beállítás ünnepélyes hatásvadászatát. A lerajzolt vagy lefestett alakok sohasem árulják el testtartásukkal, taglejtéseikkel, hogy modellt ülnek. Magatartásuk mindig keresetlen, „festőietlen”, véletlen adta. Emiatt a festmény mindig hallatlanul, szinte riasztóan életszerűvé válik.
Degas a hatvanas évek elején mégis bizonytalan volt még a témaválasztásban, a műfaji igazodásban és a technika kérdéseiben. A történelmi tárgyú, nagyméretű olajfestészetnek akkortájt nagy vonzású bűvkörébe sodródott. Nem is sikertelenül, mert ilyenfajta kiállított képeit Puvis de Chavannes, a történelmi falképek joggal ünnepelt mestere is megdicsérte. Néhány jó arcképet is festett ugyanekkor (az 1860-as évek első felében), s ezekben, bár többnyire rajzi feljegyzések alapján emlékezetből készítette őket, a valóság, a részletelemek gondos megfigyelőjének és tárgyilagos visszaadójának bizonyult. Azok a bírálók, akik impresszionista fejlődését kétkedve alábecsülték, éppen ezekre a művekre hivatkoztak túlzó magasztalásokkal. Azonban bizonyos, hogy ha Degas fejlődése ezen a ponton megállott, vagy csak ebben az irányban haladt volna, ma alig ünnepelhetnénk őt a francia művészet megújhodásának egyik előharcosaként. Degas azonban nem állt, nem állhatott meg fejlődésének ezen a pontján, s nyugtalan, érdeklődő természete azt sem engedte meg, hogy művészi kialakulása a puszta látvány megfigyelésének és tárgyilagos tükrözésének irányába igazodjék. A megfigyelt valóság elemeinek átértéséhez csakhamar szuverénül alakító képzelete is társult, és nem állott ellen művészeti hatásoknak sem, ha termékenyítő módon illették meg alkotó szellemét. Ilyen – formai és szerkezeti vonatkozású – hatása volt Degas művészetére a japán fametszetek sajátos világának. A japán fametszők, Hiroshige, Hokuszai, Utamaro másképpen jellemeztek s másképpen komponáltak, mint az európai művészek a reneszánsz óta. Műveik a XIX. század hatvanas éveiben tűntek fel Párizsban, és rövidesen ismertté, kedveltté, sőt divatossá váltak. A kutató és haladó szellemű képzőművészek vásárolták, gyűjtötték és megvitatták ezeket a fametszeteket, amelyeknek szerzői a szerkezet és az esetleges gondolati tartalom hangsúlyát nem a képfelület közepére sűrítették, hanem látszólagos véletlenséggel a felület más helyére, esetleg a szélére vetítették. Ábrázolásaiknak nem szerkesztettek vonalas távlatú látszatteret, mindent a síkon és a síkban fejeztek s terítettek ki. Ha Degas képein a térképző távlat nem hiányzott is, sohasem vált szembeszökővé, ezzel szemben gyakran ábrázolt rálátásos módon, gyakran élt elhagyásokkal, átszelésekkel; képszerkesztése nem kereste a középpontot, s a szélekre eső tárgyaknak, alakoknak kisebb-nagyobb részét mellőzte. A hatvanas évek derekán további fejlődésének szándékai tisztázódtak. Sorsdöntő elhatározása volt, hogy szakít a múlttal, a történelemmel, s csakis a jelent, az őt körülvevő világnak számára érdekes jelenségeit fogja megragadni.
Elsőnek a lóverseny világa felé fordult érdeklődése, s ez művészetének számos további jellemvonását határozta meg; elsősorban a könnyed mozgást és a színességet. A kitenyésztett, idegesen lépegető lovak, a rajtuk ülő vagy közöttük álldogáló, színes selyemzubbonyba bújtatott lovasok, az izgatottan nyüzsgő, tarkán öltözött közönség, a zöld gyep látványa, az égbolt kissé megtört kékjének, a levegő párájának, s a lágy árnyékoknak gazdag változatossága többé el nem múló benyomásokat keltettek benne, és felszínre hozták festői hajlandóságait.
1866-ban a párizsi Salon kiállítására bevették egy lóverseny tárgyú képét, de a közönség és a kritikusok nem figyeltek fel Degas alkotására. Újszerűsége nem botránkoztatta meg a nézőket, mert csak szerény mértékben tért el a megszokottól.
Két évvel a lóversenyképek megjelenése után a színházra, közelebbről az Opera világára terelődött Degas figyelme. Természetes volt ez annál a festőnél, aki kora ifjúságától kezdve ismerős volt itt, sőt bejáratos volt a színfalak mögé is. Első kísérletei még bizonytalanok voltak. Egyelőre csak tapogatózva közeledett az új témakörhöz. Első képe, amely egy balett-táncosnőt ábrázolt, még kissé esetlen. Különösen, ha a későbbi csodálatos megoldásokhoz hasonlítjuk. Mozgás nincs benne, könnyedség is csak alig. De bővelkedik az élesen megfigyelt részletekben, amelyeket örvendezve rögzített meg a festő ecsetje.
Mindeddig Degas magányos cserkésző volt a művészet ligeteiben. Hasonló törekvésű festőkre egyelőre nem talált. Ennek oka részben a maga elzárkózó természete és a művészek társaságától messze elkülönülő családja is lehetett. Hogy milyen áthatolhatatlan falak választottál el egymástól a múlt században a francia társadalom egyes osztályait, arról Balzac regényei és elbeszélései, Delacroix naplója, az orosz Baskircsev Mária s a magyar Justh Zsigmond naplórészletei is érzékletes képet adnak.
Természetes tehát, hogy Degas a családjával kapcsolatot tartó körökben talált rá az első festő barátra: Édouard Manet-ra, aki hozzá hasonlóan, gazdag nagypolgár család fia volt, szintúgy nem gyötörték anyagi gondok, s akinek ugyancsak nem kellett a közönség kegyét keresnie avégből, hogy alkotásai vevőkre találjanak.
Ismeretségük 1862-ben kezdődött, és mivel a művészet kérdéseiben jól megértették egymást, Degas csakhamar megszokott körein kívül is keresni kezdte Manet társaságát. Manet akkortájt már mindennapos vendég volt egy csöndes és beszélgetésre fölötte alkalmas kávéházban, a Café Guerbois-ban, s néhányan a Salon kiállításait ostromló fiatal festők közül rendszeresen felkeresték az asztalát. Ennek az asztalnak vált rövidesen vendégévé Degas is. Amikor 1866-ban Manet képe, az Olympia rettenetes botrányt kavart a Salon kiállításán, majd a Reggeli a szabadban hívta ki maga ellen a maradi közönség ellenszenvét, s ennek nyomán néhány ifjabb, de merészen új utakat kereső festőművész -Claude Monet, Pierre-Auguste Renoir, Alfred Sisley, Jean-Frédéric Bazille és mások – szintén helyet kértek maguknak az asztalnál, Degas, régebbi tagsága révén már tekintély volt előttük.

## Manet botrányt kiváltó képei
Ez a kávéházi asztal hozta a különben oly visszahúzódó Degas-t közelebbi ismeretségbe, sőt valamiféle tartózkodó barátságba azokkal a festőkkel – az impresszionistákkal –, akikkel később évtizedekig vállvetve küzdött, és olyan írókkal (főképpen Zolával), akik ezt a küzdelmet tőlük telhetően támogatták a sajtóban. Egyelőre ez a küzdelem szakmai megbeszélésekben, csöndes vitákban s a kialakult elveknek megfelelő képek festésében merült ki, továbbá (rendszerint sikertelen) kiállítási és eladási kísérletekben. Mindannyiuk műhelyében született néhány korai, de már a további fejlődést is jellemző remekmű (Degas: Zenekar 1867-69, Monet: La Grenouillére 1869, Manet: Induló hajó 1869, Pissarro néhány tájképe stb.), de munkásságuk iránt nem sikerült érdeklődést kelteniök. Manet kivétel volt, őt legalább már kárhoztatták az akadémikusok, a néző- és vásárlóközönség, no meg a bírálók (az egy Baudelaire-t kivéve).

## Operazenekar (1870 körül)

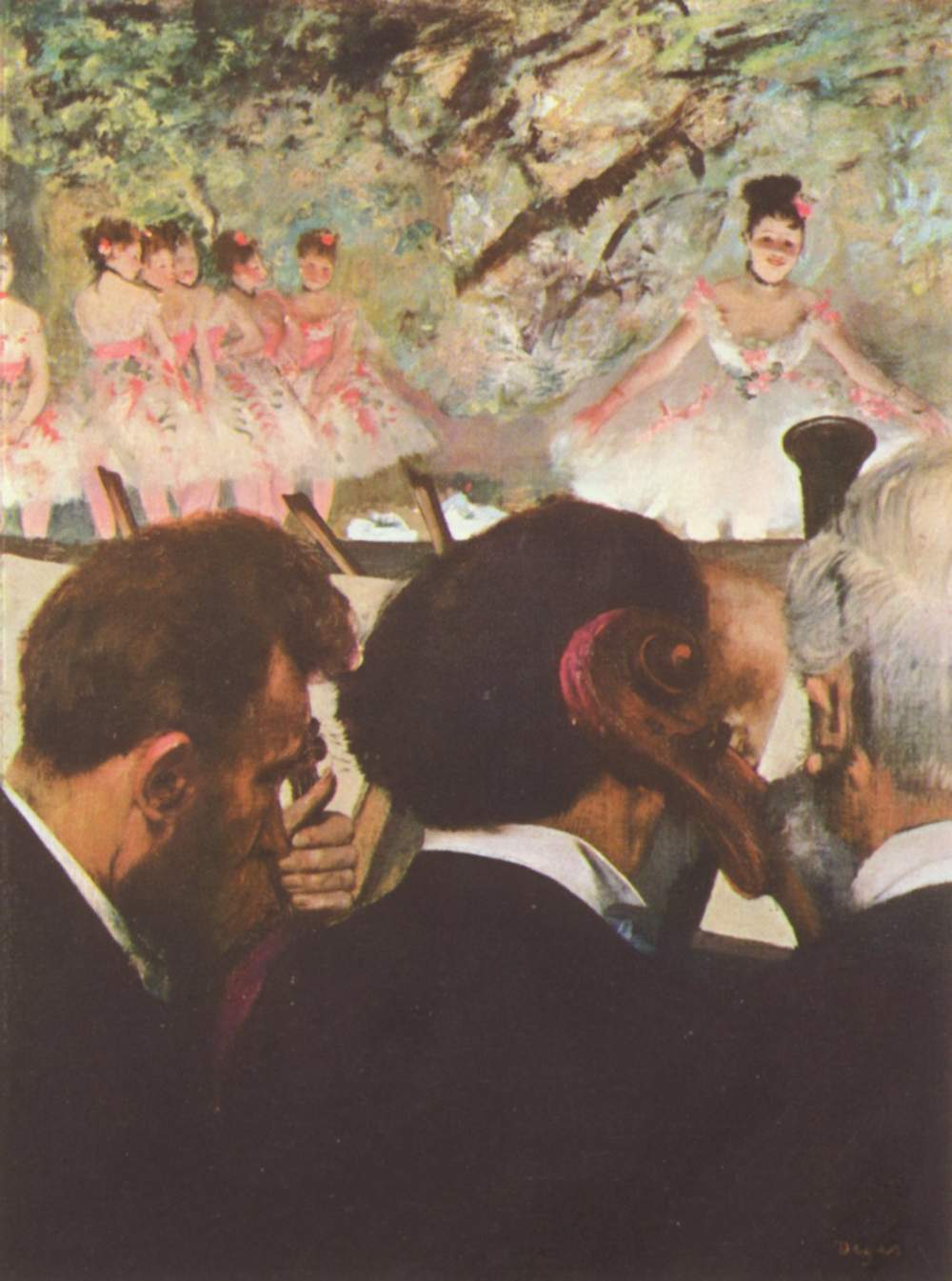
A balett operazenekara, olaj, vásznon, 1872

Az Operazenekar Degas egyik leghíresebb – bár a művész életében ritkán kiállított képe. A klasszikus kezdetekkel való szakítást illusztrálja és realista, valamint a modern festészet irányába mutat. Degas, aki eddig antik ihletforrást kereső történelmi festő volt határozottan belép a modern időkbe. A párizsi elit életét és szórakozását ábrázolja. Lóversenyeket, koncerteket és balettelőadásokat az operában. A kulisszák mögött figyel, rajzol, összebarátkozik a zenészekkel. Désiré, Dihau fagottművész a barátja lesz és modellt ül neki. Más zenészekkel körülvéve ő az operazenekar központi alakja. Azonban minden arc egyformán kifejezés-teli. Degas törekszik arra, hogy kifejezze mindegyiknek a jellegzetességét. Már a zenészek fölött táncoló táncosnők lába és szoknyája is valószínűtlen és tüneményes jelleget kölcsönöz a látványnak. Bal oldalon a páholyban a festő barátjának, Emmanuel Chabrier (1841-1894) zeneszerzőnek az arcát láthatjuk.
Nem tudjuk, hogy Degas Dishaunak ajándékozta e ezt a képet, vagy eladta neki, az azonban bizonyos, hogy a zenész haláláig megtartotta. 1909-ben lánytestvére, Marie Dihau zongoraművésznő örökölte a vásznat, aki nagy jelentőséget tulajdonított neki, ugyanúgy mint Degas által készített saját portréjának is. Csak a megélhetéshez szükséges anyagi eszközök hiánya kényszeríti őt arra, hogy lemondjon a képről, és 1935-ben átengedje a párizsi Luxemburgi Múzeumnak örökös életjáradék fejében. Halála után Degas mindkét műve a francia állam tulajdonába kerül.
A zenekar zenészei című kép ugyanebből a korszakból származik, hasonló módon van festve, mint az operazenekar. Degas szakít a színházi jelenetek körképszerű bemutatásának szabályaival. Tudatosan újító nézőpontot választ, amely kontrasztokat okoz és megzavarja az arányokat, ami határozottan modern jelleget kölcsönöz az egész kompozíciónak. Mindkét festmény a sötét színekkel ábrázolt, érett férfiak világának és a világos fényben fürdő rámpának, a fiatalság és nőiesség hatásának, akiket a balett-táncosnők képviselnek, kontrasztjára épül. Ezek nem portrék, hanem zsánerképek. Degas későbbi, a balett-táncosnők iránti festői rajongásának előrevetítői. Hiszen tudvalevő, hogy Edgar Degas előszeretettel festette meg ezt a témát.
1870-ben azonban kirobbant a francia nemzet számára annyira tragikussá vált porosz–francia háború. Az asztaltársaság szerteoszlott, mert tagjai vagy katonáskodtak, vagy külföldre bujdokoltak. Degas is katona volt, s bár nem került tűzvonalba, a háború és a katasztrófát követő időszak párizsi eseményei az ő kezéből is jó néhány évre kiütötték az ecsetet.
Katonai szolgálata során szembetegség támadta meg, amelyből élete végéig nem tudott teljesen kigyógyulni. Olykor enyhülő, másszor kiújuló, de mindenkor súlyosan kínzó szembántalmai látásmódját és ábrázolásmódját is befolyásolták, s végül majdnem teljes vakságához vezettek.

## New Orleans
1872-ben, közvetlenül leszerelése után Észak-Amerikába (New Orleansba) utazott, anyai rokonságának látogatására. Hasonlóan itáliai látogatásához, itt is kialakult benne egy csoportkép terve, amelynek alakjaihoz a családtagok szolgáltak modellül.
1872-73-as egyesült államokbeli tartózkodása alatt Degas-nak elege van a véget nem érő portrésorozatból, amelyet amerikai családtagjai kérnek tőle. Elkezd tehát dolgozni a New Orleans-i gyapotfelvásárló cég irodását ábrázoló képen. Louisianában az emberek „a gyapotért és a gyapotnak köszönhetően élnek” jegyzi meg levelében. Ennélfogva ezzel az „értékes anyaggal” való kereskedés szerencsés témának bizonyul a „couleur locale”-t megragadó képhez. Degas szívesen időzik nagybátyja Michel Musson irodájában, aki az első képsíkban látható, gyapotmintával a kezében. A kereskedés közepén René de Gas, a festő testvére és Michel Musson veje ül a széken újságot olvasva. Bal oldalon másik testvére, Achilles áll a pénztárablakra támaszkodva, lábát hanyagul keresztbe téve. A két fivér elegáns nemtörődömsége kontrasztban áll az élénken dolgozó többi ember alakjával, az öltönyök fekete színe éles ellentétben áll a gyapot, az ingek és az újság fehérségével.

## Gyapotkereskedés New Orleansban
A kép az 1872-73-as egyesült államokbeli tartózkodását követően készült.
A festményt most sem festette meg a helyszínen, de a családtagokról annál több részletes rajztanulmány készült. Ezek alapján Párizsban született meg 1873-ban a nagyméretű olajkép.
Már a Bellelli család csoport-arckép a megmutatkozott Degas komponálásmódjának az a sajátsága, hogy a szigorú szerkezetben az egyes alakokat esetleges, véletlennek tűnő testtartás, taglejtés jellemzi. Ez a hatás a Gyapotkereskedés képén nemcsak fokozódott, hanem egyenesen mesterivé is vált.
Párizsba való visszatérése után Degas bemutatja a képet az impresszionisták második kiállításán. A közönség túl sekélyesnek és unalmasnak tartja, nem fordít rá különösebb figyelmet. Időközben Degas figyelmét a realizmus kelti fel. Amerikai tartózkodása alatt eldöntötte, hogy a „naturalista áramlatot (…) a legnagyobb festői irányzatok rangjára kell emelni…” Amikor 1878-ban a Pau városi múzeum a Gyapotkereskedés New Orleansban megvásárlásának kérdésével fordul Degas-hoz, azonnal beleegyezik, bár az ár alacsonyabb a kértnél. Örül annak a perspektívának, hogy képe múzeumi gyűjteménybe kerül, hízeleg a hiúságának.
A Pedikűrt is valószínűleg a Louisianából származó vázlatokra támaszkodva festette. A művész a vászonra ragasztott papíron kidolgozott alkotásán (ugyanúgy, mint a Zsokék című festményén) a fények finom játékát használja ki ahhoz, hogy elérje az általa kívánt hatást. A terpentinnel hígított festéknek köszönhetően Degas különleges hatásokat ér el, főként az anyagnak amelybe a gyermeket betekerték – a redőit bemutató részein. A kislány René – a művész fivére – feleségének, Estelle de Gas-nak első házasságából származó leánya.

## Lóversenyek
Amerikából hazatérve Degas teljes erővel lát munkához. Nemcsak új képtárgyakat vet, vázol fel vásznaira, hanem folytatja, esetleg újrakezdi vagy átdolgozza korábban elkezdett s félbehagyott vagy elégtelenül megoldott, kedve ellen való alkotásait is. Bizonyos az, hogy némelyikkel éveken át foglalkozott, s emiatt az 1870 és 1880 között készült festményei között csak ritka az olyan, amelynek keletkezését pontos évszámmal tudjuk megjelölni. Ilyen az a műve is, amely pedig döntő fordulatot jelentett művészi pályafutásában, a Fogat a lóversenyen, továbbá a hasonló témájú Zsokék a tribün előtt. Ezeken az alkotásokon végleg szakított az akadémikus festészet kompozíciós szabályaival, amit pedig büntetlenül nem tehetett meg az, aki a Salon kiállításain akart sikert aratni, díjakat nyerni.
Meghökkentő volt, ahogyan Degas a Fogat képét megkomponálta. Az előtérben a kocsikázásra készülő Valpincon családot láthatjuk. Nemcsak a főmotívumot helyezte le a kép sarkába, hanem a kocsi kerekeit az alsó képszéllel félig le is metszette. Lekerült a képfelületről a lovak lába, sőt egyiknek a feje is. A hiányosságot mégis feledteti, és a szerkezet egységét, egyensúlyát biztosítja a képtér másik felének aprózottabb, színes elevensége: a kicsiny alakok mozgalmasan váltakozó színfoltjai s a föléjük boruló kékesfehér égbolt összefoglaló ereje. Két mozzanat még inkább fokozza Degas képein a színek kompozíciós hatását. Az egyik az, hogy – a festészet régebben alkalmazott szabályaitól eltérően – nem a fekete, a szürke vagy a kék szín fátylai borítják az árnyékos részeket. Az árnyékot mindössze az alkalmazott színeknek sötétebb és kevésbé fénylő árnyalataival érzékeltette. Nagyszerűen segítette az, hogy effajta szándékait szolgáló technikát alkalmazott. Nevezetesen az általában használt olajos festékpépekből alkalmas módon eltávolította a zsírosan fénylő olaj nagy részét, és az így nyert fénytelen (de még mindig olajjal megkötött) festékpép keménységét terpentin hozzákeverésével hígította ecsettel kenhető lágyságúra. A terpentin, illó természetű lévén, gyorsan elpárolgott, s maga után vékony, fénytelen festékréteget hagyott. Ennek hatása sok tekintetben rokon a víz- és a temperafestés hatásával, s a kívánt árnyalatok hihetetlen sokaságú változatát tette lehetővé.
- Fogat a lóversenyen 1870-1873
- Zsokék a tribün előtt 1869-1872

A zsokék a tribün előtt című képét az élőben készített vázlatok alapján festette. Hatással volt Degas-ra Ernest Meissonier (1815-1891) III. Napóleon a solferinói csatában című képe is. Meissonier-t „törpék között óriásnak tartotta”, – vagyis az akadémikus festők közül, akiket megvetett, a legjobbnak ítélte meg, nagyra tartotta lóábrázolási módszereit. A Zsokék című festménye nyugalmat áraszt, annak ellenére, hogy a háttérben egy zabolátlan ló látható. A kép távol áll a lóversenyek lázas atmoszférájától, ahol a lovak galoppozását a nézők kiáltozásai kísérik, úgy, hogy azt Émile Zola (1840-1902) a Nana című híres regényében leírta. Degas a szünet pillanatait választja ki, hogy megragadja az állatok természetes, feszültségtől mentes testtartását. A kép elkészítése előtt Degas papírral borítja be a vásznat és helyenként megfesti, ott. ahol a kép legsötétebb részei találhatók. Vázlatot csinál ceruzával, a kontúrokat tollal és tintával húzza meg. Csak ekkor viszi fel a petróleummal kevert festéket, hogy tompább, kevésbé csillogó színeket nyerjen, mint a terpentinnel vegyített olaj eredményeként.
Az impresszionisták első kiállításán bemutatott képet Jean Baptiste Faure (1830-1914) operaénekes vásárolta meg. Faure az impresszionisták műveinek gyűjtője volt, és 1874-ben megrendelt Degas-nál öt képet. A festő azonban késlekedik az egyik megrendelt festmény befejezésével (Lóverseny) Megígéri, hogy pár nap múlva befejezi a képet, de állandóan elhalasztja az átadást. Degas ugyanis a tökéletesség híve, és gyakran a végtelenségig képes javítgatni egy-egy alkotást. A mű létrehozása tizenhárom évig tart!
A kép a lóversenyek zaklatott, izgalmakkal teli hangulatát adja vissza. A jobb oldalon lévő zsokék csoportjának megvan a bal oldalon is a megfelelője., annak a lovon ülő, ívelt hátú lovasnak az alakjában, aki fehér gőzt kipöfögő vonat sebességével vágtat.

### Lóverseny, amatőr lovasok
1876-ban kezdte a kép festését és 1887-ben fejezte be.
Musée d’Orsay – Párizs
A mozgás érzékletes megjelenítésére való képessége, a szín értékeinek elemzése és az ehhez segítő technikai kísérletezés véglegessé avatta Degas másik tárgykörének uralkodását is. A színház és a balett jelenetei többé nem kerültek le a festő vásznairól, s tanulmányrajzainak túlnyomó többségét adták.
Megleste a balett oktatásának fáradsággal, verítékkel telített délelőtti óráit. Amilyen könnyed választékossággal jelenítette meg később az előadások lélegzetelállító fényét, ugyanolyan természetességgel érzékeltette kezdetben a próbák ismétlésektől elnyűtt mozdulatait, s a helyszínen szétszórt tárgyak, ruhadarabok, útban felejtett bútorok gyűrött, kopott köznapiságát.
1874-ben a Guerbois kávéház művészasztalának baráti köre nevezetes tettre határozta el magát. Mivel a tagok nagy részének művei előtt nem nyíltak meg a Salon kiállításának kapui, a hivatalos kiállításon kívül rendezett együttes fellépésre szánták el magukat. Megfelelő helyiségük ugyan nem volt, de barátjuk, a jó jövedelmű, tréfaűző fényképész, Nadar, rendelkezésükre bocsátotta műtermét és több nagy szobából álló lakását. Jóllehet Degas nem szorult rá az eladásra, s képeit a Salon, ha nem is fogadta örömrepesve, de többnyire mégis kiállította, és ezért a legkevésbé volt érdekelt a külön kiállításban, ezen felül nagyon sok kérdésben nem egyezett meg ifjabb társaival, mégis lelkesen részt vett a szervezésben. Bár Manet távol maradt a vállalkozástól, Degas tíz képével szerepelt. Ezen a kiállításon történt, hogy az egyik bíráló gúnyolódva „impresszionisták"-nak nevezte el a festőket és képeiket. A kiállításra csúfolkodni és kacagni ment el Párizs közönsége, de hősei később diadalra juttatták a csúfnevet, és a kikacagott alkotásoknak méltán szereztek becsületet és világhírt.
Degas nem szerette az impresszionista elnevezést. Amikor alkalma nyílt, tiltakozott is ellene. (Éppen emiatt a csoport később az indépendants – Függetlenek – nevet használta.) Mindezek ellenére végig kitartott barátai mellett, s 1886-ig, amikor a csoport utolsó együttes kiállítását rendezte, részt kért küzdelmeikből. Vagyonos, biztosított jövedelmű, arisztokratikus érzésű ember volt, s maradt is mindvégig. Vagyoni helyzete egyszer került csak válságba, mikor tőzsdei bajokba került bátyjának segítségére sietett. Jövedelmét nem fordította az élet külsőséges örömeinek, gyönyörűségeinek megváltására. Egyszerűen járt, egyszerűen lakott, egyszerűen étkezett. Nem nősült soha, szerelmeiről, gyöngéd viszonyairól nem tudunk. Egyetlen szerelme a művészete volt, s bőven áldozott gyűjtőszenvedélyének is. Gyakran úgy sietett festőbarátai segítségére, hogy alkotásaikat megvásárolta, s így nemcsak pénzhez juttatta őket, de műveik megbecsülésével erkölcsi elégtételt is szolgáltatott nekik.
Degas-nak egyik legkorábbi és nagyon jellegzetes alkotás, amelyen egyéni vonásai jól felismerhetők. A kép címe Táncosnők a korlátnál.
Sok a szereplő rajta, ámbár csak két emberalakot, két kis táncosnőt láthatunk. De e két alakkal tökéletesen egyenrangú szereplője a képnek a korlát, amelyre a pihenő lánykák kinyújtott lábukat támasztják, hasonló módon a padlózat rézsút futó deszkaközei, végül a bal sarokban álló, mintegy ottfelejtett öntözőkanna is. Ez az utóbbi, látványértékén túl, biztosítja a szerkezetnek nélküle esetleg felbillenő egyensúlyát, s fesztelenséget lop a kép hangulatába. A képelemeknek e látszólagos nyugalma azonban megbomlik, és eleven mozgássá válik az egyes részek körvonalainak egymást hajszoló, egymást elérő, egymásba fonódó ide-oda futásában. Ettől kezdve Degas alkotásainak további sajátos jellemzőjévé éppen a mozgás válik, amely vagy így burkoltan, vagy nyílt közvetlenséggel a művészi összhatás egyik legfőbb záloga lett a következő évek során.
A hetvenes évek munkásságát Degas nagyon nagy részben épp a táncosnő- és a balettábrázolásoknak szentelte. Ilyen tárgyú rajzok és részlettanulmányok sokasága származott ezekből az évekből. Ez arra mutat, hogy végzett munkáját kényes szigorúsággal bírálta fölül, de arra is, hogy továbbra is a műteremben teremtett képeinek végleges formát tanulmányainak, emlékeinek alapján, s alakító, szerkesztő képzeletének engedelmeskedve. Meglepő csupán az, hogy a sok előzmény, a sok nekifutás, ismétlés, óvatos mérlegelés nem tette fásulttá, elkínzottá a végső megoldást, hanem ellenkező módon a végül is készre festett kép minden előző vázlatnál és változatnál tökéletesebb eredményt mutat. Pedig sokat, nagyon sokat dolgozott, mert a kínálkozó alkalmakat szinte válogatás nélkül megragadta. Goethének az a tanácsa, hogy bele kell markolni az élet teljességébe, mert bárhol ragadjuk is meg, mindenhol érdekes, elfogadott gyakorlattá vált Degas egész életművében. Valóban bőségesen markolt az elé táruló élet teljességéből. Számára nem volt méltatlan téma, bármely motívumot ecsetjére vett. De bármit választott is, a végeredmény mindig emelkedett, ízléses, művészi volt.
Ezt példázza egyik legismertebb, bámulatosan szellemes műve, amelynek címe Place de la Concorde. Címe szerint párizsi látképnek kellene lennie, de a kép tárgya mégis más. A cím a színhely jelzése, de magán a képen a tér nagyméretű, hideg ünnepélyességükben is kérkedő klasszicista palotáinak jut a legkisebb szerep. A téma tulajdonképpen arckép – sőt szerkesztett, előre elrendezett csoport-arckép –, de ez is csak ürügy. Ürügy arra, hogy Degas a párizsi Concorde tér talaján az eleven életnek, a mozgásnak egy közvetlen mozzanatát rögzítse meg színben és fényben. A festő, akár egy fényképész, „kapásból” vetette vásznára azt, hogy miként sétál át a téren barátja, Lepic vicomte két kislányával és kutyájával. Miként áll meg a két leányka, s a gyönyörű kutya egy pillanatra, hogyan fordul utánuk az a férfialak, aki azonban éppen csak bekukkant balról a kép terébe, mert a festő csak szakállas arcát, kürtőkalapjának karimáját s magas, nyurga testének egy keskeny (bodros nyakkendőből, sötét kabátgombolásból és nadrágélből álló) jelzését engedte vásznán megjelenni.

### Place de la Concorde (1875 körül)
Maga a főalak sem teljes. A kép alsó széle térd fölött elmetszi, éppúgy mint a két kislányt derékban, s a kutya mellső lábait. Baloldalt a háttérben egy kocsi két kereke halad ki a képből, s vele ellenkező irányban lovas üget a közép felé. Minden csupa elmetszés tehát. Elmetszés és takarás. Viszonyítás és ellentétel. A hatalmas főalak (betölti a kép egész magasságát) közömbössége kiemeli a jobb sarokban álló leányka érdeklődő pillantását, az üres középtér az elöl elhelyezett emberalakok mozgalmasságát. Ezt a mozgalmasságot pedig hallatlan mértékben fokozzák az elmetszések és a takarások. Lepic lábait nem látjuk, de felsőtestének előredűlő tengelye, a hóna alatt tartott esernyő keresztező s szintén előre, lefelé döfő vonala, kissé fölvetett fejéből hetykén kimeresztett szivarja jobban mozgatja s irányban tartja, mintha pedáns módon megfestett lábak magyaráznák lépéseit, s az, hogy a kocsinak csak két kerekét látjuk, hihetővé teszi, hogy a következő pillanatban továbbgördül, és szinte várjuk, hogy a bal képszél hiányosan érzékeltetett férfialakja is rögtön utánalép az eddig őt még észre nem vett Lepic vicomte-nak.

## Kávéházak

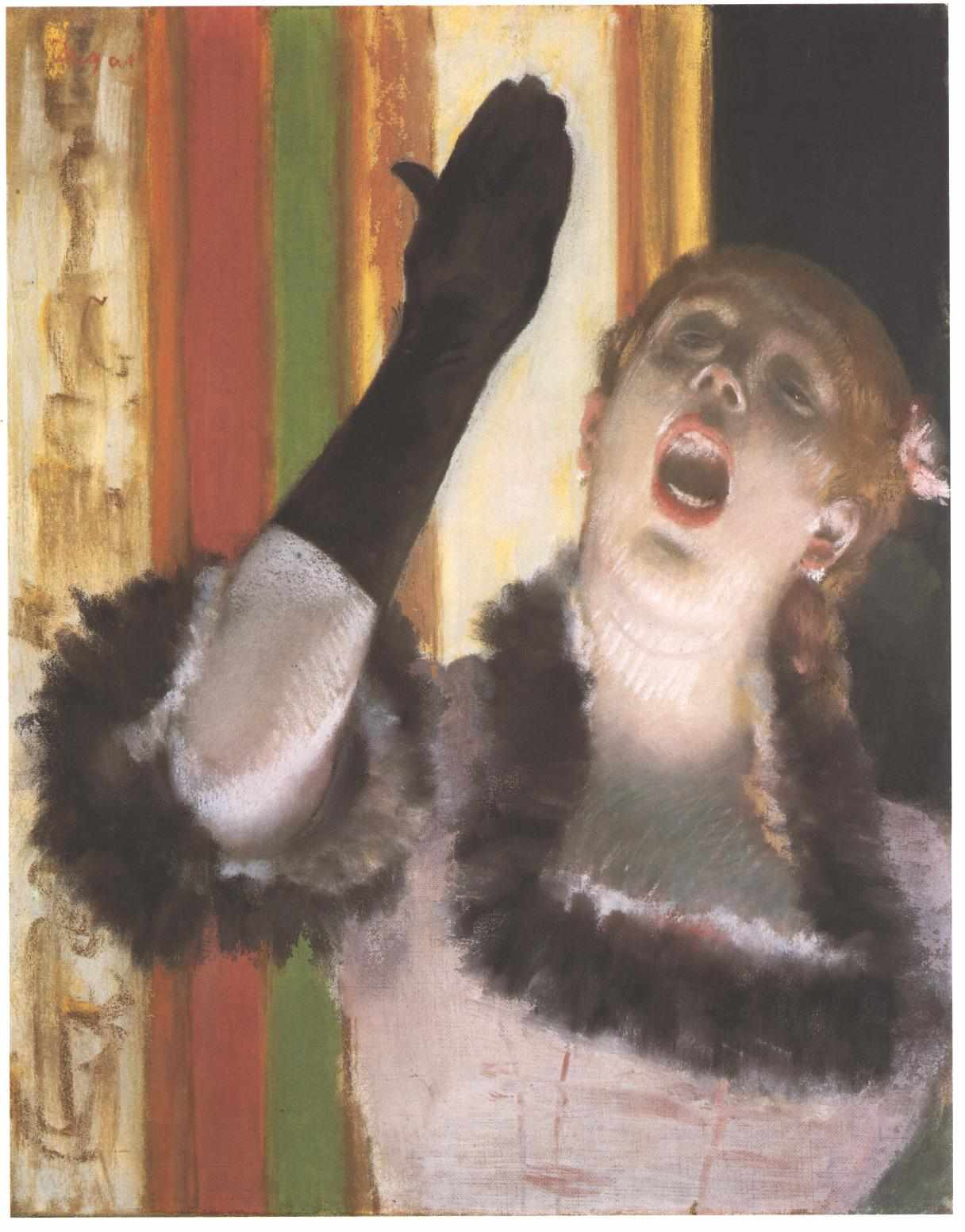
Kesztyűs énekesnő (1878)

A hetvenes évek közepétől Degas képzeletét megragadták a műsoros kávéházak (café chantant), az ottani embertípusok és jelenetek. Egész sor ilyenfajta kompozíciót teremtett remek szín- és fényhatásokkal: Zenés kávéház, Kesztyűs énekesnő. Egyik legelső ilyen képe volt a „Dal a kutyáról” (Chanson du chien), amelyen egy akkoriban közkedvelt „slágert” éneklő művésznőt örökített meg. Az énekesnő dagadtra hízott alakja esetlenül terjeng a kerthelyiség nézőterében, ahol az éjszaka kékes árnyékai között a hallgatók inkább sejthetők csak, mintsem tisztán láthatók. A főalakot egy megvilágított oszlopról visszaverődő fény emeli ki. A kép hangulata nem tükrözi a kabarétól várt vidámságot. Színelemei, optikai megjelenése inkább valamely torz egzotikum, menekülni vágyás, segítségért való esengés.
- Zenés kávéház (Ambassadeurs), 1876-77

… sejtelmes kék színekkel az éjszaka kerti világításának színváltásait anélkül, hogy feketét kevert volna hozzájuk.
A sejtelmesség azonban a kocsma- és kabaréjelenetek egy részének alkotóeleme maradt csak, amelyeken mesterséges fényforrás villanó-halványuló-elvesző sugarai enyhítik, lágyítják a külvárosok éjszakáinak sokszor riasztó mód nyers formáit és színeit. Más alkalmakkor azonban a legpontosabb megfigyeléssel ragadja meg a valóság döbbenetes jegyeit, s ezeket irgalom nélkül, könyörtelen tárgyilagossággal rögzíti képeire.
Ezeknek az enyhítés nélküli valóságképeknek egyik legmegrázóbb s egyben legcsodálatosabb példája Az abszint (Kávéházban). Túl azon, hogy ez a kép Degas életművében is kiválik ínyes színhangolásával és kényes ecsetjártatásával, nagyszerű bizonyság mesterének lélektani tájékozottságáról és jellemformáló erejéről. Kávéház (valószínűleg a Nouvelle Athénes kávéház) tükörfala előtt, sivár asztallapok mögé szorítva, nő és férfi ül. Az olcsó választékossággal öltözött nő fejét előrebiccenti, tekintete már ittasan üres. Testtartása ernyedt, nemtörődöm. Előtte nagy pohárban az opálos csillogású, romboló ital. A férfi kissé elhúzódva tőle, hetykén feje búbjára tolta kalapját, fogai közé szipkát szorít, s elhanyagolt külsejére szinte büszkén, sőt kihívóan néz oldalt maga elé. A két ágrólszakadt italrabja a már bekövetkezett anyagi és erkölcsi züllésnek immár menthetetlen zsákmánya. Már nem küzdenek ellene, de tartásuk, arckifejezésük azt bizonyítja, hogy ha küzdenének is, erőfeszítésük rövid, erélytelen és hiábavaló volna.

### Abszint a kávéházban (1876)

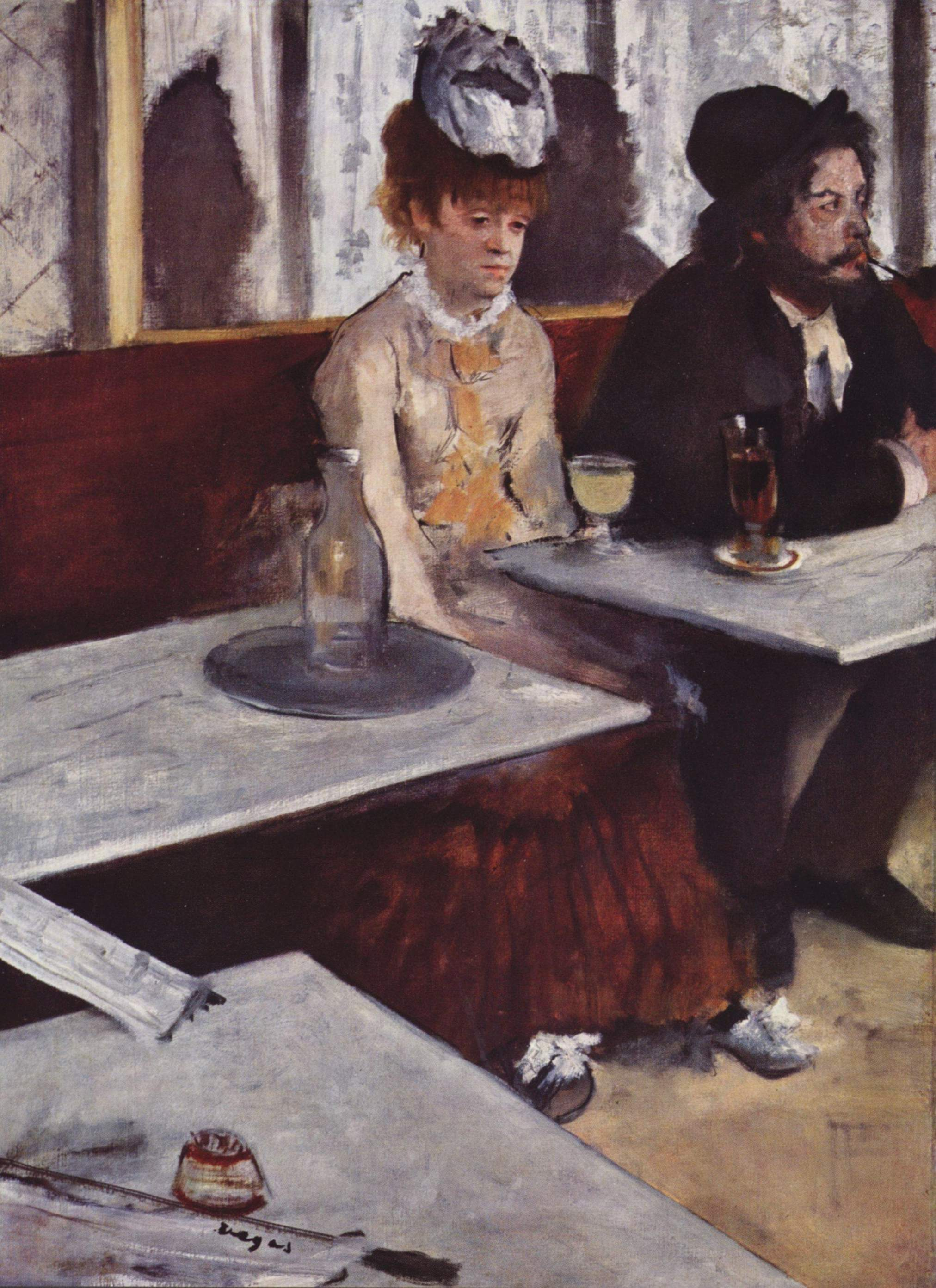
Abszint (1876), Musée d'Orsay

A nő megadja magát, a férfi szinte kirakatba teszi pusztulását. Szinte henceg vele. A két alak belső tartalmát és tartalmuknak típusérvényét teljesen Degas teremtette meg, mert külső jegyeikhez két tiszteletre méltó művész, a grafikus Desboutin és Ellen Andrée, a színésznő ült modellt. Egyikük sem volt megszállottja az italnak. Degas különös tehetsége volt – s ez jelenti leginkább impresszionista társaitól való különállását –, hogy a természeti látvány remek megfestését, optikai valóságának virtuóz visszaadását a lélektani jellemzés éles és meggyőző jegyeivel toldotta meg.
Ezen a képén (Camondo gróf, az impresszionista festők első igazi értője és értékelő gyűjtője vett meg, s az ő ajándékaképpen került a Louvre-ba) megfigyelhetjük azt is, hogy Degas nem elégedett meg az arckifejezés, a testtartás és a taglejtés értékesítésével, hanem a lélektani tartalom érzékeltetéséhez fölhasználta a képszerkezet minden lehető egyéb elemét is. Az alakok térfoglalását a jobb felső sarok felé tolta el, úgyhogy az így középvonalba került nőalak bamba révedezése még jobban kiemeli, szembetünteti az asztalra tehénkedő kötekedő kedvű férfi aktív várakozását. A kétfajta lelki tartalom széttartását, zavarát hangsúlyozza az asztallapok éles körvonalainak rézsútos cikázósa, amely egyben a színek skálájának is hatásos fokozója, Itt érthetjük meg legjobban Degas-nak azt a kijelentését, hogy ő tulajdonképpen a vonal koloristája. Halk összhanggal zárja le az egész kompozíciót a két alak fejének elmosódó nézete a mögöttük levő tükörben, amely a képtartalom megrendítő gondolattársításait csöndes és talán szánakozó belenyugvásban oldja fel.
Degas-nak ezt a képét odahaza is sok szemrehányás illette, londoni kiállítása pedig valóságos botrányt keltett. Pedig Degas ebben az esetben is, mint mindig, csak bemutat. Nincs szánalma, nincsen részvéte, nem helyesel, és nem ítél.
Ilyen tárgyilagos közömbösséggel teremtette meg a Maupassant-elbeszéléshez, „A Tellierház"hoz készített monotípiáját. Ahogyan az író megírta, úgy jelenítette meg a festő a polgári álszemérmet fölháborító tárgyat; anélkül, hogy a fölháborodást esetleg lecsillapító erkölcsbírálat korbácsát fölemelte volna. Nem tett mást, mint hogy szinte hihetetlen meggyőző erejű ábrázolással, reálisan jellemzett egy meghökkentő mód torz helyzetet és környezetet.

## Balett
Az Egyesült Államokból való hazatérését követően Degas számos vázlatot készített balett-táncosnőkről. Elkezdi A táncteremben című képet, amelyet 1875-76 táján fejez be. 1874. február 12-én meglátogatja Edmond de Goncourt író (1822-1896) a műhelyében és másnap ezt jegyzi be naplójába: „A tegnapi napot egy Degas nevű furcsa festő műhelyében töltöttem. A különböző irányzatok felé tett tematikai próbálkozások és kitérők után a jelenkorba szeretett bele, amelyből a mosónőket és táncosnőket választotta ki. Alapjában véve ez nem is olyan rossz választás.”
Degas több mint negyedszázadon át balett-táncosnőket fest, vázlatokat és szobrokat készít róluk. Ez megkönnyíti számunkra művész fejlődésének a megfigyelését. A precízen megrajzolt és színvilágukat tekintve elegáns olajképek kiegészítik a későbbi, élénk színekkel telített pasztellképeket. Amilyen nagy festő olyan nagyszerű krónikása is az életnek. Fontos az is, hogy a művész egyben nagyszerű emberismerő és pszichológus volt.
A színpad realizmusa jól illik a különböző pózokban, munka közben és a pihenés idején megragadott alakok összeállításához.

### Balettpróba a színpadon

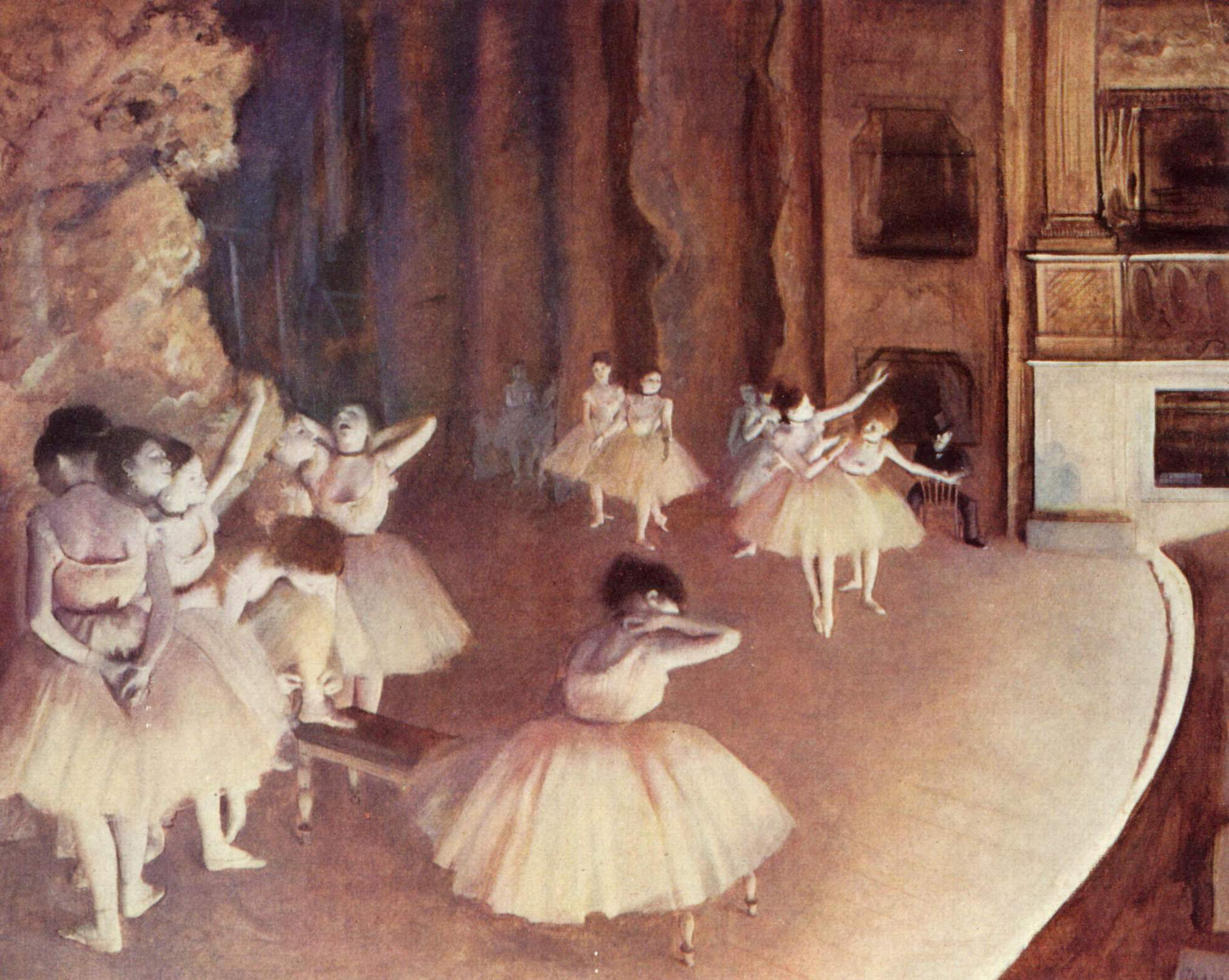
Balettpróba a színpadon (1873–1874)

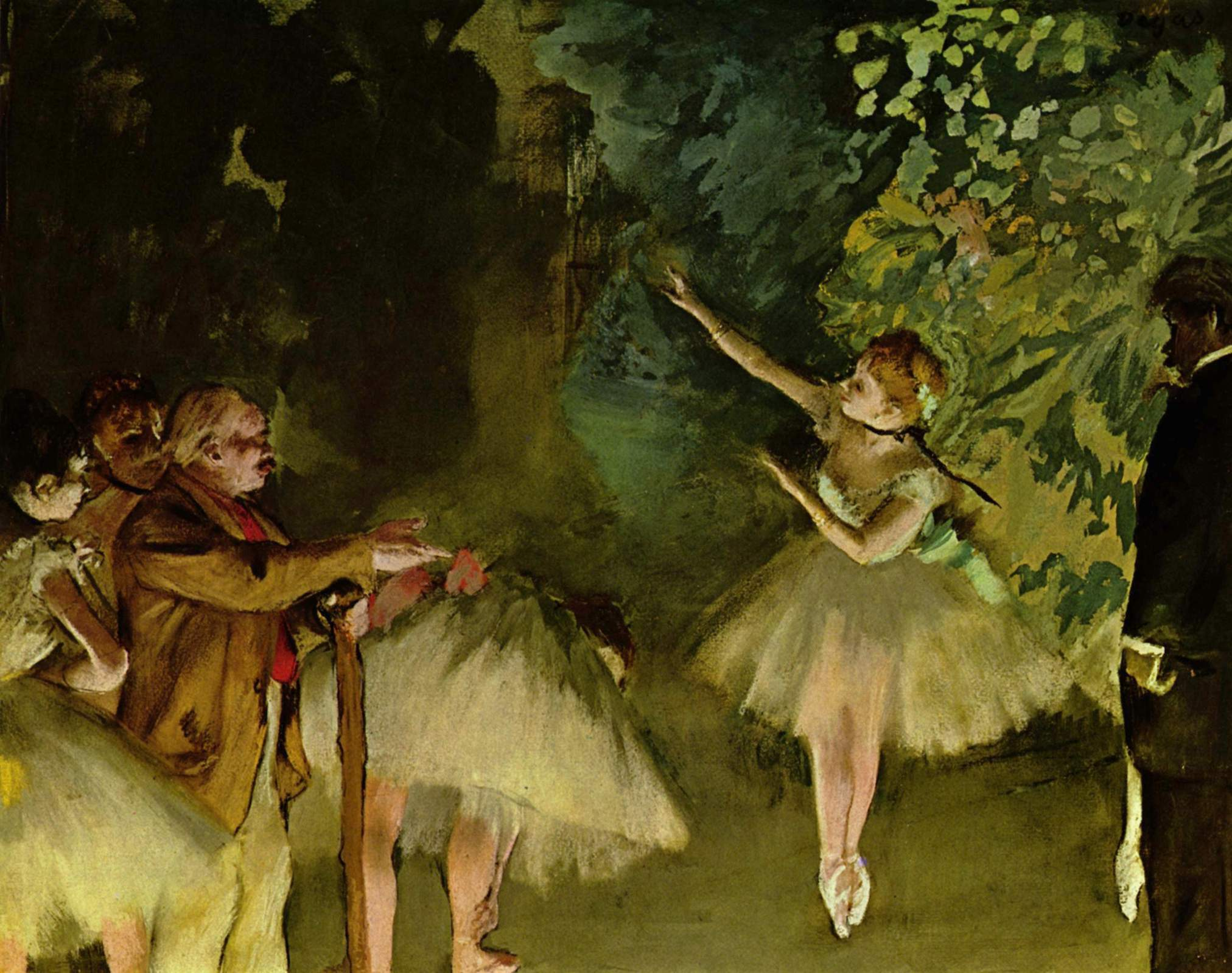
Balettpróba, gouache 1875
(magángyűjtemény)

Ezt a Degas életművében egyedülálló remekművet pontos rajzolás és a szürke szín teljes skálájának precizitása jellemzi.
Az impresszionisták első kiállításán, 1874-ben Degas bemutatja a Balettpróba a színpadon című munkáját. A kritikusok ezt az egytónusú képet rajznak minősítik, nem festészetnek. Ezt a Degas életművében egyedülálló remekművet pontos rajzolás és a szürke szín teljes skálájának precizitása jellemzi, amelyből azt sejthetjük, hogy a művész ezt a munkát a későbbi metszet előzményeként készítette el. Az amerikai gyűjteményekben két hasonló, bár színekben gazdagabb vászon maradt meg.
A bal oldalon a sárga masnis táncosnő a pianínón ül, és egyszerűen vakarja a hátát. A jobb oldalon levő, kék masnis tanulólány nézi a karját. A bal oldalon a falra támaszkodó balett-táncosnő ajkát ujjaival megérintve álmodozik. A terem belsejében a tanulólányok ölbe, csípőre, vagy karba tett kézzel állva vagy ülve várnak sorukra. A habos szoknyák csillognak a szelíd fényben, amelyben a színházterem úszik. A fény kiemeli az atlasz balettcipők ragyogását. A fény és az árnyék játéka színezi a fiatal lányok bőrét. Jules Perrot (1810-1892) professzor szerepét, akinek Degas festői hódolatát fejezi ki, a körülötte a padlón képzett üres félkör domborítja ki. A tanár keze a ritmus verésére szolgáló pálcán nyugszik. Az egész alak dominál a bemutatott jelenet felett, és a kép kompozíciós tengelyévé válik.

### Balettpróba
1875-ben Degas visszatér A Balettpróba című képhez és befejezi azt. Újra bámulatba ejtő látószögekkel találkozunk. A parkett ferdének tűnik. Az első síkban pihenő táncosnőket hátulról látjuk A háttérben a tanár figyelmét a terem belsejében levő tanulóra összpontosítja. A színpad realizmusa jól illik a különböző pózokban, munka közben és a pihenés idején megragadott alakok összeállításához.

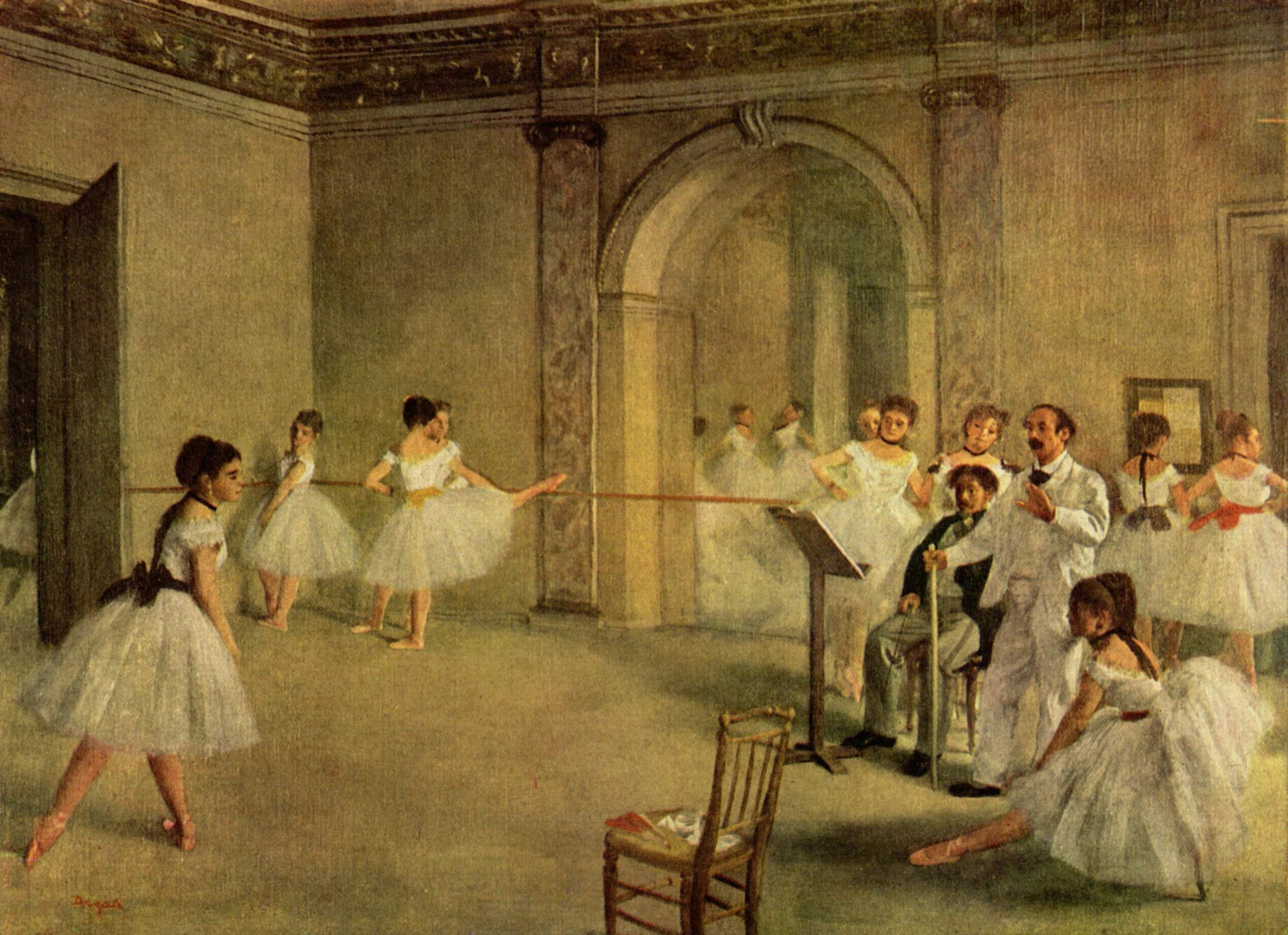
Az Opéra balett-terme a Rue Peletier-én, olaj, vásznon, 1872 (Musée d'Orsay, Párizs)

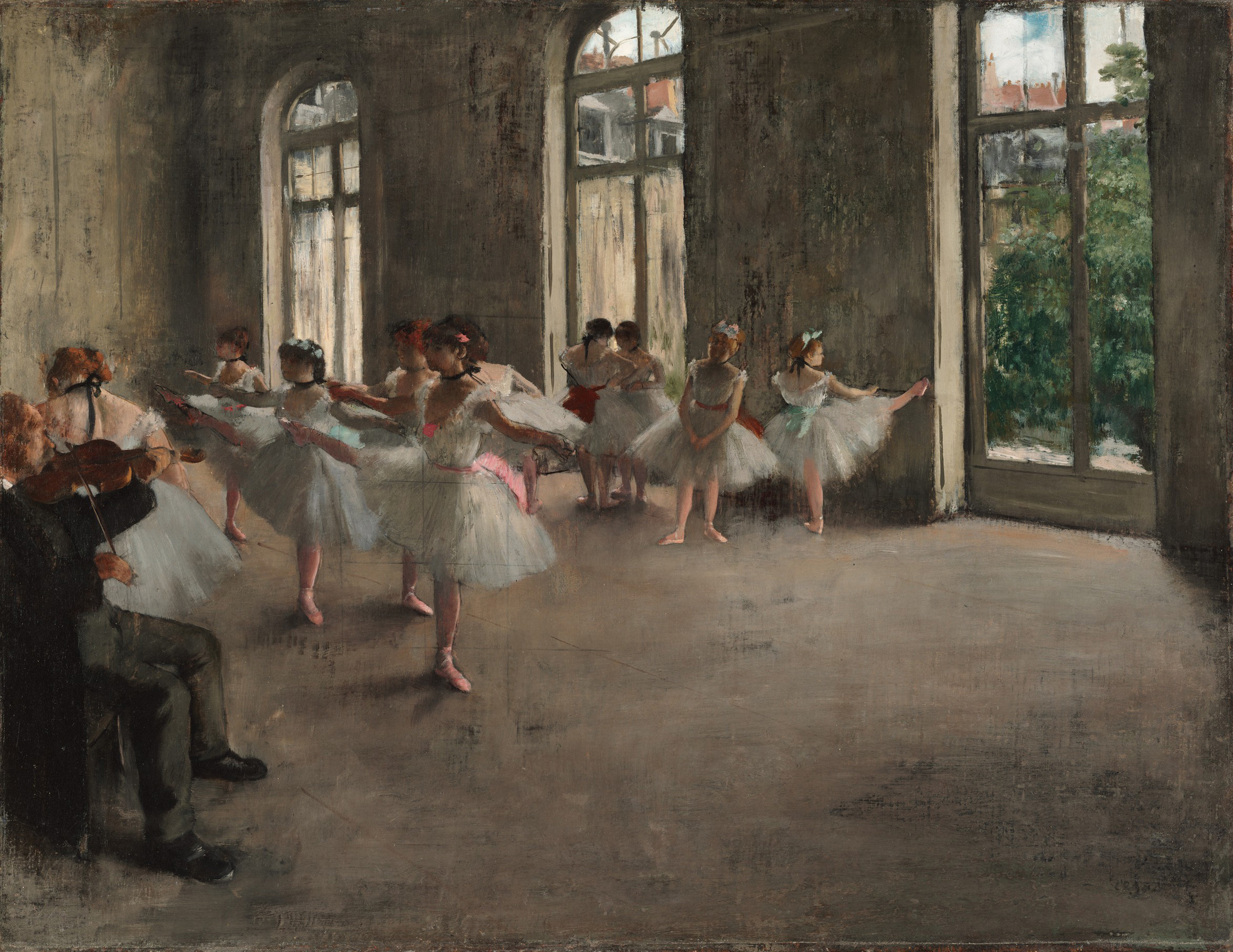
Balettpróba, olaj-vásznon, 1873 (Fogg Art Museum)

Jóllehet Degas többször és élesen tiltakozott ellene, hogy őt realista művésznek tartsák és nevezzék, a korszak realista, sőt verista (így hívták a szélsőséges természetutánzás hajszolását) törekvései és eredményei elől teljesen elzárkózni nem tudott. Emiatt, s mert tárgyválasztásában egyébként se törekedett a fennkölt, az érzelmes – esetleg édeskés – témák és megformálás felé, sokszor érte az a vád, hogy „közönséges„. Ez azonban csak azt jelentette, hogy Degas sohasem siklott ki a festőművészet sajátos útjairól a retorika s az elbeszélés világába. Számára a tárgy, a téma csak a festésnek volt témája, tárgya, s elvetett minden olyan mozzanatot, amely a kép és nézője között más kapcsolatot teremtett volna, mint optikait. Ezt tükrözi a Táncgyakorlat közben című képe is. A tulajdonképpeni jelenet a bal felső sarokban helyezkedik el, ahol balettruhás leányok táncolnak. Egyikük lábujjhegyén „spiccel”, társainak csoportja körré formálódva figyelemmel kíséri mozdulatát. A hamvasan világos színekkel festett csoport mozgását férfitanár vezényli. A kecsesen lendülő táncosnők lenge alakjával szemben a balettmester személyét esetlennek, totyakosnak érezzük, pedig csak a fejét és potrohos törzsét látjuk, mivel testének többi részét egy oldalról befelé lépő baletthölgy takarja el, akinek tánclépése csak a maga kedvét szolgálja. Nem tartozik a csoport együtteséhez. A kép címét adó változatos jelenet ellenére a kép főszereplője mégis más.

### Táncgyakorlat közben (1878 körül)
Nem a táncosnők, s nem a mester, hanem az a rút vénasszony, aki egy ferde nézetben ábrázolt konyhaszéken, lábát messze maga elé nyújtva, majdnem elterülve ül. A táncjelenetre nem vet ügyet, nem érdekli a mester működése sem. Minden figyelmével a kezében tartott újságba mélyed. Világosan kitetszik ebből a képből is, hogy az optikai mozzanatokon túl eszmei tartalmat is rejt, amely ott feszül a képen látható ellentétekben. A táncoló lányok, s az oktató mester iparkodásában, és a főalak közömbös passzivitásában, amelyet csak fokoz a mozgó csoport áttetszően világító, s az öregasszony szurtos, sötét ruhájának kiáltó különbsége. Mindezt pedig keretbe foglalja a pompás perspektívával érzékeltetett belső tér fegyelmének, s a valahonnan a jobb szélről bevetődő fény s az általa szőtt árnyékok puha siklásának az ellentéte, amely gyengéd eszközökkel tagolja a festmény szerkezetét.

### Táncosnő a színpadon (A tánc csillaga) 1878 körül

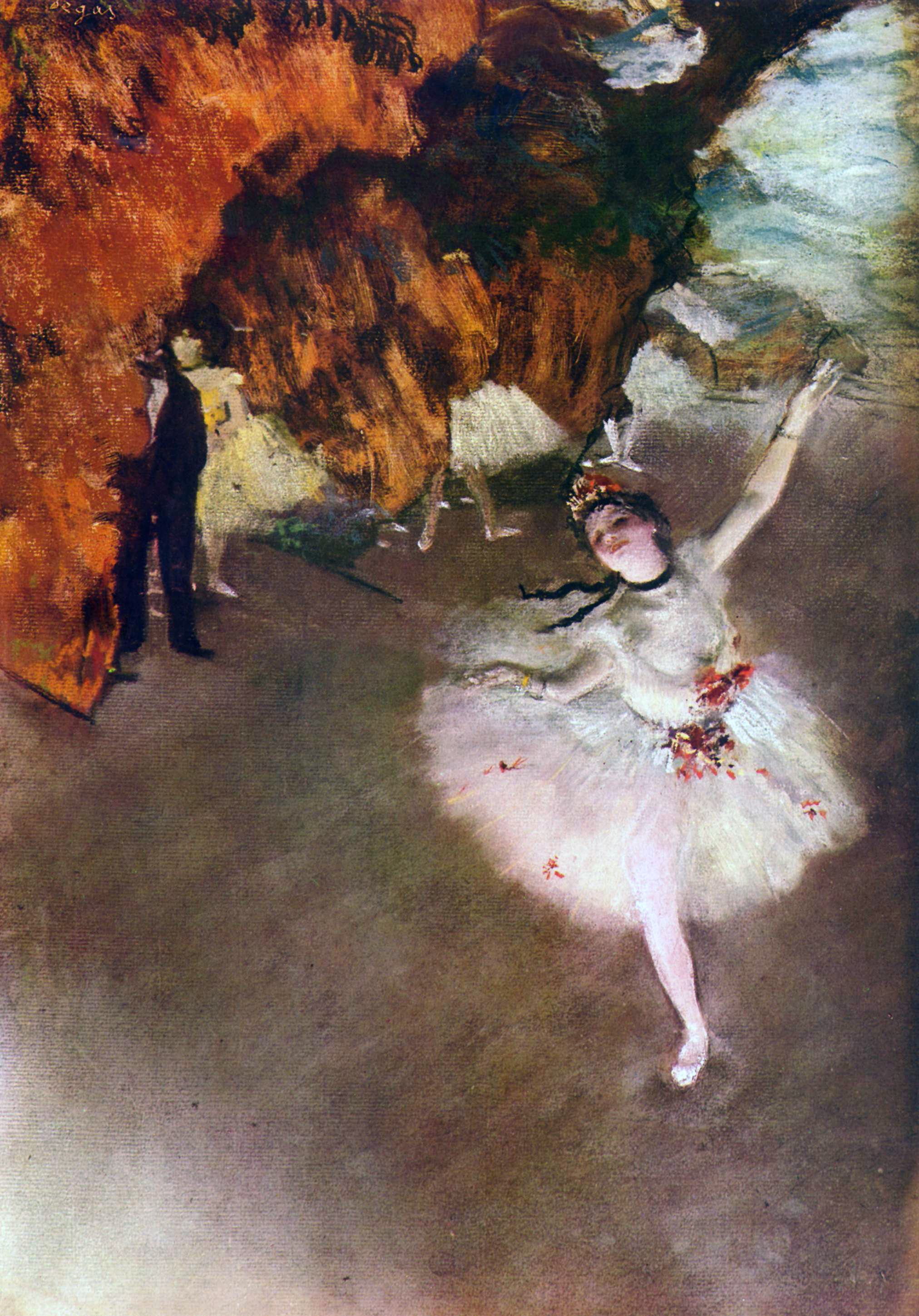
Balett, pasztell, 1878 (Louvre)

A Rosita Maurit ábrázoló Táncosnő a színpadon szintén pasztell, de monotípia technikával készült, amelyet Degas gyakran alkalmazott. A monotípia réz- vagy üveglapra rajzolt képnek nedves papírlapra készített lenyomata. A Táncosnő a színpadon című művet az impresszionisták harmadik kiállításán mutatták be. Georges Riviére (1855-1943) kritikus, Cézanne és Renoir barátja a kép realizmusát dicsérte, míg későbbi bírálói természetfeletti jellegét emelték ki. A fények játéka és az eredeti perspektíva hozzájárul a rendkívüli hatás megteremtéséhez. A kulisszák mögül a táncosnők és egy férfi nézi a prímabalerinát. Csak fej nélküli testek, a figyelem teljes egészében a balett-táncosnőre összpontosul, aki elragadtatva meghajol a közönség előtt.
Az 1882-ben festett Várakozás című képén két emberalaknak ad helyet. Míg az előző képeken a feszültség, a cselekvés, a telített aktivitás adott külső és belső tartalmat az ábrázolásnak, ez a kis méretű pasztell az ernyedt unalom foglalata. Jelenetére várva a már kimerült táncosnő előredől, és cipője orrán igazít valamit, kísérője viszont fáradtan meghajlik, hogy az alacsony padon egyensúlyt tarthasson. A várakozás hangulatát tükrözik még a pad és a padló kör- és osztóvonalai is. Rézsút fölfelé tartva éppúgy indulni készek, mint az unottan várakozó figurák.

### Várakozás (1882)
„Miért fest táncosnőket?” kérdezi Degas-t egy amerikai gyűjtő, Louise Havemeyer a kilencvenes évek végén. „Mert csak náluk találom meg az ókori görögök gesztusait…” feleli a művész, aki nem titkolta az antik szobrok iránti rajongását. Degas tussal skicceli rózsaszín papírra a táncosnők pózait. Aztán pasztellel, vagy olajfestékkel végső formába ölti. A táncosnő virágcsokorral üdvözli a közönséget című képhez Degas a pasztellt választja, amely lehetővé teszi, hogy a festő a bemutatott alakoknak irreális külsőt adjon. A színpad színházi megvilágítása eltorzítja a táncosnő arcát, amely irreális szörnyű álarcra emlékeztet. Az eltorzult arcocskán látható elragadtatás végkimerüléssel keveredik, ami a színházi világ ellentmondásait szimbolizálja. A kontúr nélküli, ködös tüllszoknyák kontrasztban állnak a nem természetes pózokban elhelyezkedő lábak karikatúrába illő vonalával. Degas többször megváltoztatta a kép egyes részleteit: kisebbre vette a virágcsokrot, kissé leeresztette a táncosnő bal vállát, meghosszabbította a jobb lábát. Ezek a javítások láthatóvá válnak, ha infravörös lámpával világítjuk meg a vásznat.

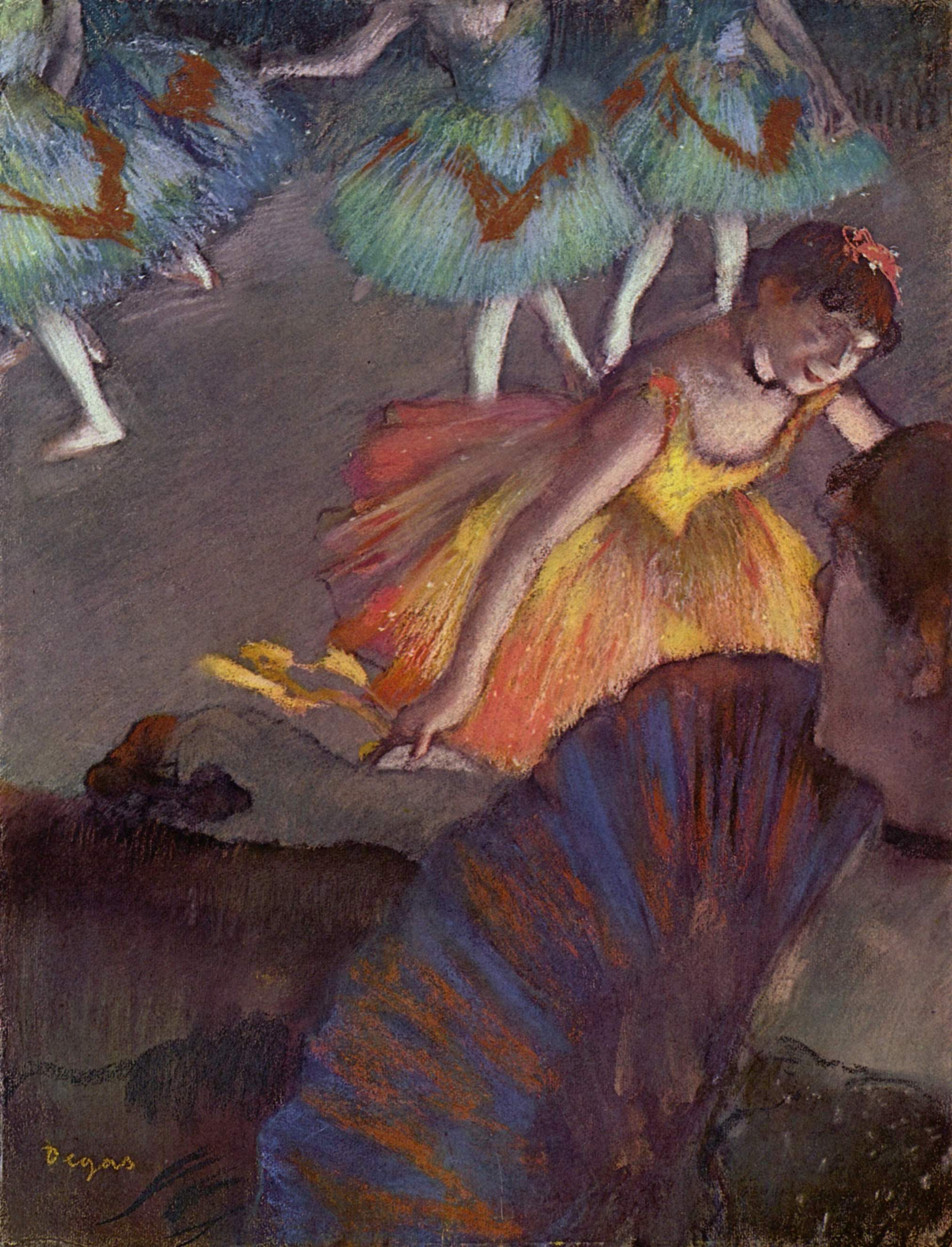
Balett, páholyból nézve, pasztell, 1885 (Museum of Art, Philadelphia)

A prímabalerina mögött a balettegyüttes az előadás utolsó jelenetét táncolja. A hatalmas sáfrányszínű ernyők színe erős hangsúlyt kap. A háttérben látható alakok a munka későbbi fázisában kerültek a képbe. Először csak az első táncosnő szerepelt a vásznon. A festő a kép méretét a jobb oldalára és a tetejére ragasztott papírcsíkokkal növelte meg. Ezek a változások okozzák a kép fő alakjának aszimmetrikus elrendezését.

### A táncosnő virágcsokorral üdvözli a közönséget
A színpad színházi megvilágítása eltorzítja a táncosnő arcát, amely irreális szörnyű álarcra emlékeztet.
Ám az 1880-as évek a cselekvésnek új világába vezették Degas figyelmét és ecsetét. Megjelent képein a munka. A vasalónőkről és kalaposnőkről festett sorozatokat. Az életnek, a mozgásnak s a fény-árnyéknak új színhelyét és új szerepét jelentették számára. Ő pedig ennek az új színpadnak jeleneteit éppen olyan kutató szenvedéllyel, éppen olyan gondolatkeltő jellemformálással, éppen olyan érzelemtől mentes tárgyilagossággal ragadta meg és mutatta be, mint az abszintivókat vagy a balett jeleneteit.

## Kalaposnők, vasalónők, fürdőző nők

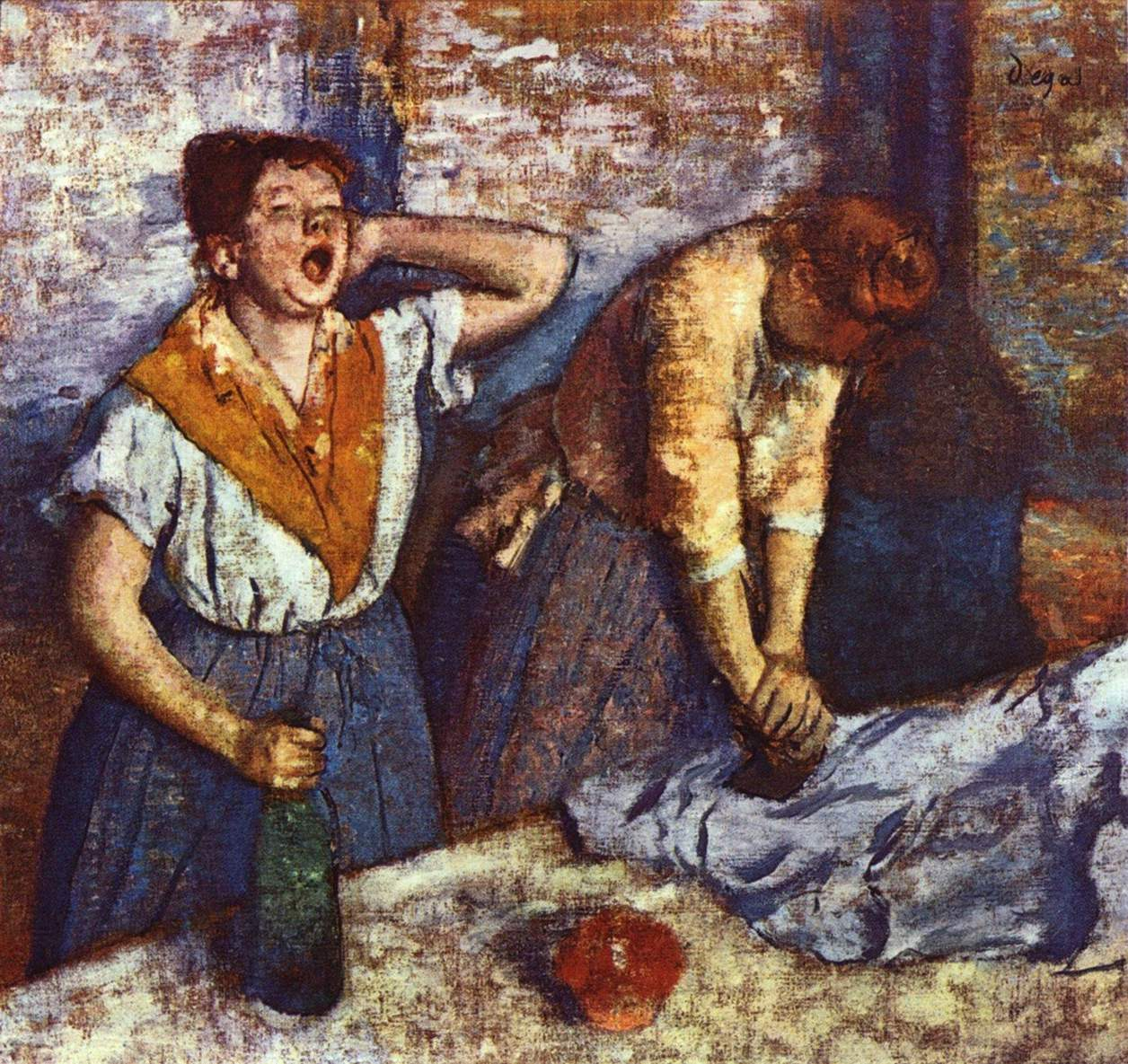
Vasalónők (1884)

Az 1882-ben elkezdett vasalónő-sorozat első képén az alak éppenséggel nem unatkozik, hanem szorgosan foglalkozik a színes férfiingekkel, amelyek keze ügyében s tőle jobbra-balra felhalmozva várnak reá. Fény ellenében festette ezt is, akár a fényképészműteremben álló táncosnőt, világosan bizonyítva, hogy az új témakörben is a nehezen lebírható festői feladatok vonzották elsősorban. 1884-ben festette a Vasalónők című képét, amelyben a motívum ellenére sem az elfáradt, elnyűtt, kihasznált munkást jeleníti meg. Inkább a kimeríthetetlen erőt ünnepli benne, amely munka közben elsóhajtott jóízű ásítással fejez be egy-egy munkaszakaszt. Nem sokkal korábban festette A kalaposnő című alkotását, amely a hasonló tárgyú s számos darabból álló sorozatnak alighanem a legszebbike.
Első párizsi kiállítása eléggé hangos megbotránkozást keltett a Salon látogatóiban, akik, jórészt az akadémikus elvek által vezérelve, úgy ítélték meg, hogy az a néhány szalmából, selyemből készített s szalaggal, csipkével, művirággal díszített női kalap, amilyen tucatjával látható a kirakatokban és az utcákon, nem méltó tárgya a művészet – szerintük emelkedett, ünnepi – világának. Degas pedig valóban nem ünnepelt, hanem megszokott eljárásával a köznapi valóságot avatta művészi látvánnyá. A kalapokat látszólag el sem rendezte, meghagyta az üzleti forgalom összevisszaságában. Ez azonban csak látszat. Gondos vizsgálat csakhamar kideríti, hogy a színek és formák alaposan átgondolt szerkezetvázat takarnak, s hogy ennek a szerkezetnek megértető kulcsa az asztalszélen heverő kékszalagos selyemkalap.
Az 1880-as évek végén az akt, a ruhátlan nőalak válik Degas művészetének fő témájává. Ebben csak az a különös, hogy korábbi munkásságából, a fiatalkori történelmi festményektől eltekintve, az akt szinte teljesen hiányzott. De ő nem tagadta meg magát és művészi elveit az aktfestésben sem. Előtte és körülötte is festettek aktot a művészek. Azonban csaknem valamennyinek ürügyre volt szüksége ahhoz, hogy levetkőztesse a nőalakot. Leginkább mondák, legendák, hitregék szolgáltatták az ürügyet. Még Courbet is többnyire a műterem és a fürdő motívumát használta ürügynek aktképeihez, még Manet, a forradalmár Manet is a reneszánsz Vénuszok kiemelt elszigeteltségében festette meg az Olympiát, Renoir aktképeit pedig az érzelmesség fátyla vonja be. Degas azonban nem keresett ürügyet, tekintete mindig hűvös maradt.

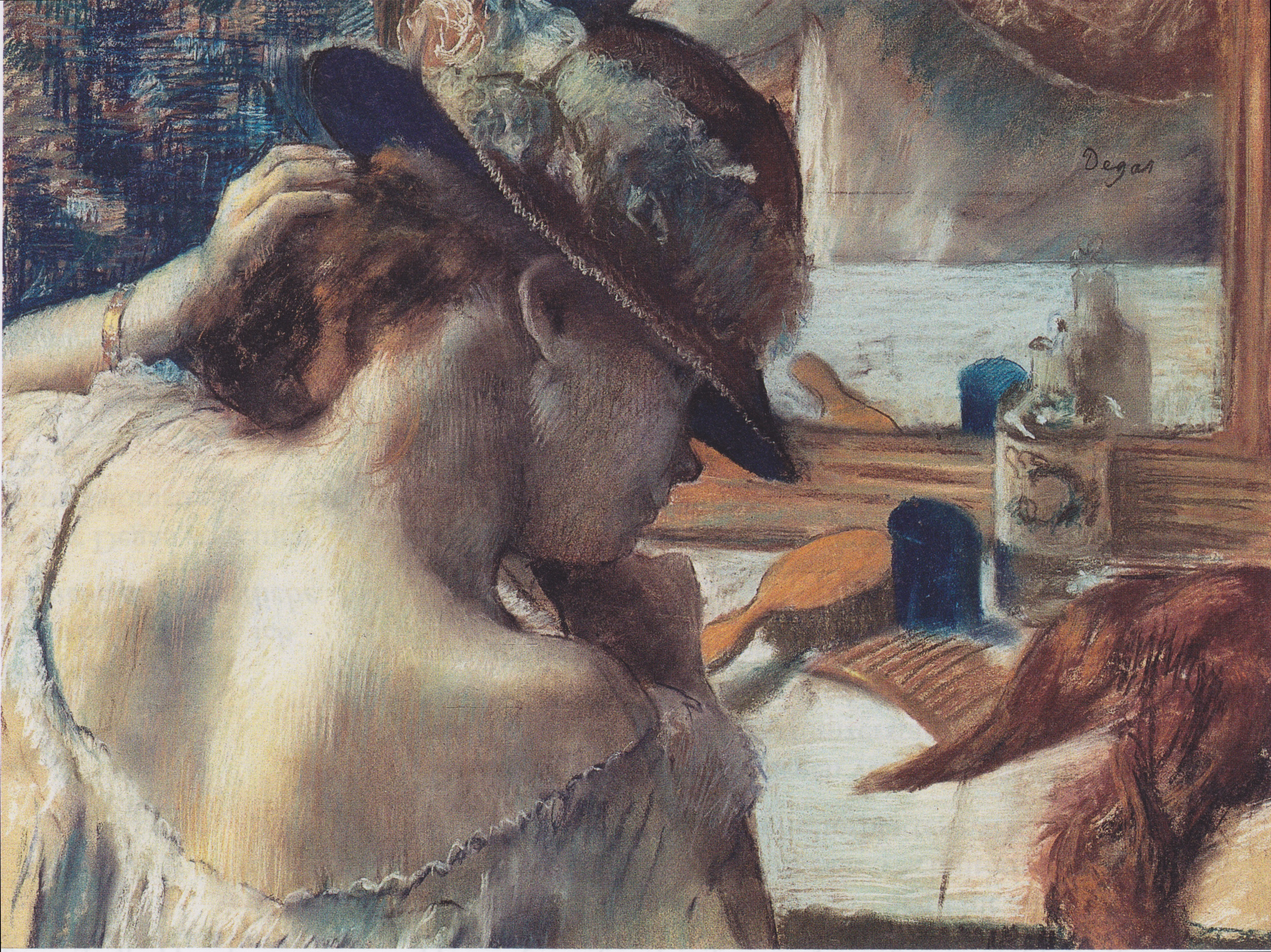
A tükör előtt, pasztell, 1899 (Kunsthalle, Hamburg)

 Szinte megleste modelljeit, azokban a pillanatokban, amikor ruhátlanul hiúságuknak áldoztak – fésülködtek, tisztálkodtak. Nem keresett (a közízlés és az erotikum által meghatározott) szép modellt, s a testtartást, a taglejtéseket nem állította be „festői" szempontok és szabályok szerint. Fürdő után című aktja nagyon is esetleges, nagyon is keresetlen testhelyzetben áll. Profilban látjuk, amint felemelt féllábát törli. Olyan pózban tehát, amelyben Degas előtt senkinek sem jutott volna eszébe ruhátlan nőalakot megfesteni. Egyébként is szokatlan, nyugtalan, technikai szempontból is meghökkentő kép. A pasztell-technika korábban megszokott simaságával ellentétben, a vastagon felhordott kréta rétegeiben sok szín remeg, s maguk a vonalak is ziláltak, izgatottak. Ha a nőalakon van is egy-egy simább, nyugodtabb felület, az csak arra jó, hogy a kép egyéb részeinek reszketését még inkább kiemelje.

## Akt
Az 1880-as évek végén az akt, a ruhátlan nőalak válik Degas művészetének fő témájává:
- Fürdés a szabadban
- Lábát törlő nő
- Törülköző nő

Még gyökeresebben szakít minden hagyománnyal a Fésülködő nő című kompozíció, amely merész rövidülésben mutatja be a szintén nem szép, még csak nem is arányos növésű, testes nőalakot. A nézőnek háttal, rálátásos helyzetben ül, szinte szétomolva. Mégsem hízott, mégsem tunya ez a test. Vaskosságából valami animális őserő árad. A kép megfestése pedig egyenesen bámulatos. A színek ilyen szemkápráztató gazdagságát megjeleníteni az emberi test felületén Degas-n kívül csak Renoir tudta az akkori Párizsban. Neki is csak valamivel később sikerült, éppen Degas hatására, s csak megközelítő tökéletességgel.
A fürdőtál a címe a sorozat egyik darabjának. Ruhátlan nőt ábrázol a „tub"-ben, abban a sajátságos edényben, amelyet a múlt század Párizsának kevés fürdőszobával rendelkező régi negyedeiben széltében használtak. A kép szerkezete szintén rálátásos, az alak pedig majdnem egészen a beeső fénnyel szembe került. A fénnyel való modellálás, a térérzet fölkeltése, a távlatszerkesztés, a virtuóz rajz és a kényesen finom színvilág a művésznek megannyi remeklése. Erős hatását még fokozza az, hogy a mélyen előrehajló női test majdnem átlós tengelyben tölti be a felületet. Huysmans, a kiváló író és előretekintő kritikus, a maradi bírálók elmarasztaló ítéletei ellenében lelkesen ünnepelte a szokatlanul merész festményt. Ma a Louvre egyik dísze.
A Reggeli toalett című pasztell, szintén ennek az aktsorozatnak egyik darabja. Ezen a képen, amely szintén átlós szerkezetű, szép alakú mezítelen fiatal leányt fésül egy csupán a válláig látható, ruhás komorna. A ruhátlan lány bőrén opálosan irizálva halmozódnak a pasztellkréta hamvas szemcséi, s ezt a sugárzást a környezet kék-sárga (ellentétes, de egymást mégis kiegészítő) színeiből sugárzó szivárvány övezi.
A Pékné címen ismert, hátaktot ábrázoló festmény az elnehezült női testet kegyetlen valóságában ábrázolja. Maga a hamvas pasztellkép azonban Degas képességeinek legmagasabb fokú remeklése. Térkitöltése tökéletes, a hát felületének modellálása eleven, élettel teli, felemelt karja a fénykezelés révén csupa mozgás, színei buja frissességgel nyüzsögnek a krétavonásokban.

Akt
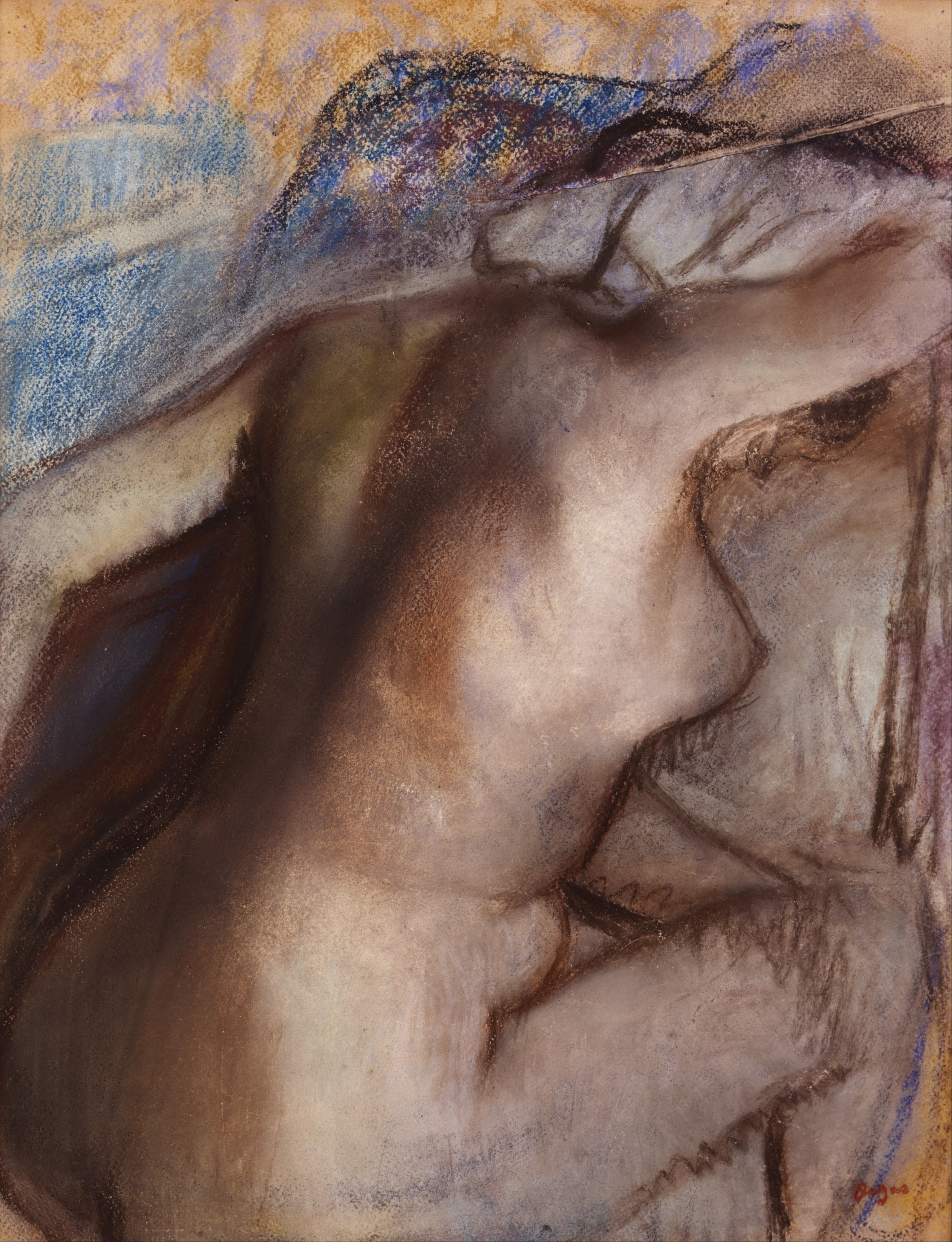
Akt, 1884-1886
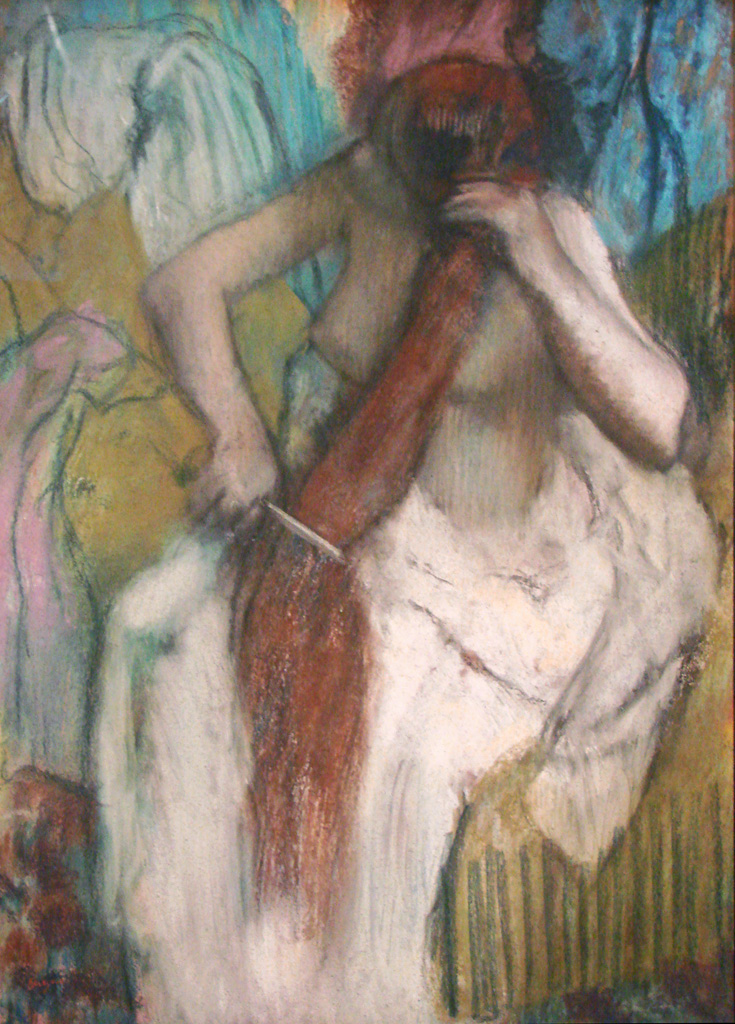
Fésülködő nő, 1887-1890
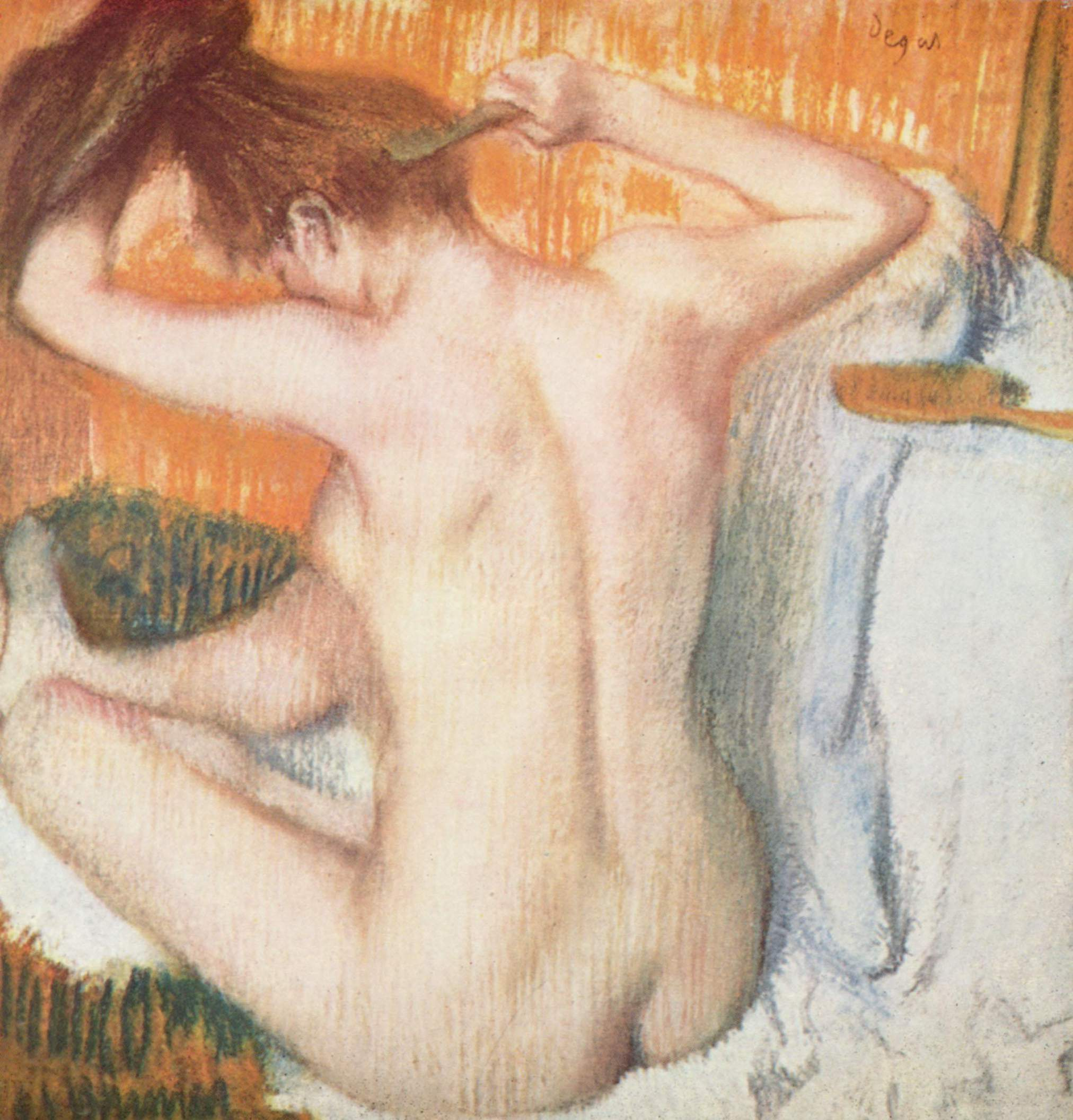
Aktmodell, 1885
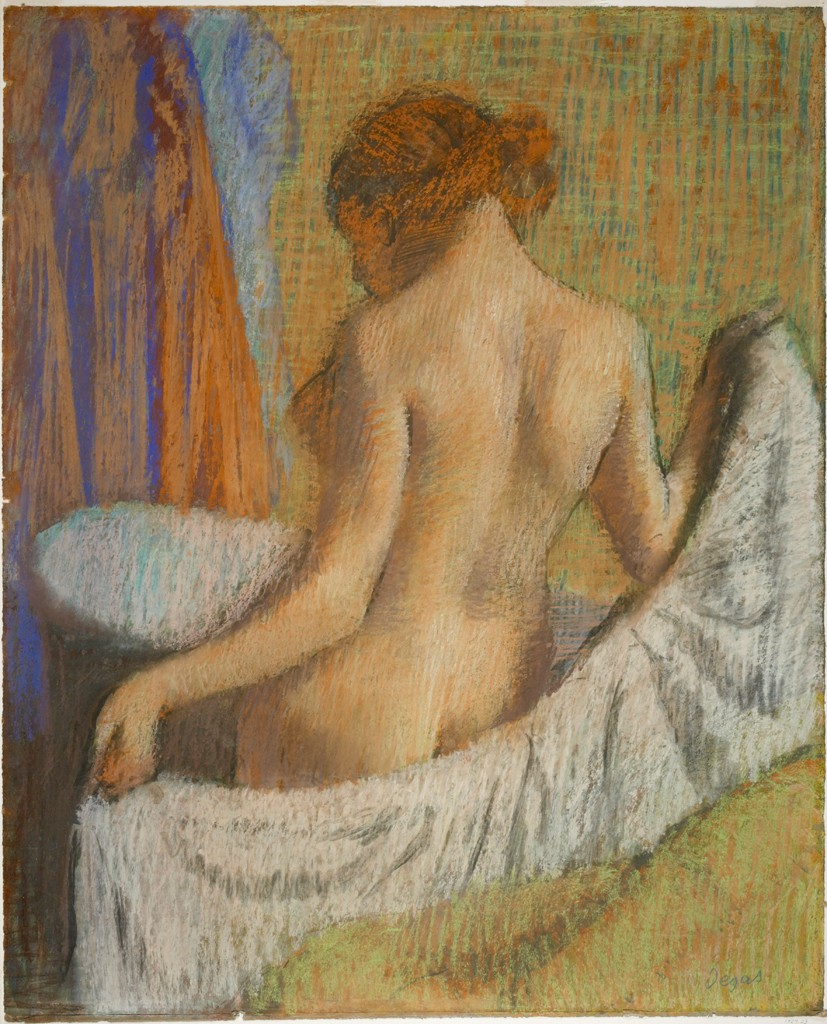
Aktmodell, 1893-1897
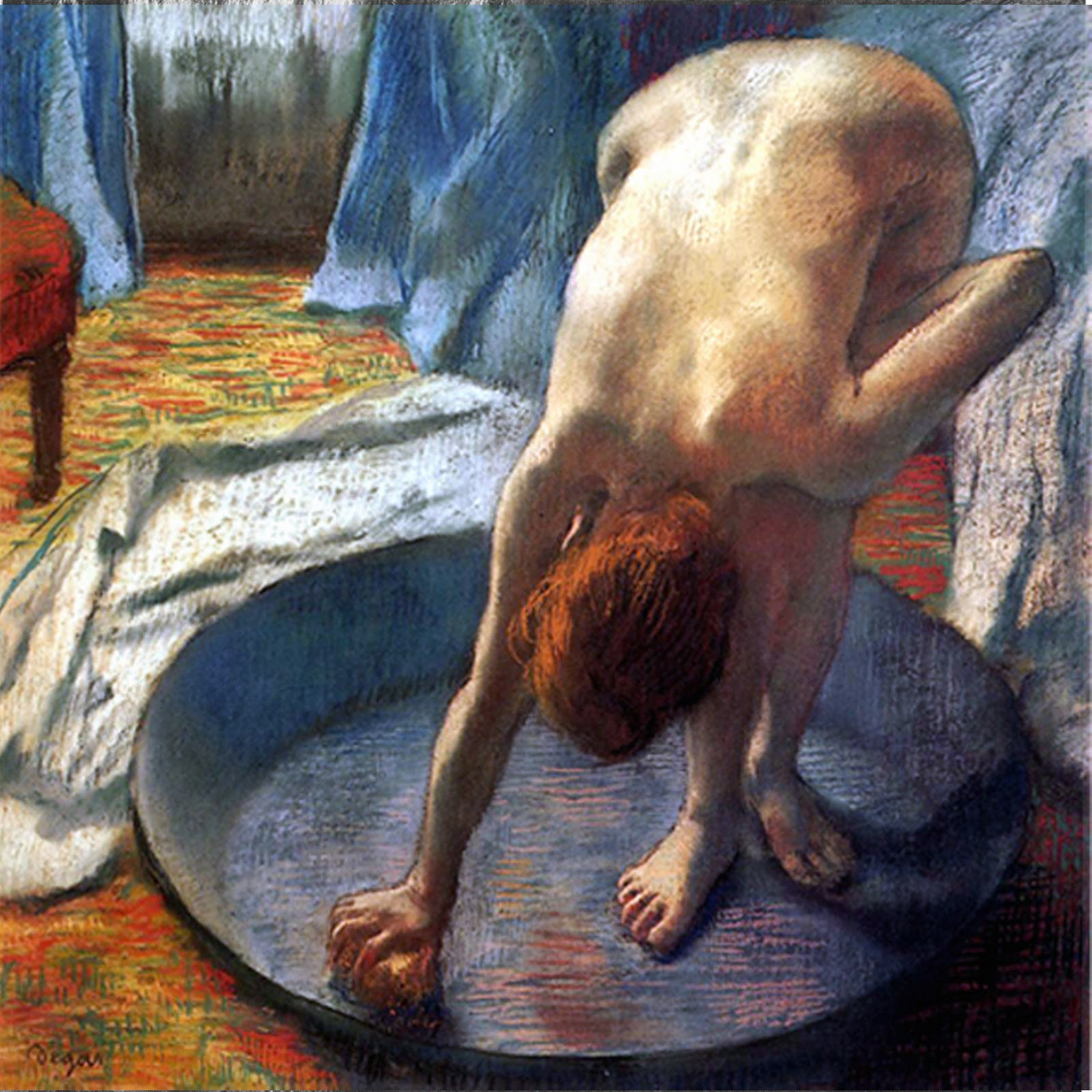
Fürdőtál, 1886

## A Manet házaspárhoz fűződő barátsága
1862-ben vagy 1863-ban Degas találkozik Édouard Manet-val (1832-1883) a Louvre-ban, ahol a másolást gyakorolja. A két festő hasonló korú és mindketten vagyonos családból származnak. A művészetre vonatkozó nézeteik miatt azonban távol állnak a Második Császárság francia polgárai közt oly népszerű akadémizmustól. Degas és Manet festői módszere és stílusa közel áll az „új festők” modorosságához, akikkel együtt időznek a Montmartre lábánál levő Guerbois kávéházban. Ezt a helyet az impresszionista mozgalom egyik bölcsőjének tartják. Degas a művészet teoretikusának szerepében tetszeleg. Körülbelül 1866-tól látogatta Manet-t. a festő és felesége gyakran ült modellt Degas-nak.

### Manet és felesége portréja (1868)

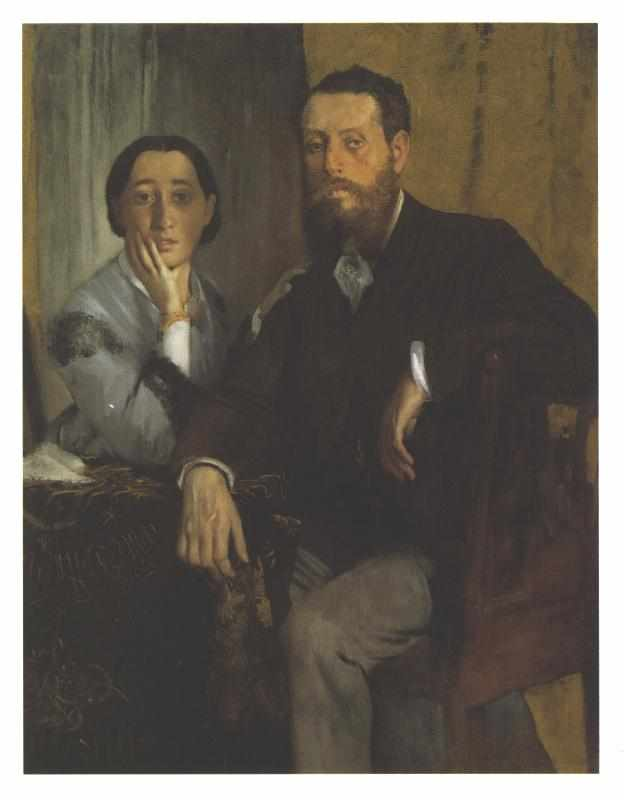
Manet és felesége portréja (1868), Municipal Museum of Art, Kitakjúsú, Japán

Amikor Manet elvágta a barátja által festett képet, mert úgy vélte, hogy a feleségét nem megfelelően mutatta be, a barátságuk egy hajszálon függött. Kapcsolatuk rövid ideig tartó hűvössége után a két művész gyorsan kibékült egymással. Manet-nak köszönhetően Degas megismerhette Berthe Morisot-t, aki 1874-től Édouard öccsének Eugéne-nek volt a felesége. Ennek a fiatal, tehetséges festőnőnek világos színei és könnyed stílusa rokon vonásokat mutatott az impresszionisták módszereivel. Morisot és Degas a „töretlenek csoportjához” tartozott és 1874-ben részt vettek az impresszionisták első kiállításán. Sajnos a barátok igen korán elmennek: Édouard 1883-ban, Eugéne 1892-ben, Berthe Morisot pedig három évvel később. Morisot iránti elismerésének bizonyítékául Degas 1896-ban (Monet és Renoir segítségével) munkáiból posztumusz kiállítást szervezett Paul Durand-Ruel képkereskedőnél. Meghalt barátnőjének rajzait saját kezével akasztotta fel a falra. Mallarméval és Renoirral együtt Degas gondoskodott az 1879-ben született Julie-ről, Berthe Morisot és Eugéne Manet korán árvaságra jutott lányáról.
A századforduló után Degas híre világszerte elterjedt, képeit keresték, értékelték és vásárolták. Oly mértékben, hogy az neki magának, az inkább tartózkodó, visszavonuló művésznek már szinte kellemetlen volt. Zavarta az is, hogy a róla írott cikkekben, bírálatokban forradalmárnak, újító művésznek nevezték, holott ő maga a XVIII. századi francia festészet folytatójának tartotta magát. Ha csak tehette, mindig tiltakozott a forradalmár jelző ellen, s kinyilvánította, mennyire rajong az előző századok és Ingres festészetéért. De festeni már alig festett ezekben az években. Szembaja elhatalmasodott. Állandóan könnyezett, s látni már csak egészen közelről, arasznyi távolságból tudott. Emlékeiben kutatott, és néhány balett-témáját ismételte meg. Élete utolsó évtizedében pedig hazajáró szellemek módjára még korábbi témái látogatták emlékezetét. Így a lovasok, lóversenypályák és a tájképek, amelyeket most már egyesítve festett meg. A tréning közben ábrázolt lovasok mögé fejedelmi módon gazdag hegyi tájképet szerkesztett, amelyen az ormok ibolyaszínben ragyognak, akárcsak azokon az emberalak nélkül festett képzeletbeli tájfestményein, amelyek pályafutásának egy rövid korszakát teljesen kitöltötték.
Utolsó képe azonban megint csak akt volt. Térdelő volt a címe és motívuma, s szíve szerint sikerült java alkotásnak bizonyult, úgyhogy barátja, a műkereskedő Vollard nem adta el, hanem magához váltva magángyűjteményében tartotta meg.

## Plasztikái
Degas egyéniségének művészi jellemvonásai azonban nem merültek ki a festéssel és a rajzzal.
Életművének érdekes kikerekítése volt plasztikai munkássága. Már 1881-ben kiállított egy méteres magasságú balerina-szobrot, amelyre a táncruhát valódi tüllanyagból szabatta. Természetesen a közönség és a bírálat felháborodott, részben a mintázás és a mozdulat realitásán és esetlenségén, részben pedig az anyagok, a művészet és az ipari portéka gátlás nélküli keverésén. Úgy látszik, ez a szobra elszigetelt kísérlet volt, mivel nem követte folytatás. Mikor azonban már alig látott, s festeni nem tudott, mint a köszvényes Renoir, ő is a mintázáshoz folyamodott, hogy felrajzó ötleteit valamiképpen formába öntse. Lószobrocskákat és kis táncos alakokat gyúrt. Vázlatosan ugyan, de nagyszerű térbeállítással és mozgástartalommal. Csak halála után találták meg őket. Szellemiségének számos egyéb ragyogó oldaláról is tudunk. Széles körű és alapos ismeretei voltak az irodalom és a zenevilágában. A francia irodalom klasszikusait, Corneille-t, Racine-t, La Fontaine-t, sőt Pascalt és La Rochefoucauld-t is hosszan és szó szerint tudta idézni, ha az alkalom vagy a szükség úgy kívánta. De nem csak ismerte az irodalmat és a költészetet, költő volt maga is. Mint egykor Michelangelo, szonettekben csordította ki a szellemét foglalkoztató, lelkét betöltő világot. Szonettjeihez tárgyat és ihletet természetesen ugyanonnan merített, ahonnan képeihez. Balett-táncosnőket, kalaposlányokat, öltöző, vetkőző, fürdőző és törülköző modelleket énekelt meg ugyanolyan gyöngéd és finom szavakkal, mint amilyen gyengéd és finom színekkel s formákkal látványukat megörökítette.

### Kis táncosnő fellépés előtt (1880-1881)
Paul Valéry mintegy húsz költeményét ismerte, s reá valló emlékezéseiben meggyőzően mutatta ki a képek és versek párhuzamait és egyezéseit.
Degas ezenfelül szenvedélyes gyűjtője volt a képzőművészet remekeinek. Mégpedig nemcsak a réginek, hanem a kortárs alkotásoknak is. Vásárlásainak egy része azért történt, hogy rászorult fegyvertársain megbántás és megalázás nélkül segíthessen. De emellett szinte állandó látogatója volt az árveréseknek. Türelmesen figyelte menetüket, s óvatos és megfontolt, de áldozatkész ajánlataival számos darabból álló, értékes gyűjteményt szerzett. Gyűjteményében volt két festmény Grecótól, Ingres-től összesen húsz alkotás (olajfestmények, vázlatok, rajzok), Delacroix-tól tizenhárom festmény, Corot-tól hat tájkép és egy olasz nő félalakja. Cézanne-t négy, Gauguint tíz, Manet-t nyolc, Van Gogh-ot három, Pissarrót három, Renoirt egy festmény képviselte a gyűjteményben. Ugyanezektől igen sok rajz, vázlat, pasztell és vízfestmény, amelyek között a Manet-tól származó lapok a legértékesebbek. Kiegészítette ezt a gyűjteményt körülbelül négyszáz sokszorosított grafikai lap, közöttük japán metszetek, Haronobu, Hiroshige, Hokusai és Utamaro szebbnél szebb alkotásai.
Emberi vonásainak teljességéhez tartozik annak megemlítése is, hogy bár igen jó ember volt és türelmes, ezeket az erényeit csak a művészet világán kívül gyakorolta. Művésztársaival szemben kíméletlen bíráló volt, éles nyelvű, őszinte és szókimondó. Nem ritkán szeszélyes, sőt olykor-olykor igazságtalan is. Monet-t és Renoirt színességük miatt rótta meg. Manet-nál kifogásolta, hogy túlságosan köti magát a modellhez, s mindeniküknél azt, hogy a szabadban, a motívum előtt festenek. Magatartása, bár mindig egyenes volt, mégis oda vezetett, hogy művésztársaitól elhidegült, s azok is elhúzódtak tőle. Barátainak köre utóbb néhány nem művész polgárra és néhány íróemberre korlátozódott. Végül pedig már csak közeli rokonaival és műkereskedő barátjával, Vollard-ral érintkezett szívesen.
Kétségtelen mégis, hogy emberi és művészi hatása mind/ életében, mind pedig halála után nagy volt. Művéből és emberi példájából olyan jelentős művészek is bőven merítettek, mint Forain, Mary Cassatt, Toulouse-Lautrec, Valadon, Vuillard és Bonnard. A teljes elismerés azonban halála után egy ideig váratott magára. Művei közül néhány bekerült ugyan a Luxembourg-képtárba, később a Louvre-ba is, de kimutatható, hogy Manet,
Cézanne és Renoir ünneplése korábban bekövetkezett, mint az övé. Degas kissé háttérbe szorult, mert az impresszionizmus és a plein air, valamint a nagyszerű tettekkel betörő posztimpresszionizmus közepette az ő művészetét túlságosan tárgyszerűnek és pszichologizálónak érezték. Mindez azonban egy csapásra megváltozott, amikor 1924-ben az Orangerie-ben megrendezték azt a kiállítást, amelyre az európai és tengerentúli gyűjtők és múzeumok elküldték féltve őrzött darabjaikat, s így először volt együtt látható Degas egész életműve.
Ekkor azután sietett a világ (főleg a francia művészeti irodalom) pótolni a mulasztottakat.
Könyvek, cikkek jelentek meg egymás után, amelyek mindenike elemezni és magasztalni igyekezett személyét, művészetét. Közölték levelezését, melyből kiderült, hogy Degas kiváló levélíró volt – pedig ez nagy szó a franciák között, akik a levelet irodalmi műfajjá nemesítették. Publikálták azokat a feljegyzéseket is, amelyekben életre, emberekre, művészetre vonatkozó gondolatait rögzítette kötetlen formában, s teleszórta magyarázó rajzokkal. Ezekkel a kiadványokkal igyekeztek bizonyítani, hogy tartózkodása, mogorvasága inkább csak védekezés volt, összeférhetetlenségét és elfogultságait sokban igazolta az idő.
De akárhogyan közeledtek is Degas művészetéhez, mindenki más és más szempontot iparkodott érvényesíteni. Ünnepelték a rajzolás kiváló mestereként azt, akit az impresszionistákat üldöző izgága kritikus, Albert Wolf azzal vádolt meg, hogy a rajzról fogalma sincs. Az új és elfogulatlan elemzésekből végérvényesen kiderült, hogy Degas-nak mint a rajzolás mesterének magasztalása jogos, mert festményeinek, pasztelljeinek, rajzainak mindegyike szinte megdöbbent vonalainak biztosságával. A legmerészebb rövidüléseket, a mozdulatok legizgatottabb hajlásait, töréseit is egyetlen meghúzott vonallal, ismétlő javítgatások nélkül rögzítette. Alakjainak, a képen elhelyezett élettelen tárgyainak csodálatos körvonalai szinte lélektani jellemzések egyben, de távol áll tőlük minden dekoratív gördülékenység és ornamentumszerű ismétlődés. Degas rajza nem kalligráfia, de eleven élet.
Sokan elemezték festészetének impresszionista vagy nem impresszionista voltát. Kétségtelen, hogy képeinek megfestését élesen beidegződő benyomások előzték meg, s hogy képzeletét 1870-től inkább az elmozduló, a mozgó, a csak egy pillanatig érvényes motívumok csigázták föl. Ennyiben impresszionista. De motívumait, benyomásait emlékezetében tovább érlelte, forgatta, latolgatta, lényeges elemeire szorította. Képeihez készült vázlatai, a hozzájuk készült tanulmányok világosan mutatják, hogy miképpen haladt előre, hogy egy mások szemében esetleg lényegtelen, talán észre sem vett benyomást hogyan fokozott föl a leghatásosabb kifejezéssé, s hogyan rostált ki benyomásaiból minden fölösleges elemet, bármennyire kiáltó volt is kezdetben.
Elkészült képe mindig ezt a letisztult, felfokozott és kirostált állapotot közli a nézőjével, emiatt érezzük mindig Degas legutolsó megoldásait a legtökéletesebbeknek, leghatásosabbaknak. Ez a tulajdonsága viszont elválasztotta művészetét az impresszionistákétól. Rendkívül érdekes, tanulságos képszerkesztésének, komponálásának elemzése. Képalkotó módszere tudatos, előzetes szerkesztésre, beosztásra késztette, de kompozíciója messze eltért az akadémikus szerkesztő tanításoktól, elvektől, előírásoktól. Csak nagyon ritkán helyezte képeinek formai súlypontját a képtér középtengelyébe, még kevésbé a képmezőébe. Többnyire a képmező oldalára, egyik felső sarkába, nem ritkán az aljára komponálta a legfontosabb alakot vagy jelenetet. Különös kedvvel alkalmazta ezt a középtől való elcsúsztatást akkor, ha rálátással, tehát fölülről szemlélve festette a modellt. Világhírű képe, A tánc csillaga, a képmező jobb alsó sarkába siklatta a közönsége előtt bókoló, erős fényszórók által megvilágított, harmatos virágként tündöklő balerina fölülről nézett alakját. Emiatt a hatás kiemelt, fokozott, különleges. Messze fölülmúlja a szokásos középvonalas és szemközti szerkesztés lehetőségeit, amely Renoir hasonló tárgyú képén pedig szintén sikeresnek bizonyult.
Külön elemzés irányult témakörére, mert kétségtelen, hogy korában szokatlanul új volt az a világ, amelyre figyelmét irányította. A színpad, a versenypályák nyüzsgése, kávéházak, alkoholisták, munkásnők, öltöző, vetkőző köznapi asszonyok megjelenése szinte végtelenné tágította a festészet tárgyválasztásának világát. Maga csak annyit mondott erről, hogy színeket és mozgást keresett. Nem tette hozzá, jóllehet törekvéseinek igazi jelentősége ebben rejlik, hogy mindennek a színét és bárkinek, bárminek a mozgását elfogadta, ha művészi érdeklődését felkeltette.
Szín- és mozgáskeresését kiegészítette, sőt teljessé tette az a mód, ahogy színeit és a mozgás elemeit a fény felhasználásával hangolta, hangsúlyozta. Ezért nem volt kenyere a plein air, a szabad tér verőfénye. Eleinte még csak kísérletezett vele, idősebb korában azonban határozottan elítélte. Szabadtéri képeit is műteremben festette, s a belső térben felidézhető fényhatások felett korlátlan hatalommal rendelkezett. Ebben a magatartásában volt már egy elődje, Daumier, aki kompozícióit nagyszerű eredménnyel modellálta a belső fény szuverén használatával. Degas azonban túltett rajta. Még gazdagabban, még változatosabban élt a lehetőségeivel, sőt önkényes, képzeletbeli elemekkel is megtoldotta. Önkényének merészségét szinte a végletekig fokozta azokon az emberalak nélküli színvíziók módjára festett kis méretű tájképeken, amelyeket szemének rohamos romlása idején, az 1890-es években festett. Hogy miért festette ezeket ekkor, holott a tájkép addig legfeljebb jelentéktelen járulék volt csak alakos képein, fölöttébb izgató, de máig meg nem fejtett kérdés. E sötétesen izzó képecskéken szinte tombol a fény és tombolnak a színek. Küzdenek egymással. Semmi közük a tárgyi elemekhez, a realitáshoz (A tó, hegylánc, út a mezőn át). Valami megdöbbentő sóvárgás sugárzik róluk. Mintha valamely más világról adnának hírt. Olyan világról, amelyben nincsenek testi bajok, s a szellem és képzelet uralkodik.
Ez volt az egyetlen alkalom, amikor Degas elvonatkoztatta művét a látott világtól. Különben mindig az eszményítetlen valóság talaján állt, s emiatt sokszor érte a vád, hogy művészetét csak a csúf, csak a közönséges jelenségek serkentik, s hogy keserű pesszimista, aki maró szatírát költött az emberi nemről. Műveinek elfogulatlan vizsgálatakor azonban kiderül, hogy mély emberi érzéssel felfogott életet tárnak elénk, s alkotójuk éppen e cél érdekében az életnek el nem kendőzött elemeit is magához karolta a művészi teremtés szabad, igaz, tehát szép világába.
Nehéz volt a választás, hogy végül is Degas-ban a briliáns ecsetnek, a hamvas színezésnek, a fény szuverén kezelésének, vagy a könnyed mozdulat meggyőző ábrázolásainak mesterét ünnepeljük-e inkább. Hiszen alkotásain valamennyinek jelentős szerep jutott. A tárgyilagos vizsgálatok eredménye afelé hajlik, hogy a festés, a színek és a fény birodalmában akadnak nagy versenytársak, de a könnyed mozgás megjelenítésében Degas diadalmasan túltesz mindenkin.
Személyéről és művészetéről ma már világszerte az a nézet alakult ki, hogy Degas a XIX. század legnagyobb művészei közé tartozik. Életműve különleges fényét nem ifjúsága fegyvertársainak, az impresszionistáknak világhírétől kölcsönzi – ahogy azelőtt általában tartották. Alkotásai minden hovatartozástól függetlenül tisztán és diadalmasan ragyognak, mint egy kivételes alkotó tündöklő teljesítményei. Ha csak egy ízben látta is valaki valamelyik jelentős fő művét, valami végtelenül finom, minden porcikájában eleven, a megszokottól eltérő, elemzett és összefoglalt vízióval gazdagszik, amely elkíséri egy életen át.
1912. december 19-én Párizs világhírű árverési csarnokának egyik zsúfolásig telt jókora termében Henri Rouart-nak, a milliomos gyűjtőnek képei kerültek kalapács alá. Élénk volt az érdeklődés, mert jórészt francia impresszionista művészek képeit kiáltották ki, s ezeknek a képeknek árai akkoriban már szinte napról napra emelkedtek. A közönség sorainak közepe táján, tisztelőitől körülvéve, divatjamúlt öltözékben, mogorva aggastyán ült, aki bal kezével szemét ernyőzve figyelte az árverés menetét. Az egymással vetélkedő, egymást izgatottan túlkínáló vevők Daumier, Manet, Monet, Renoir műveiért olyan árakat fizettek, amelyeken megérzett az első világháborút megelőző pénzbőség. De a nap szenzációját Degas egyik műve szolgáltatta. Amikor az ő Táncosnő a korlátnál című képe került sorra, forrongó izgalom vett erőt az árverőkön. Az ajánlatok egymást érték, s rövid idő múlva már százezer frank fölött járt a megajánlott összeg. Az egyik vetélkedő minden ajánlatra halk hangon ugyan, de ötezer frankkal többet ígért mindaddig, míg végre a versenytársak elvéreztek, s négyszázharmincötezer frankért neki jutott a remek pasztell.
Ez után az esemény után a komor öregúr, aki maga Edgar Degas volt, könnyező szemmel felkelt helyéről, s egyik kísérőjére támaszkodva eltávozott a teremből. Akik ismerték, megilletődve néztek utána. Másnap újságírók keresték föl, hogy nyilatkozatra bírják. Mivel Degas világéletében idegenkedett a sajtó nyilvánosságától, csak annyit mondott, hogy a kép festője nem volt együgyű, amikor képét először eladta, de az, aki most ennyit fizetett érte, nyilvánvaló módon gyöngeelméjű. Valóban, a vételár hallatlanul magas volt. Egyetlen élő francia festő művéért sem fizettek addig ekkora pénzt.
A vevőről az hírlett, hogy egy amerikai többszörös milliomos megbízottja volt, aki korlátlan felhatalmazással jelent meg az árverésen. Hogy a könnyek mit jelentettek a festő szemében, mikor egyik alkotásának ilyen páratlan felértékelését élte meg, bizonyosan nem tudhatjuk. Talán eszébe jutott, hogy a lángelmék alkotásai sohasem az alkotót jutalmazzák. Talán fiatalságára, a kép keletkezésének idejére emlékezett, talán a méltán osztályrészeül jutott világhír kézzelfogható bizonyítása kavarta föl kedélyét.
Ám e szerény vázlat szerzőjében feledhetetlenül él a jelenet, amelynek véletlenül személy szerint tanúja volt.
Ettől kezdve szüntelenül iparkodott Degas alkotásaival mind szorosabb, mind melegebb, s mind emberibb kapcsolatot teremteni a maga számára. Hogy ez mennyire sikerült…? A fent írt sorok tanúskodjanak felőle.

## Képtár

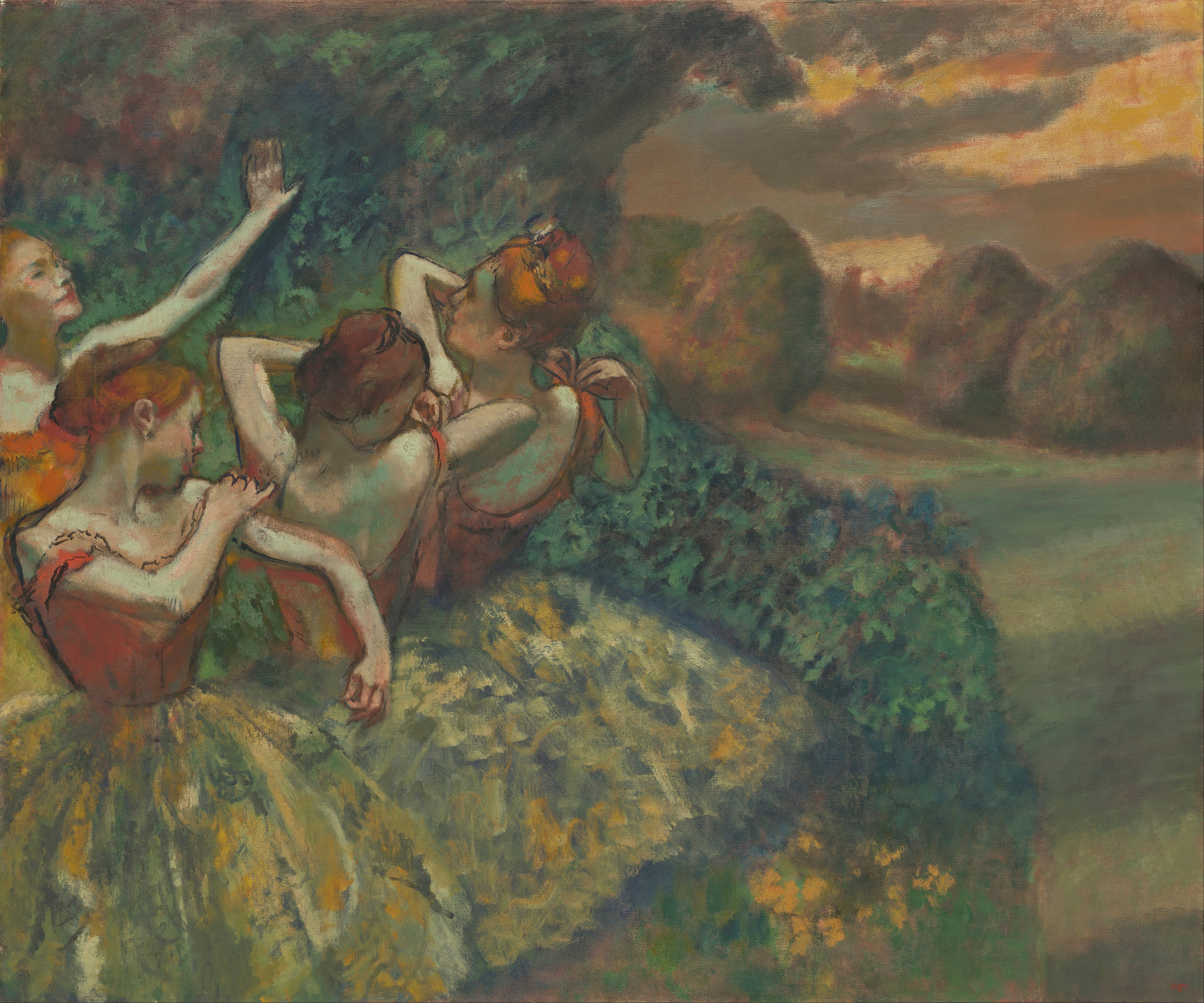
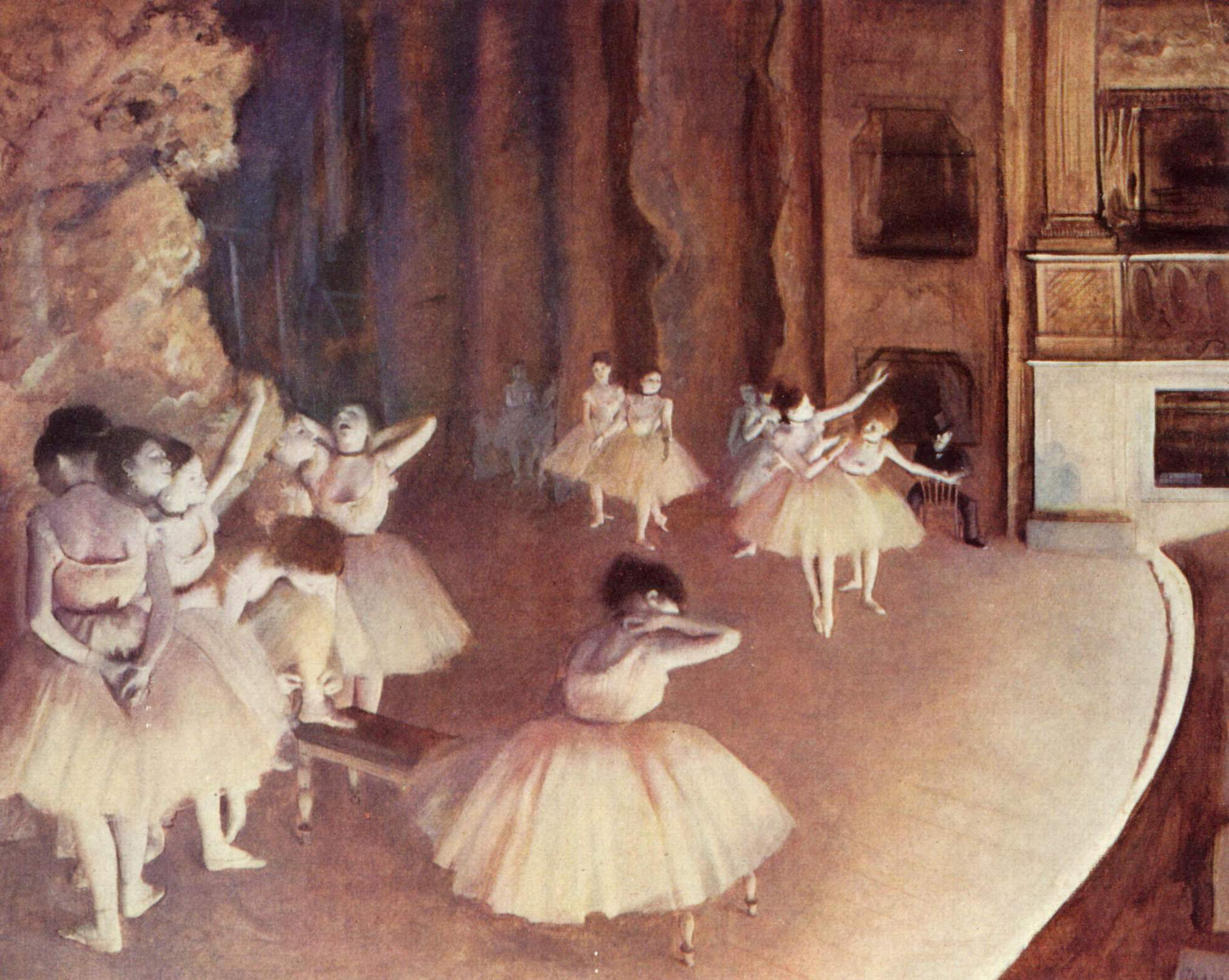
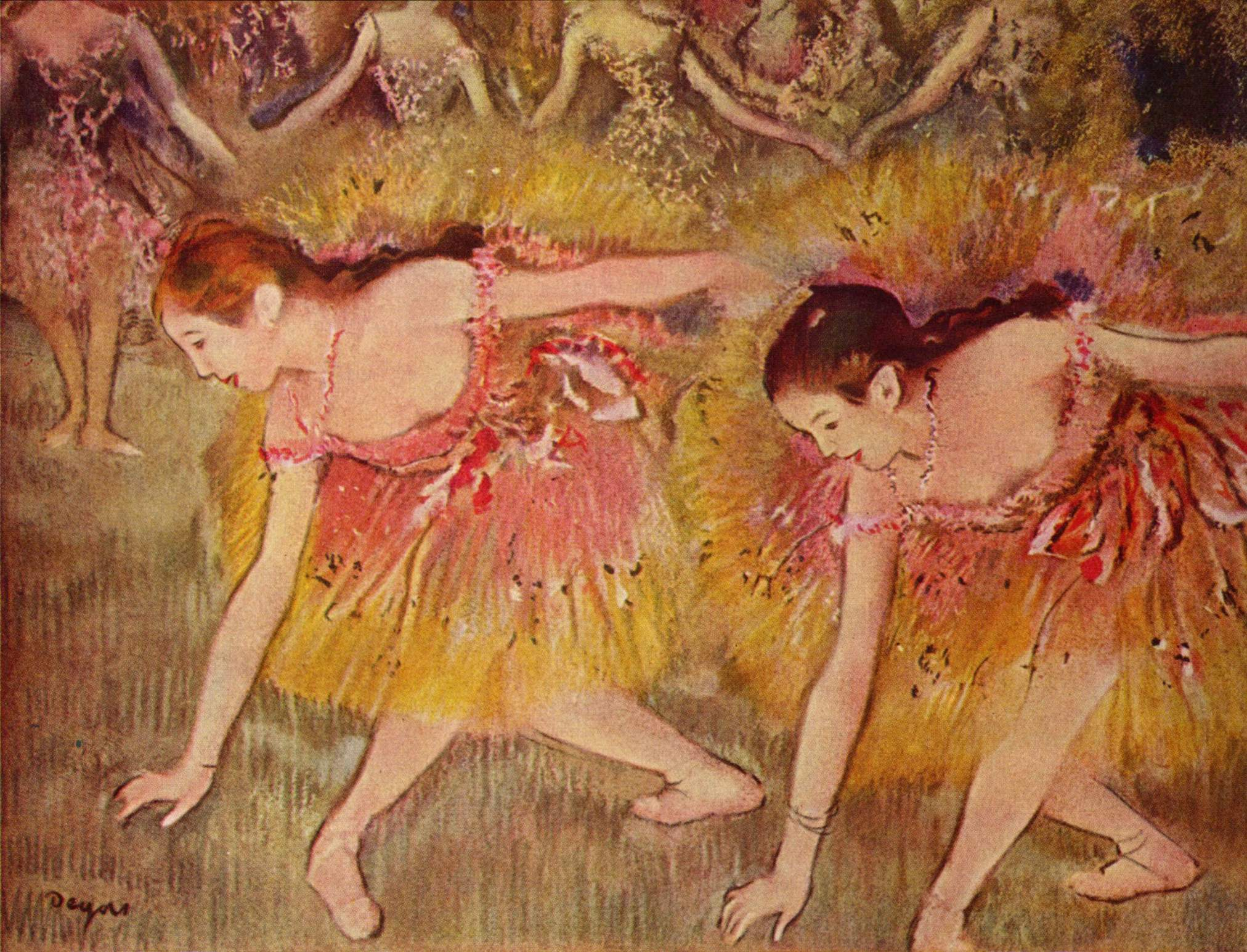
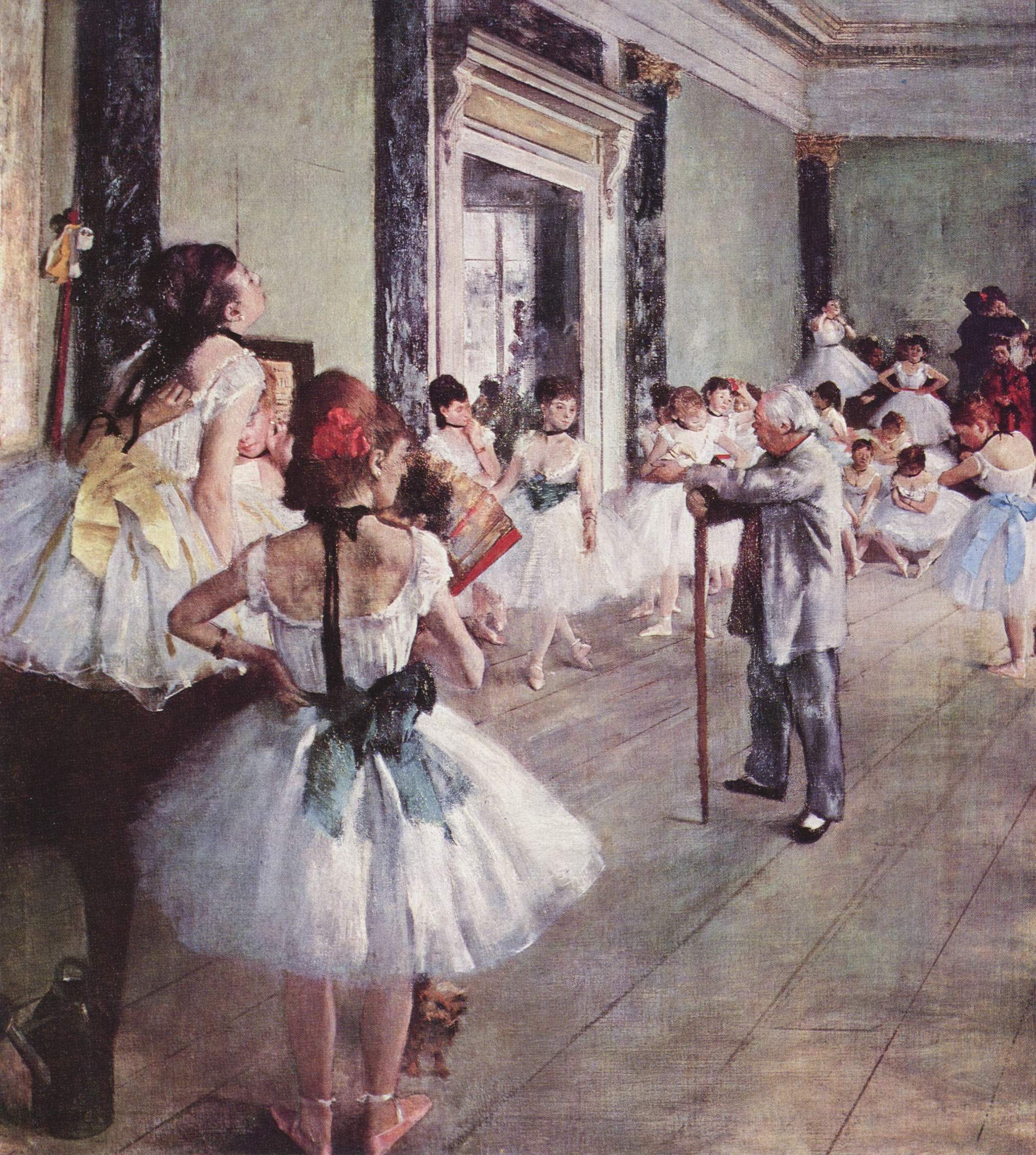
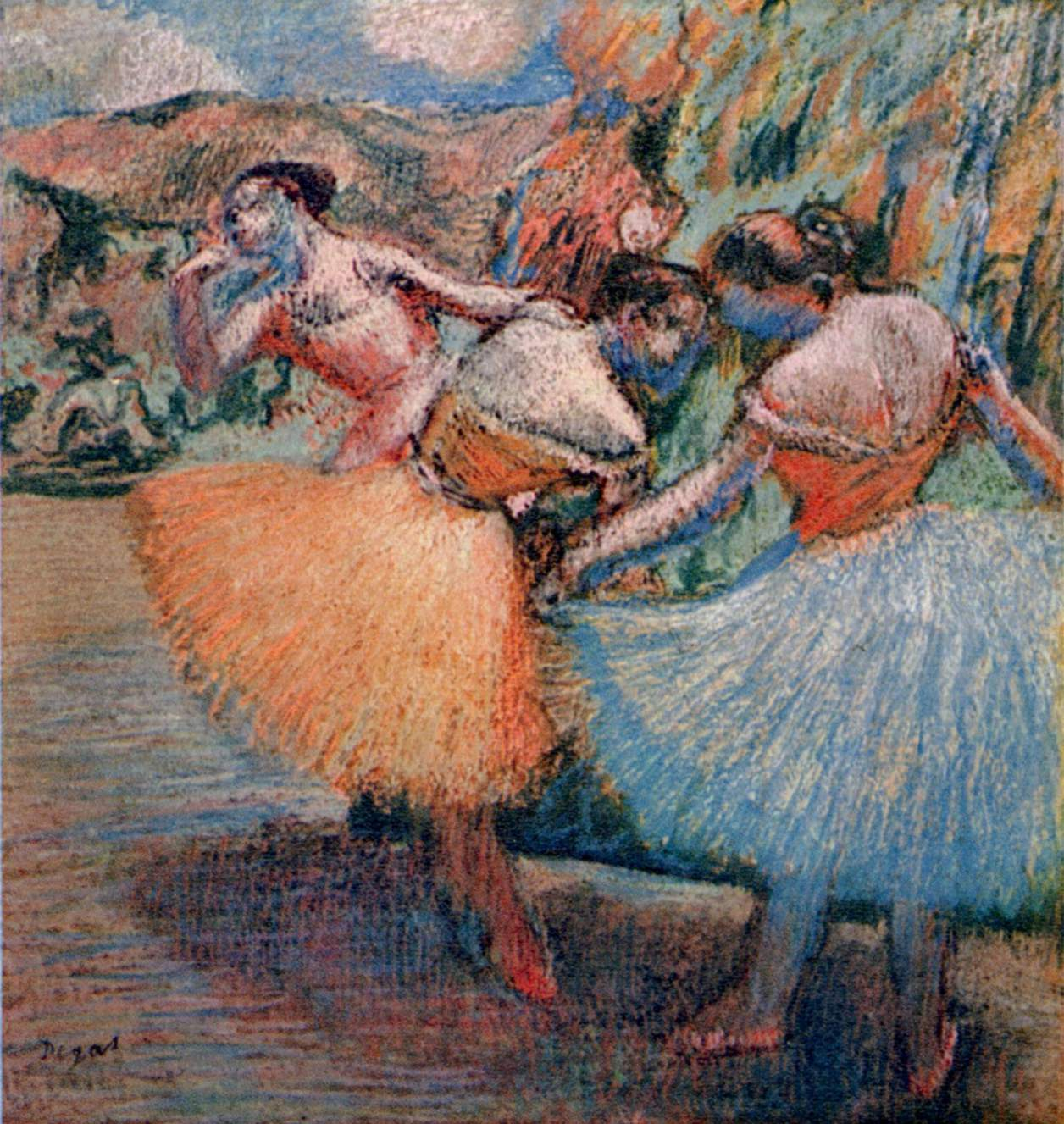
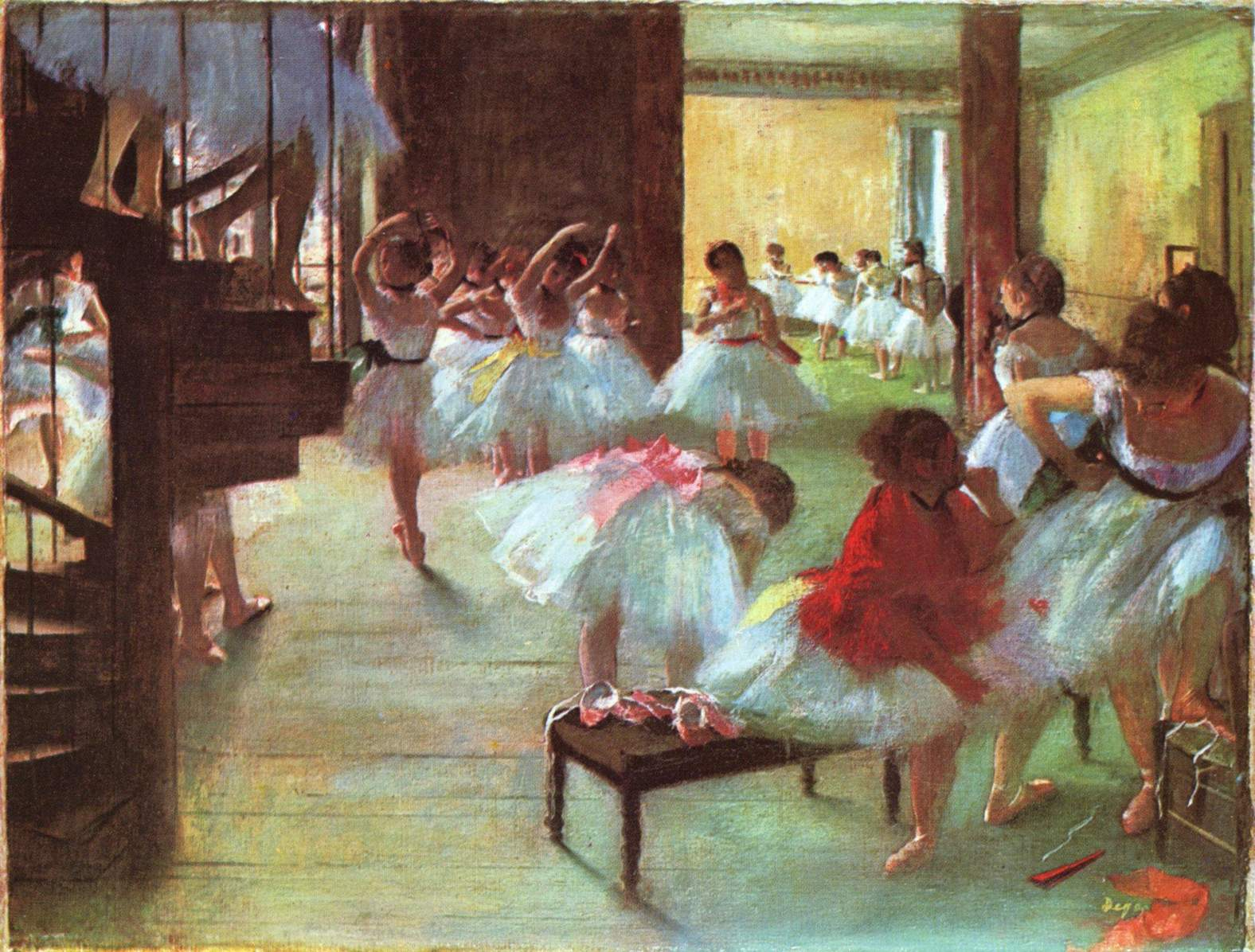
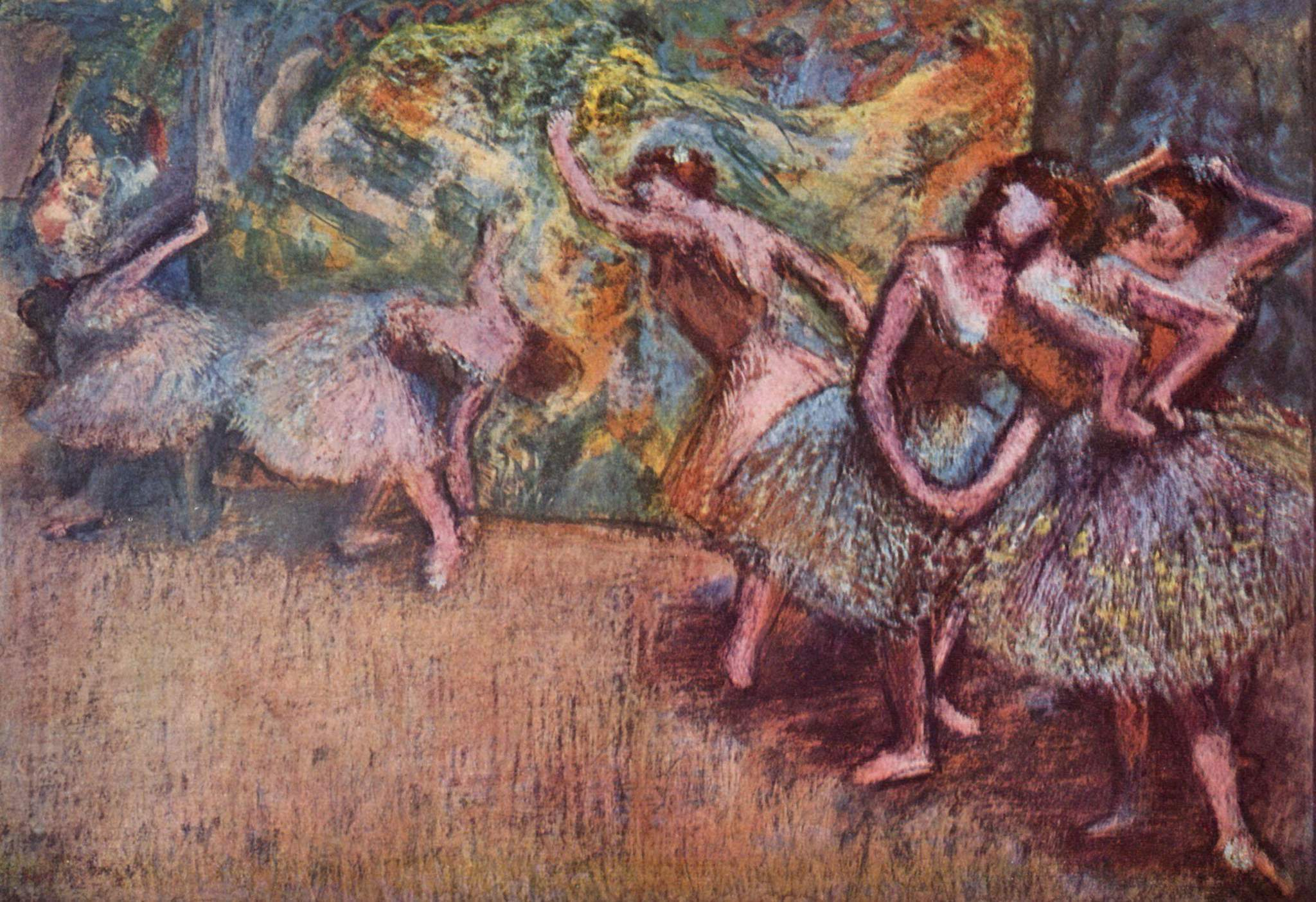
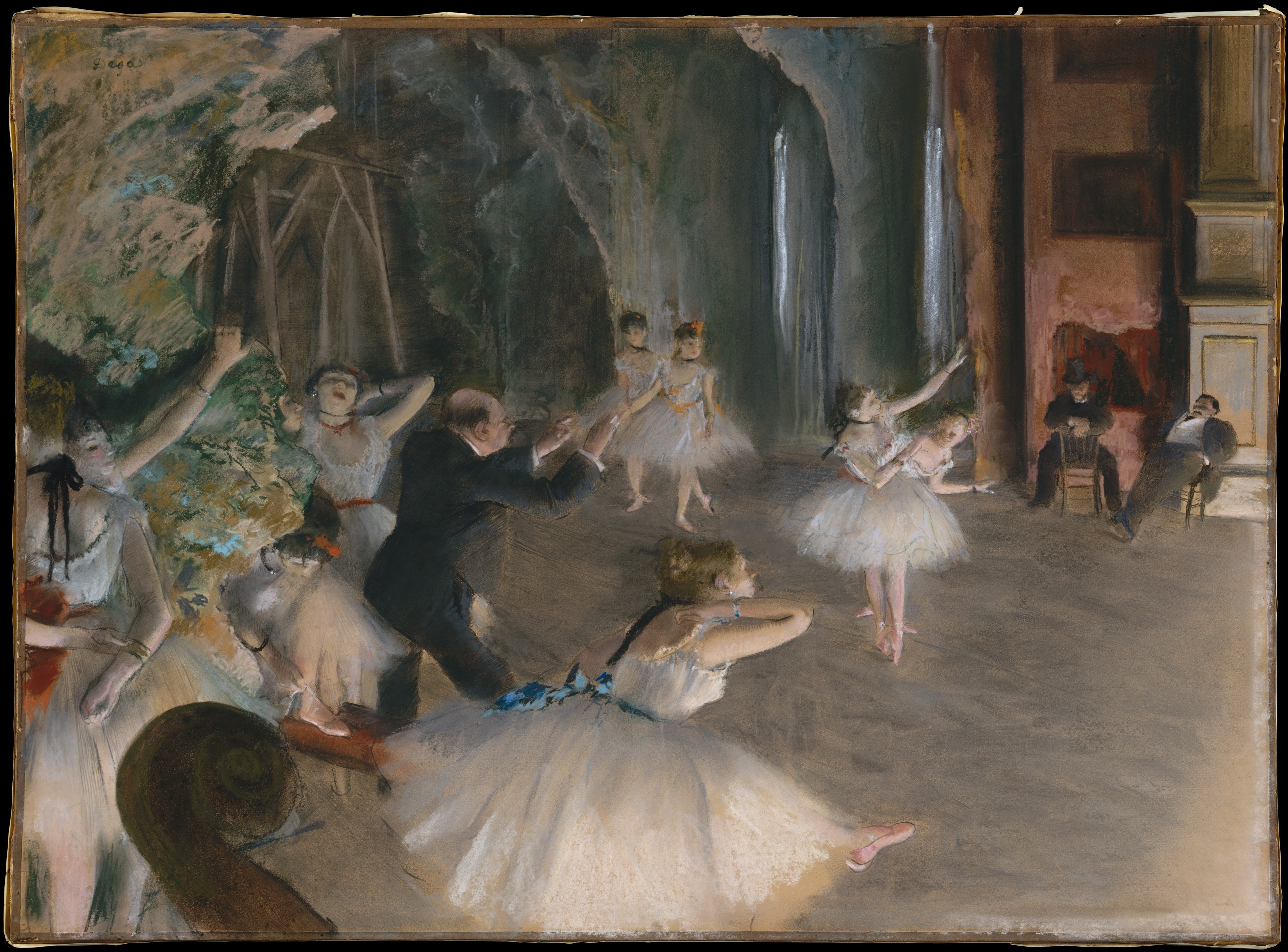
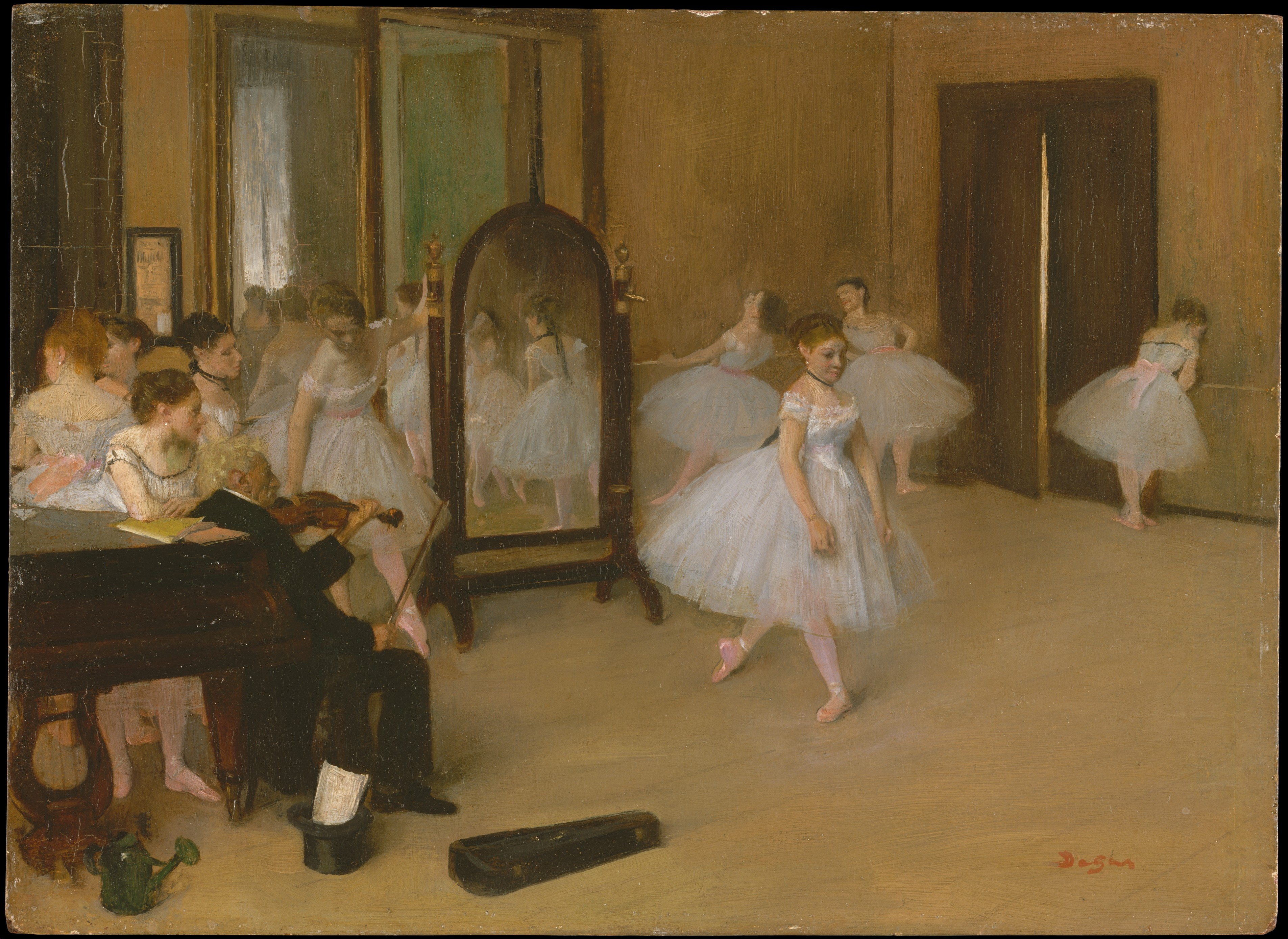
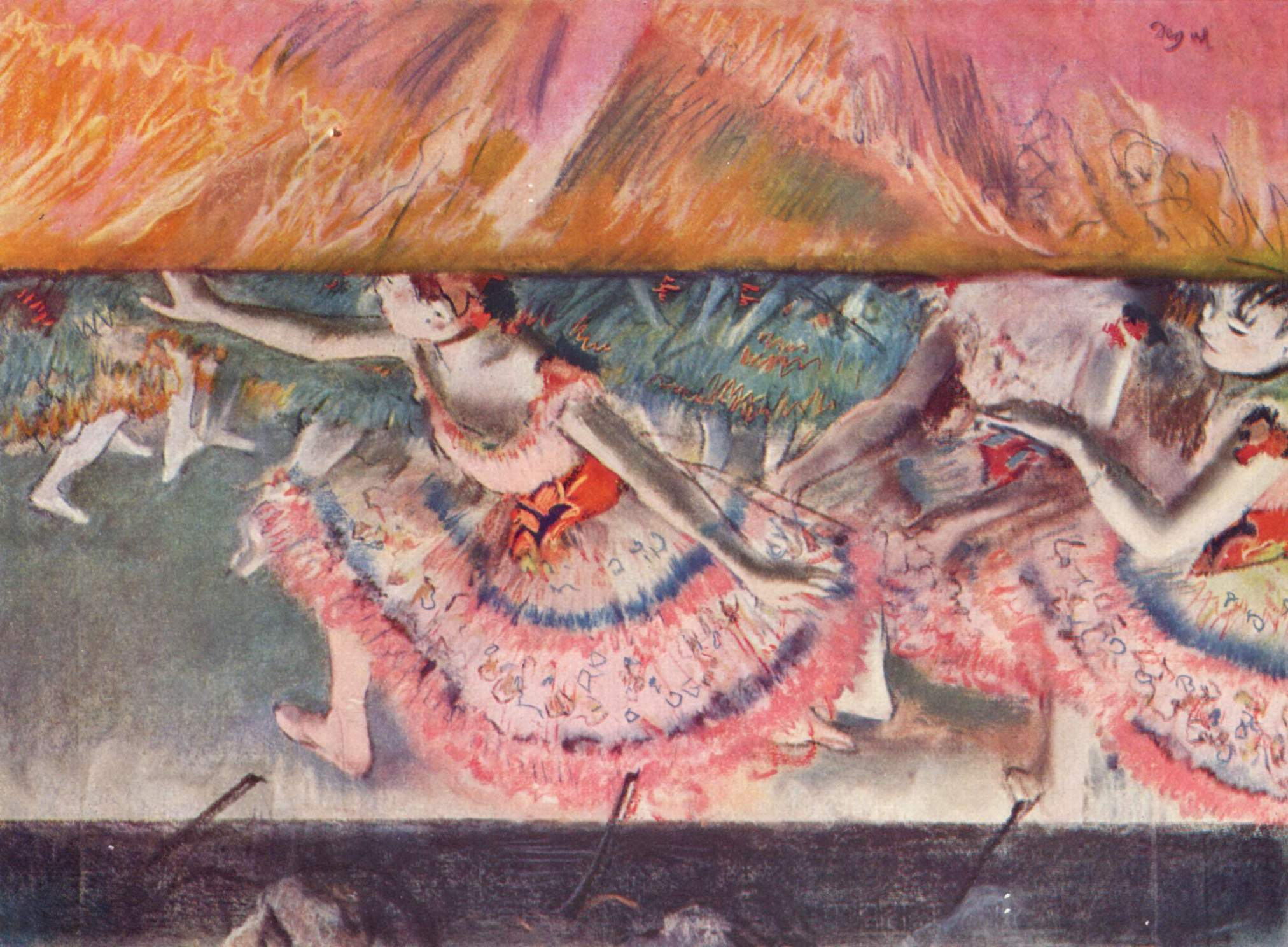
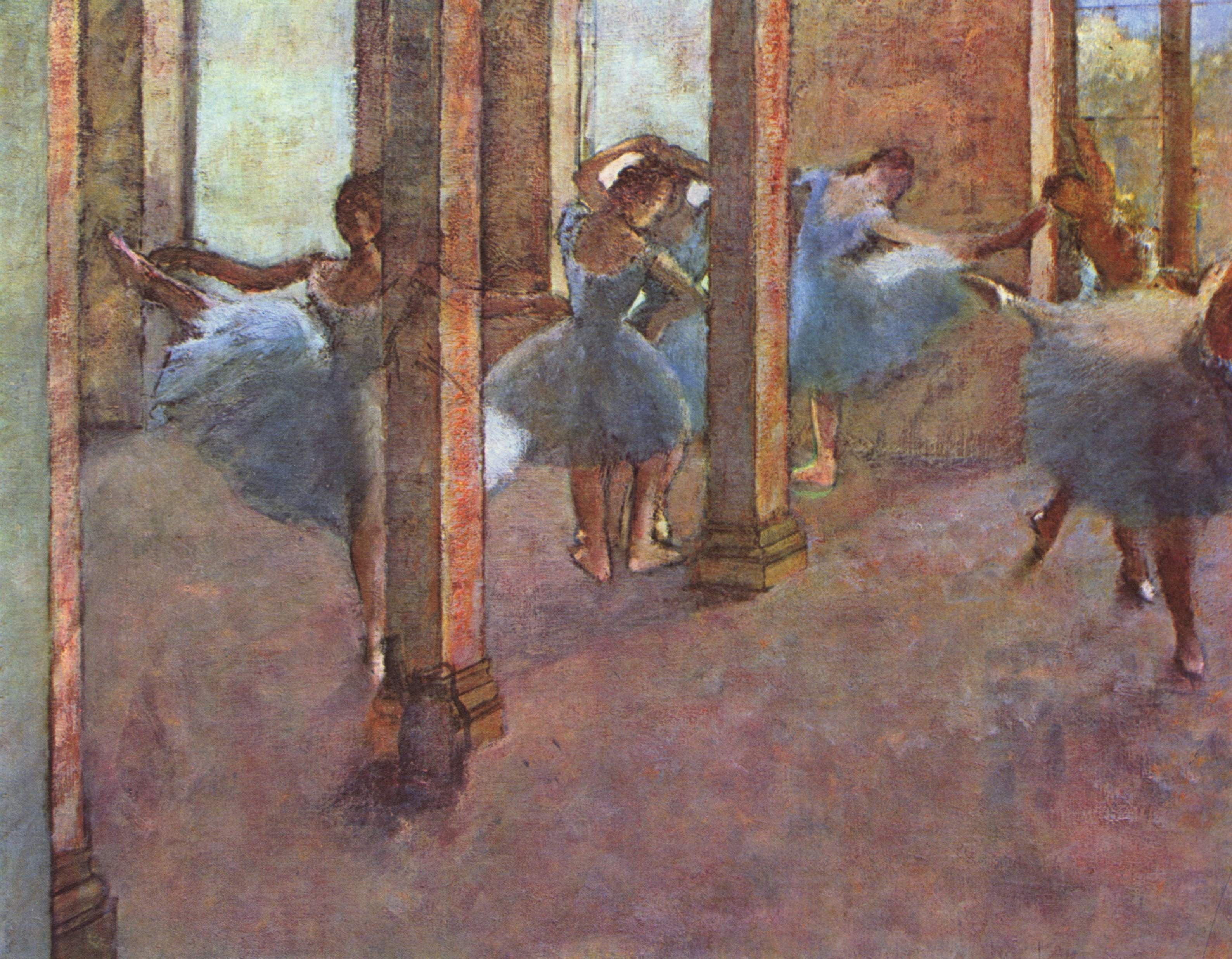
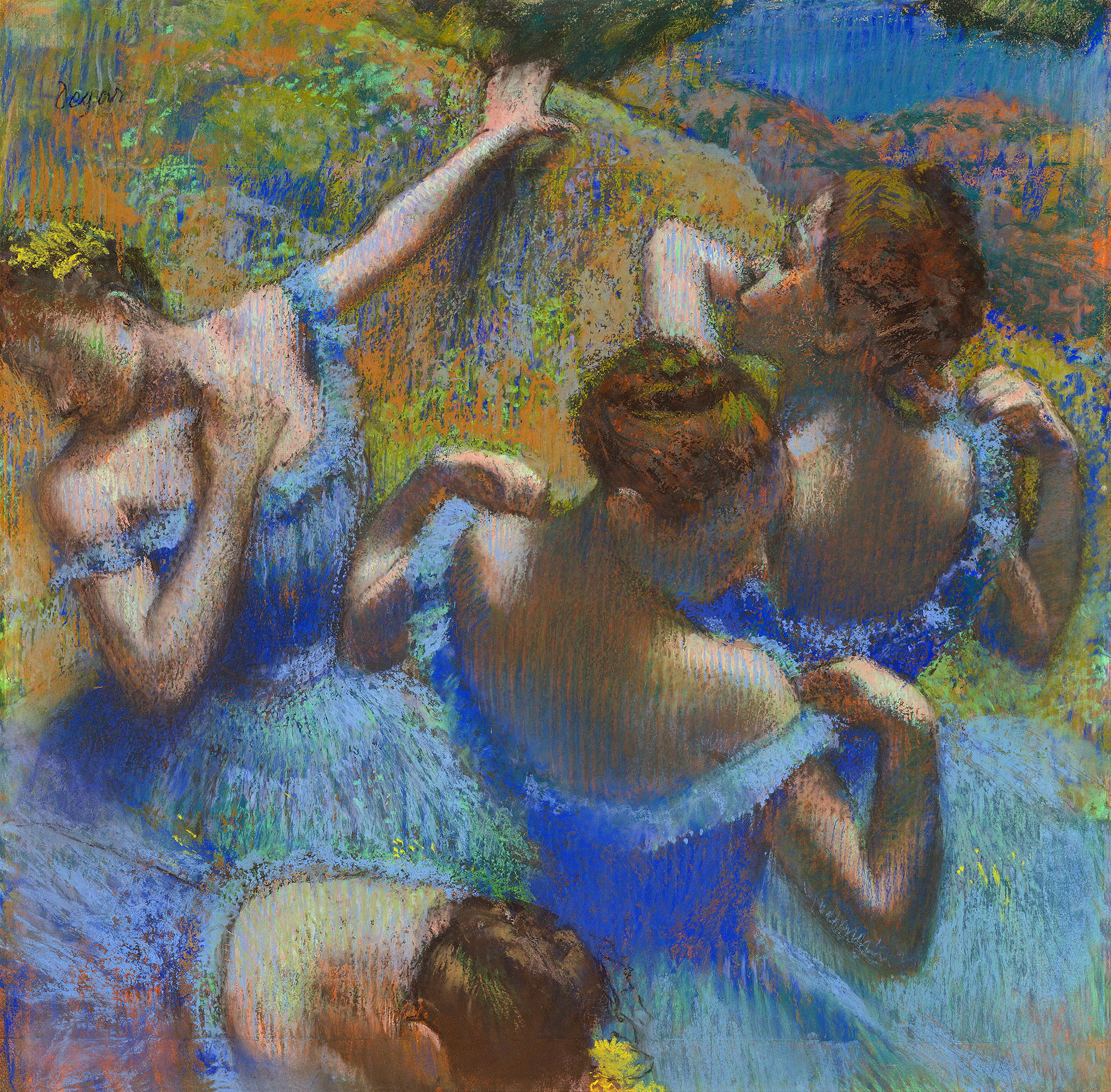
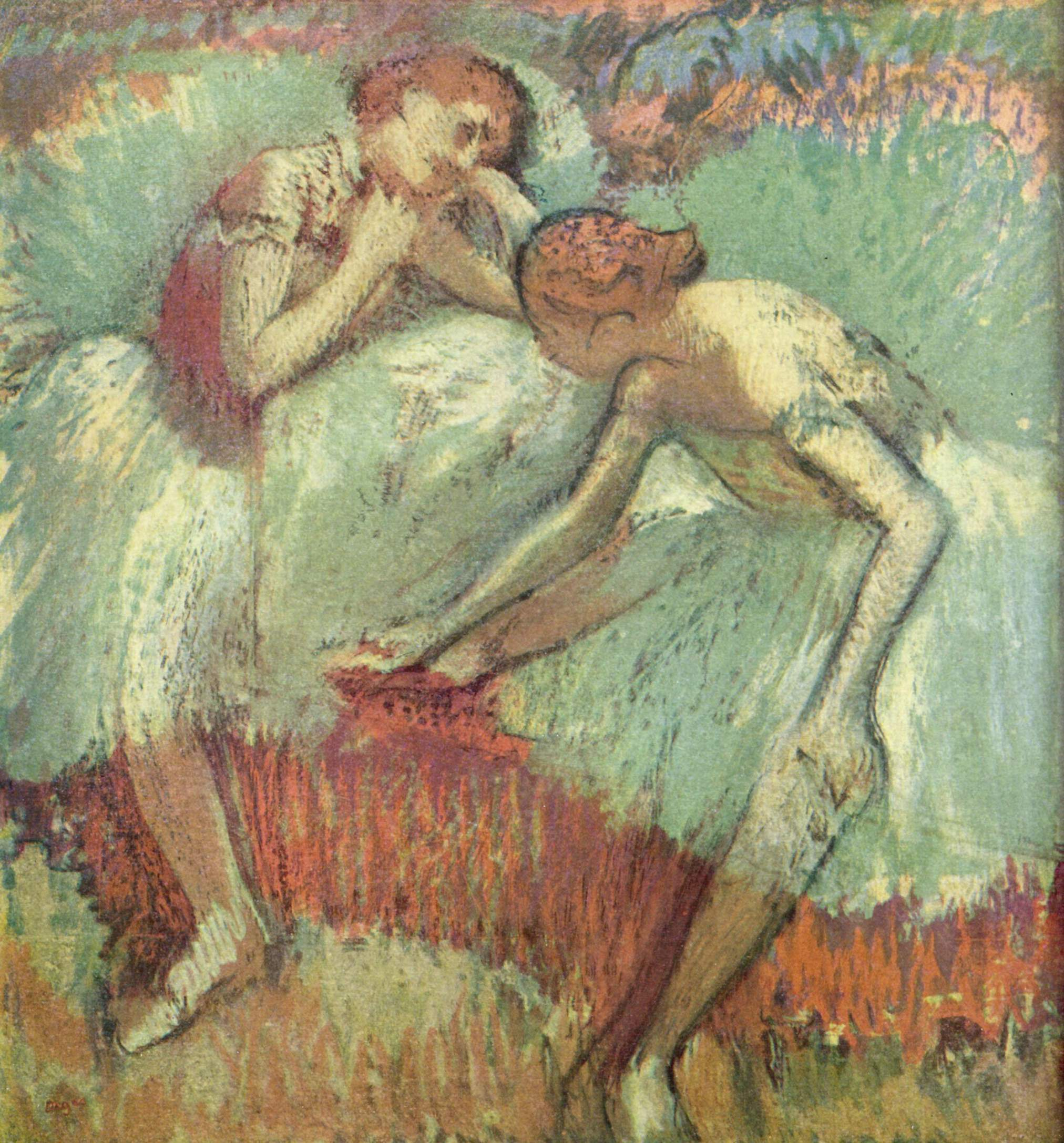
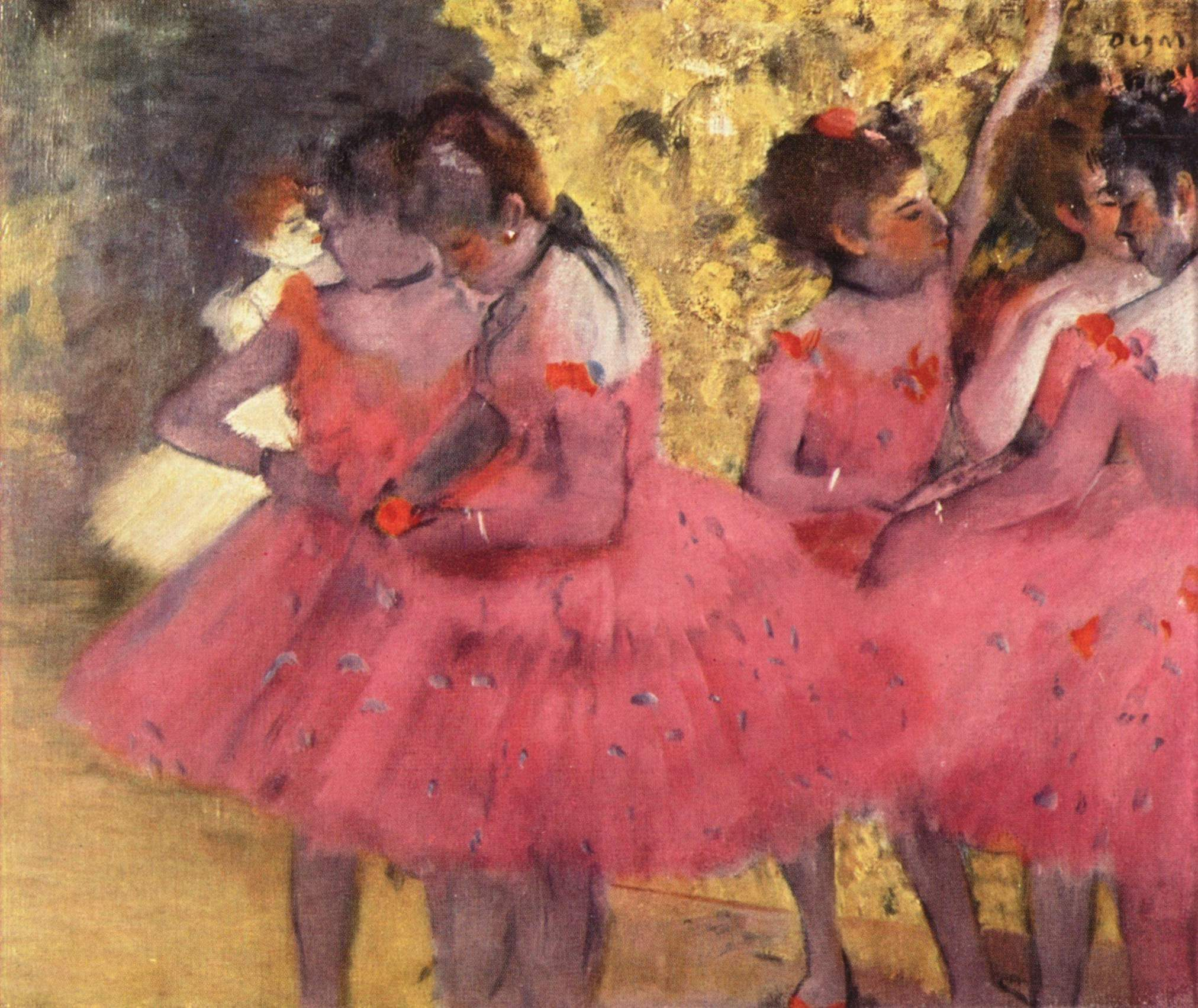
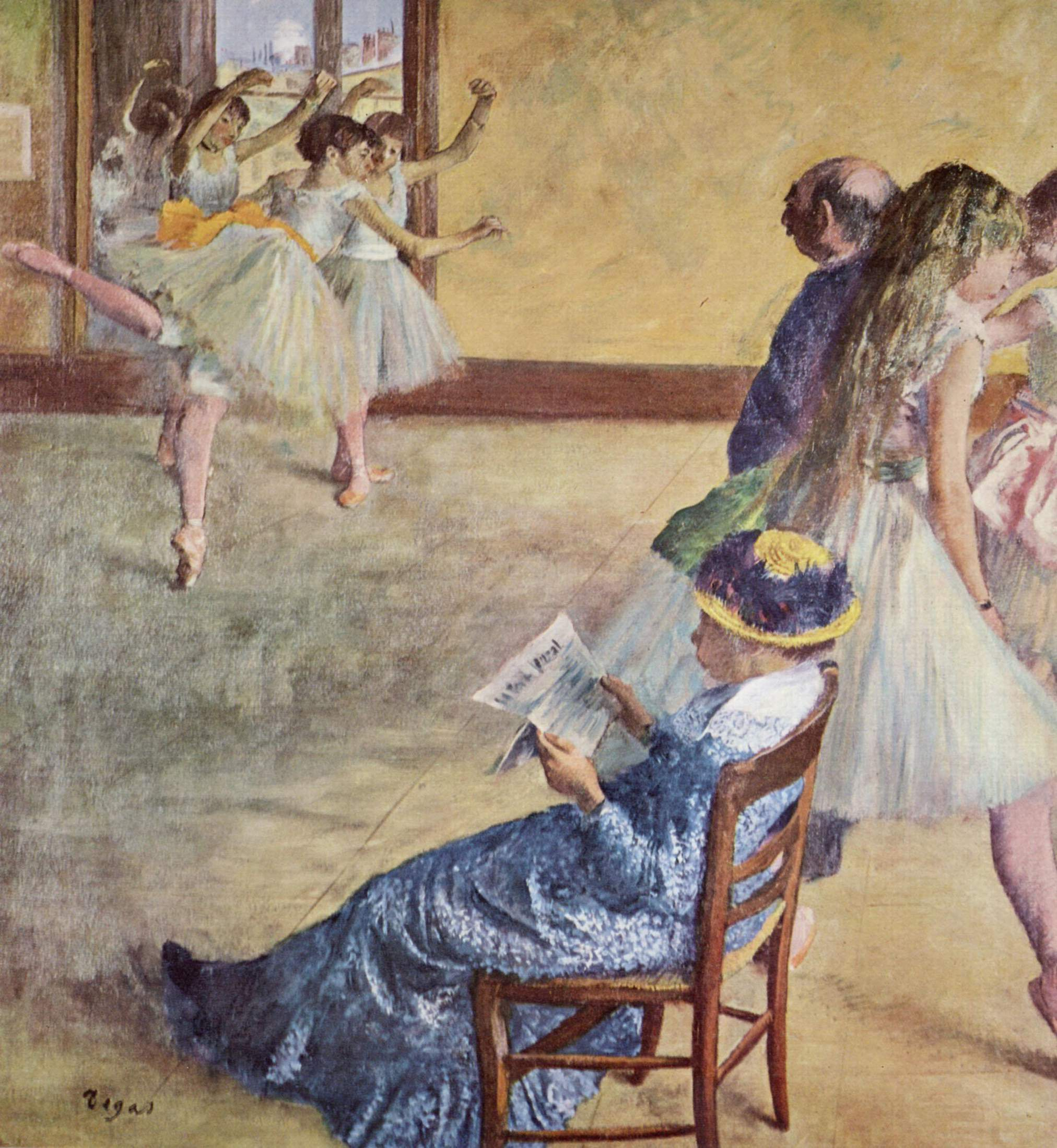
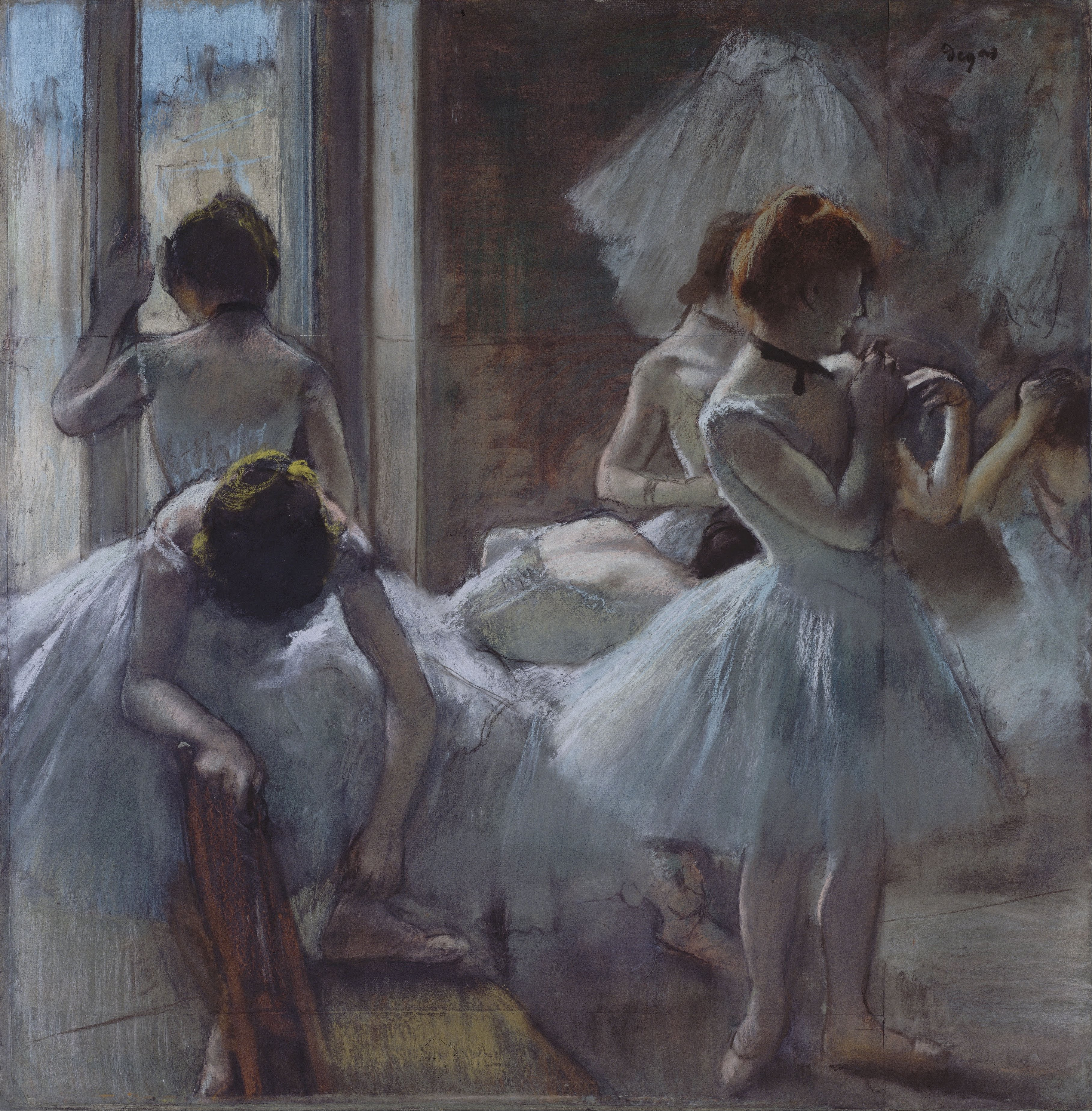

Festmények
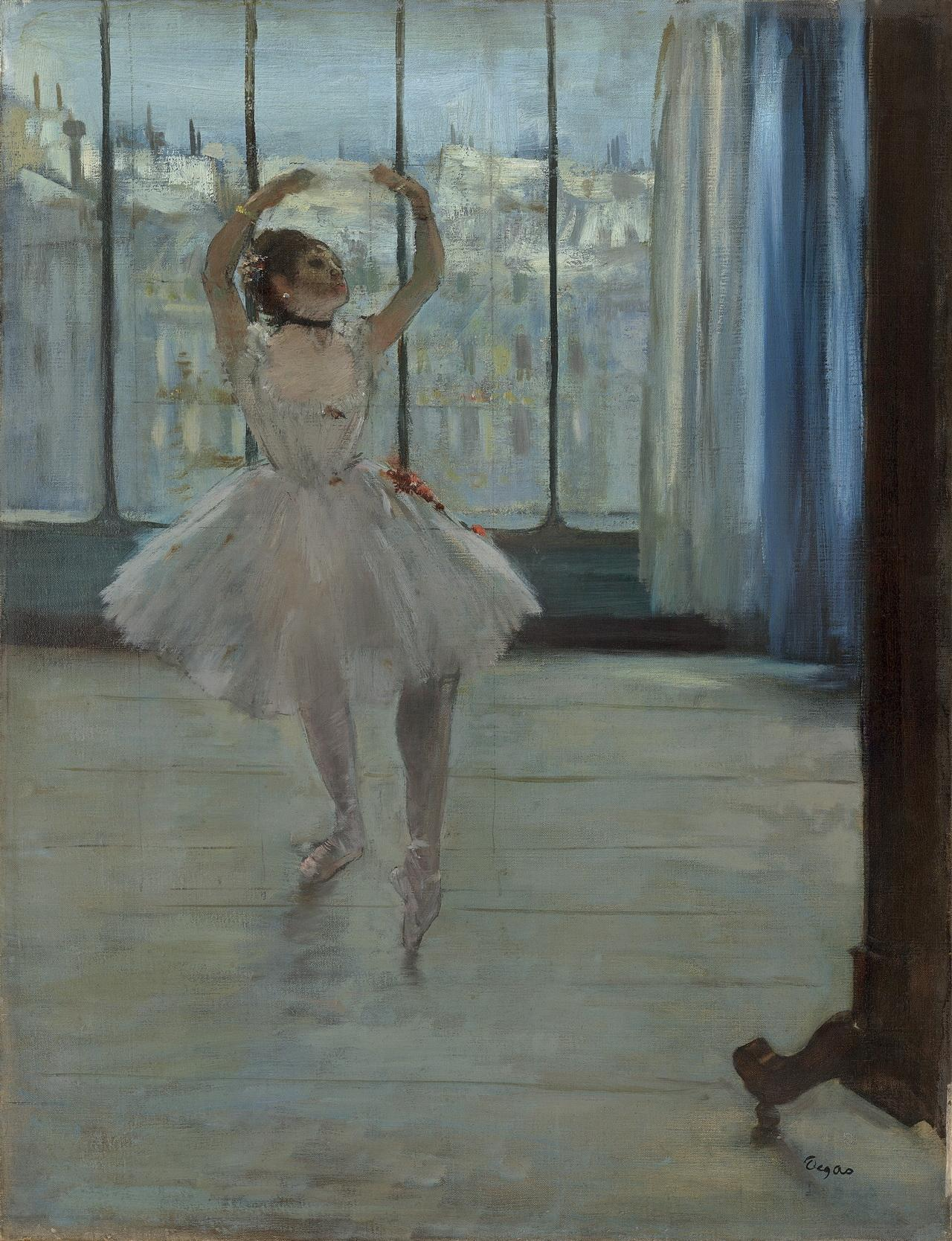
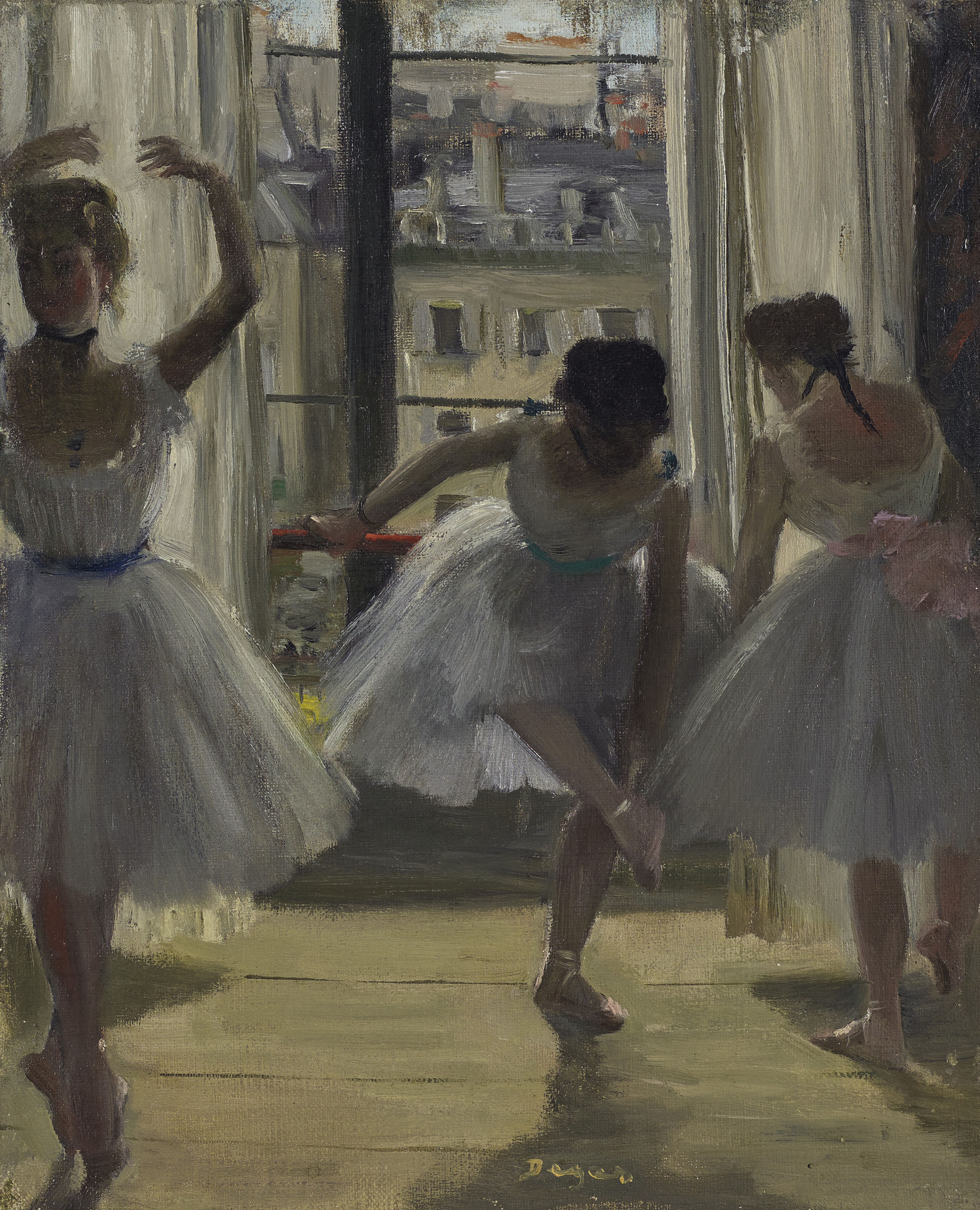
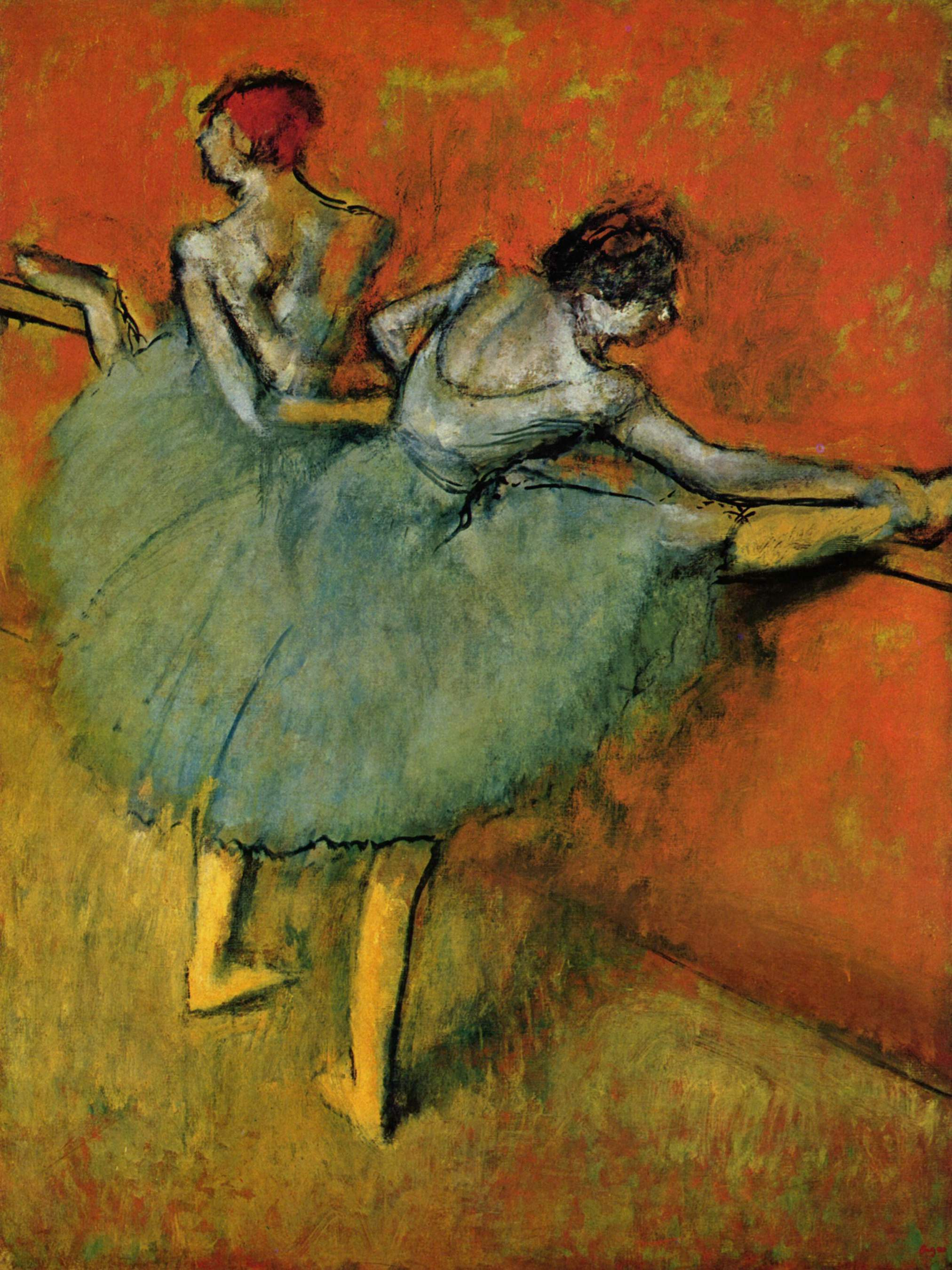
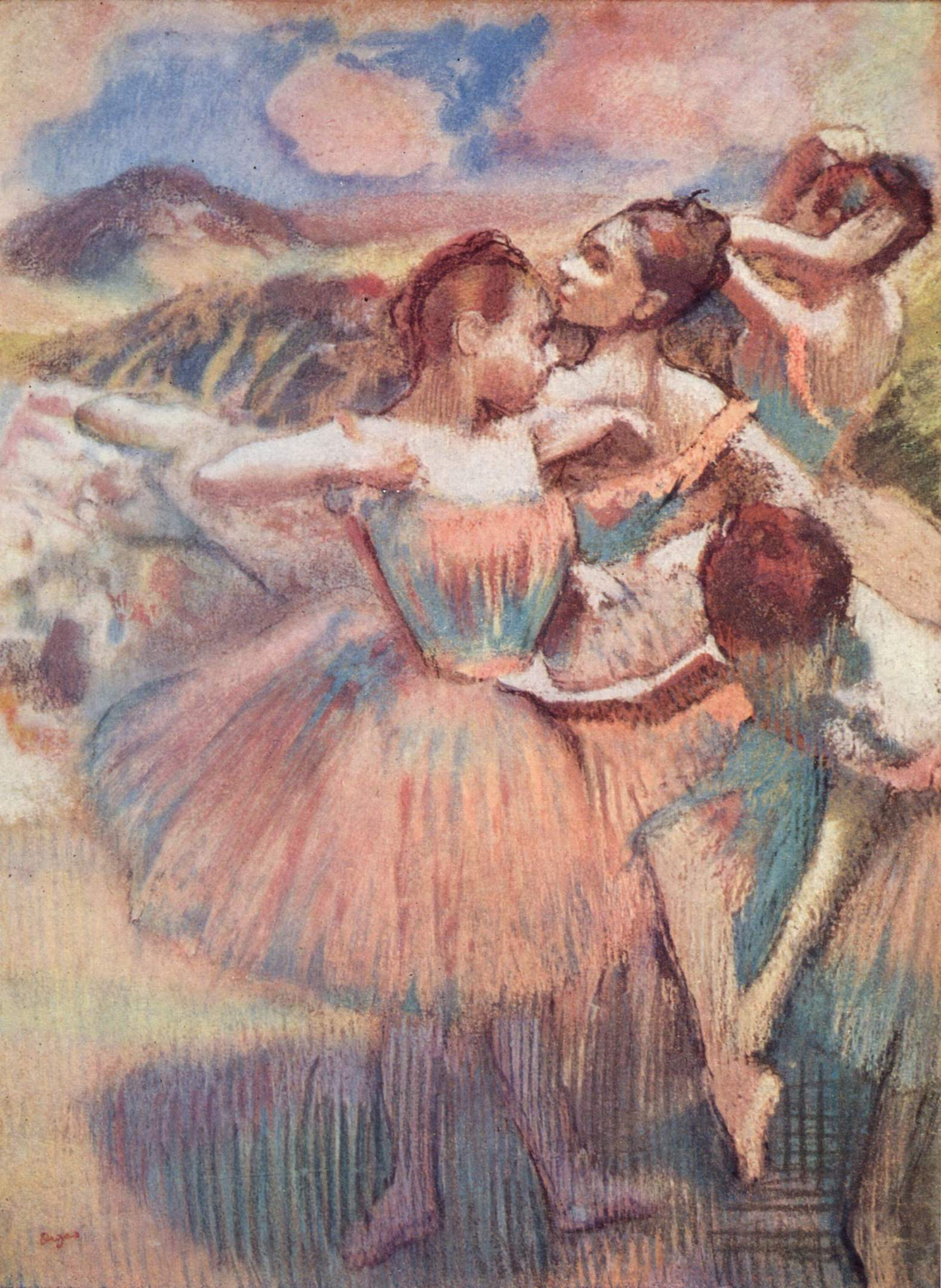
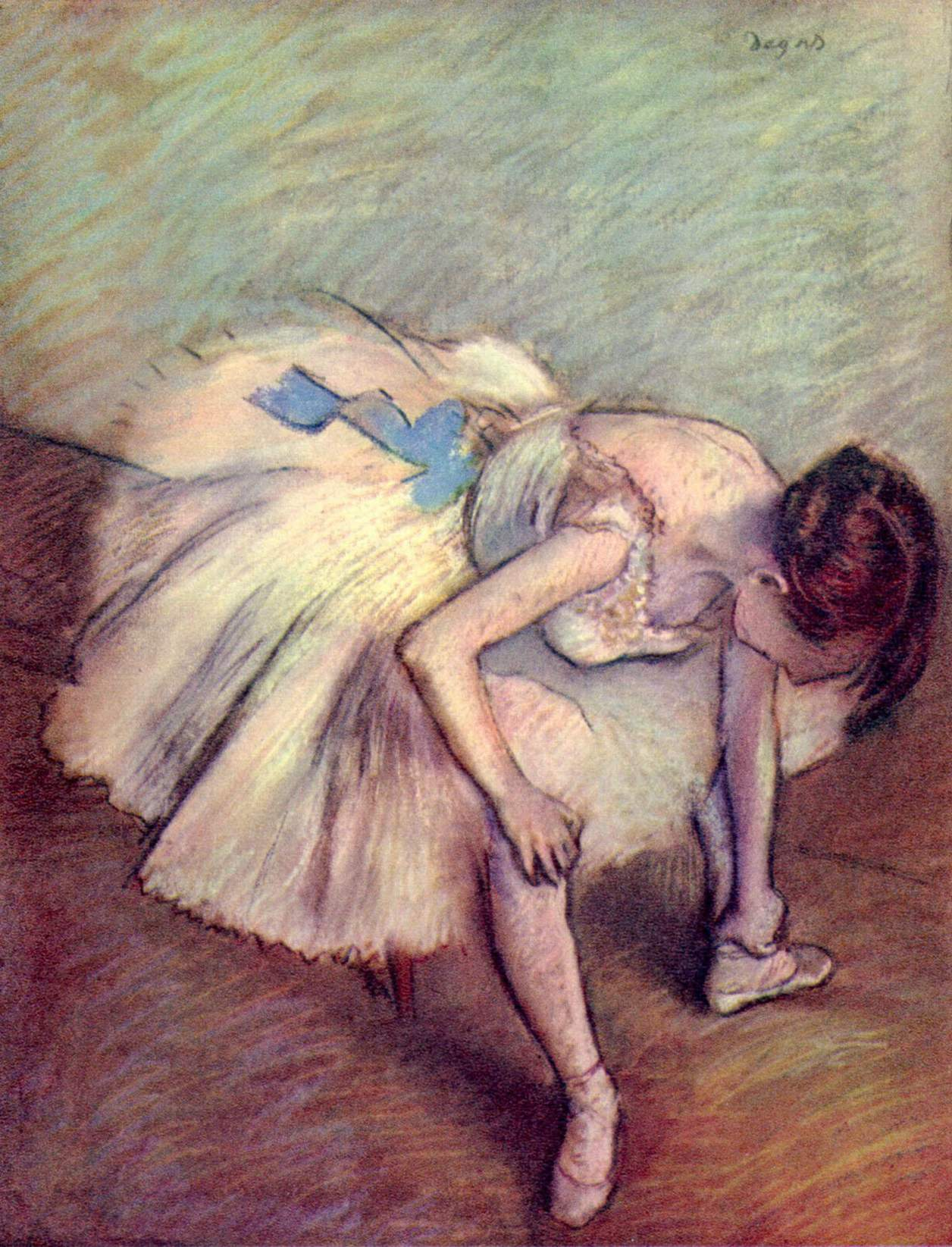
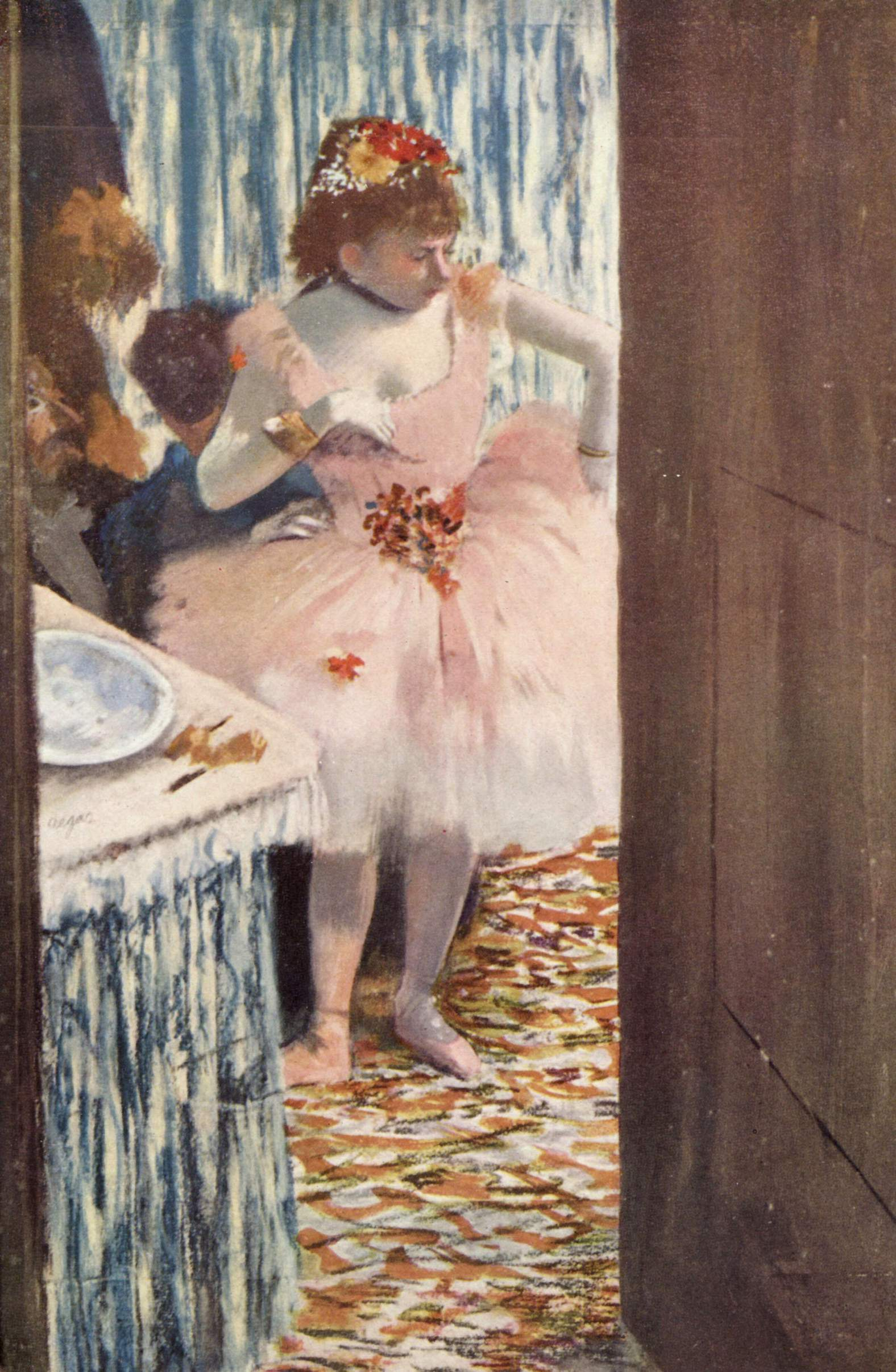
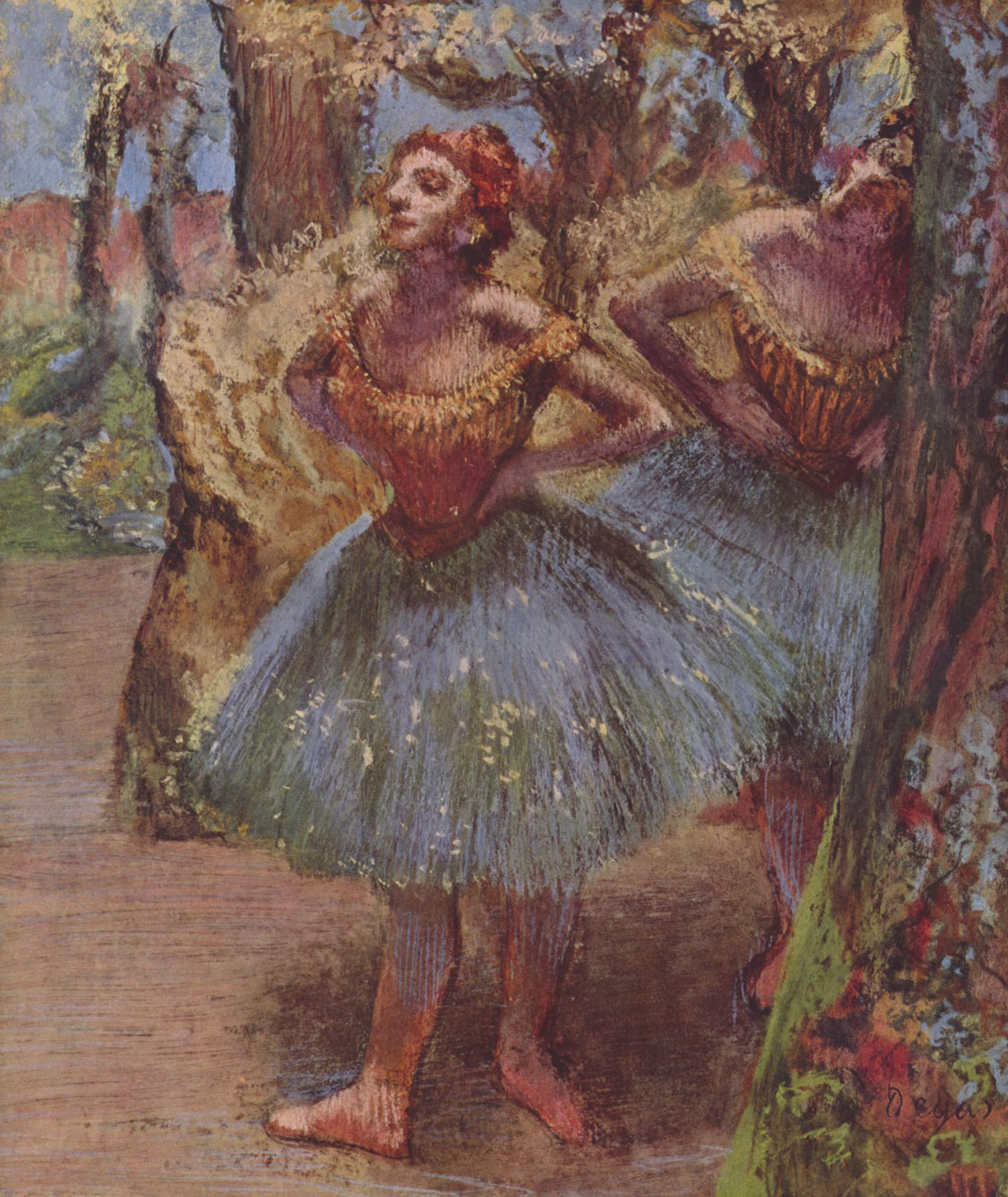
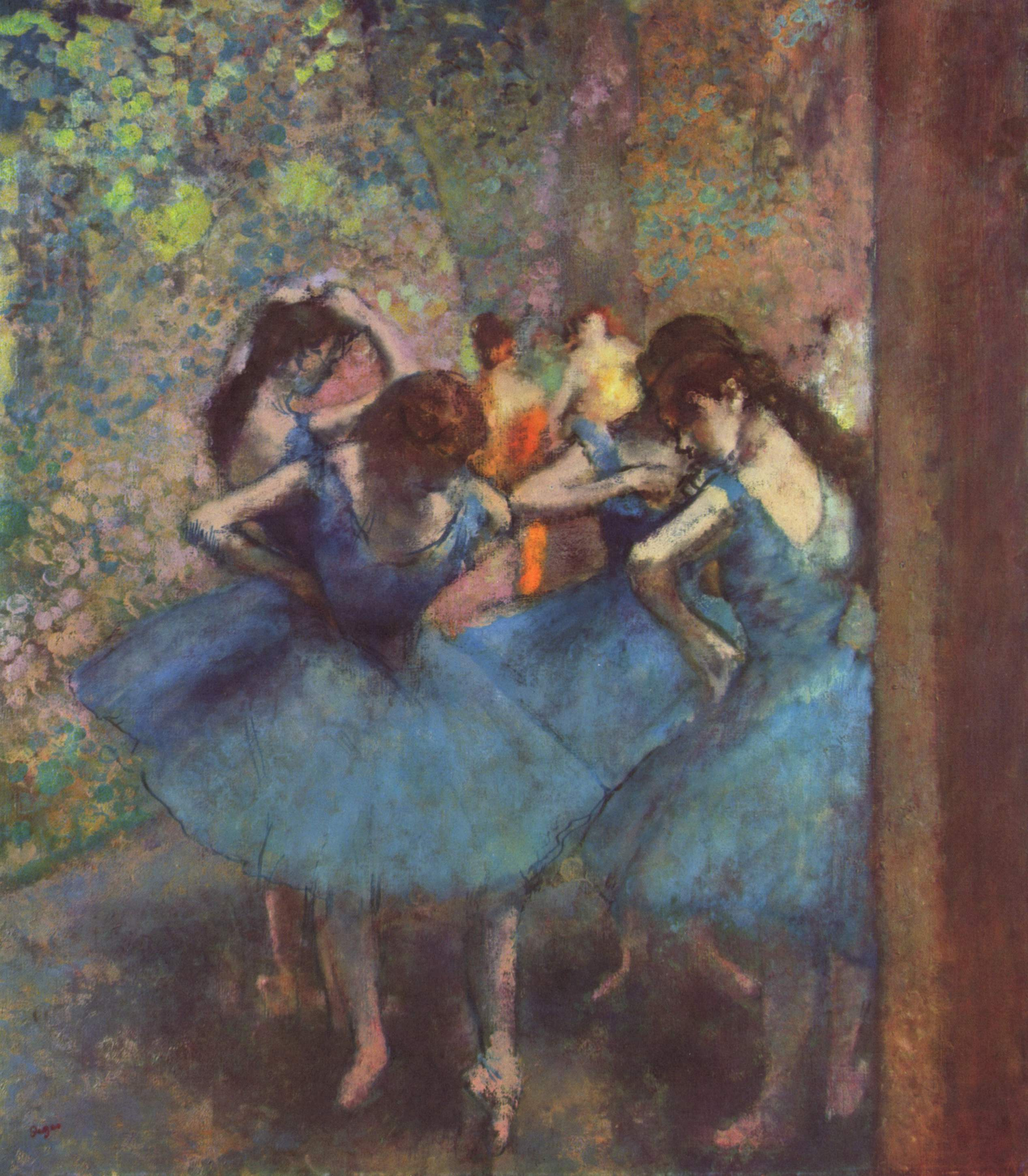
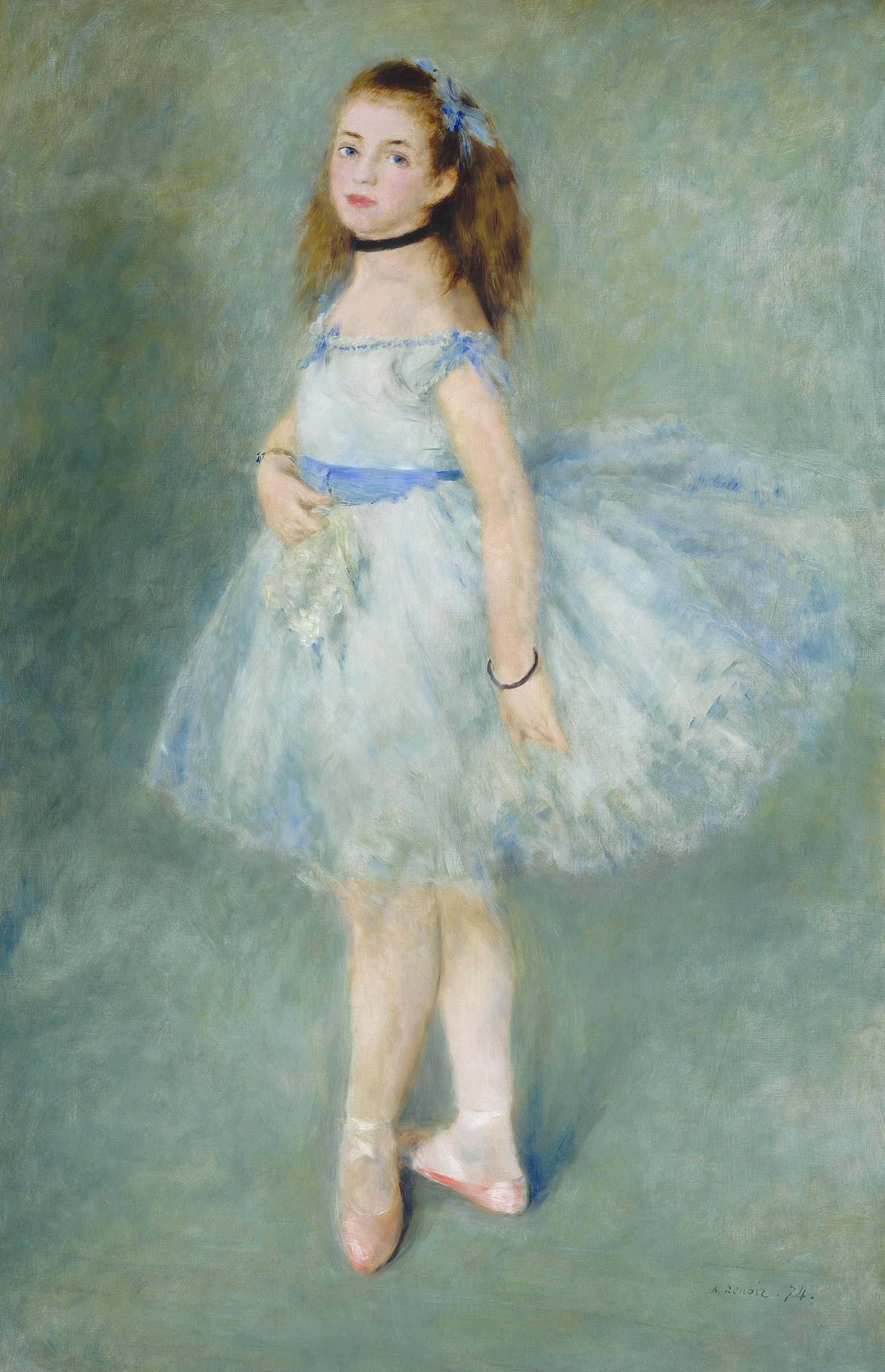
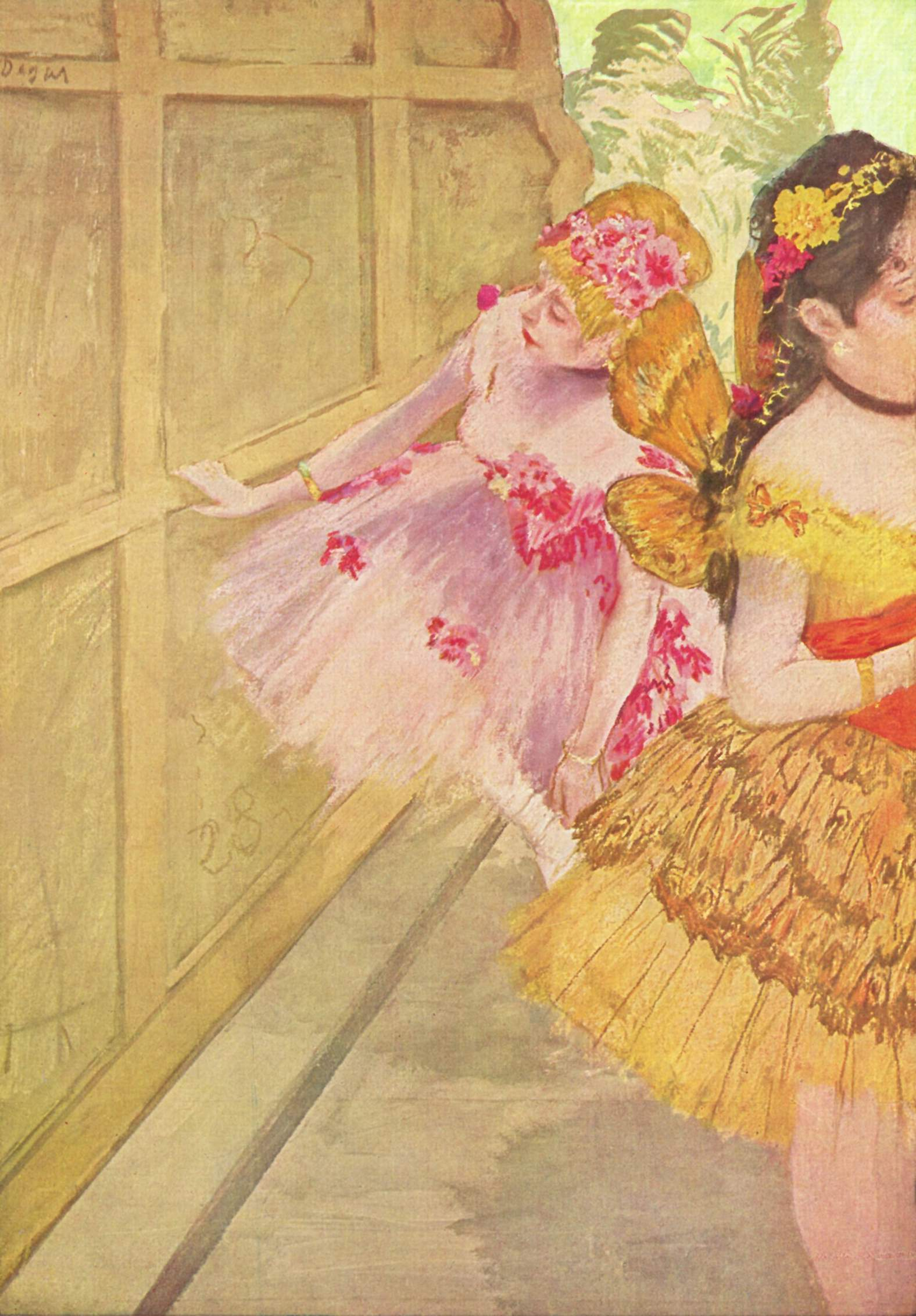

## Szobortár

Szobrok
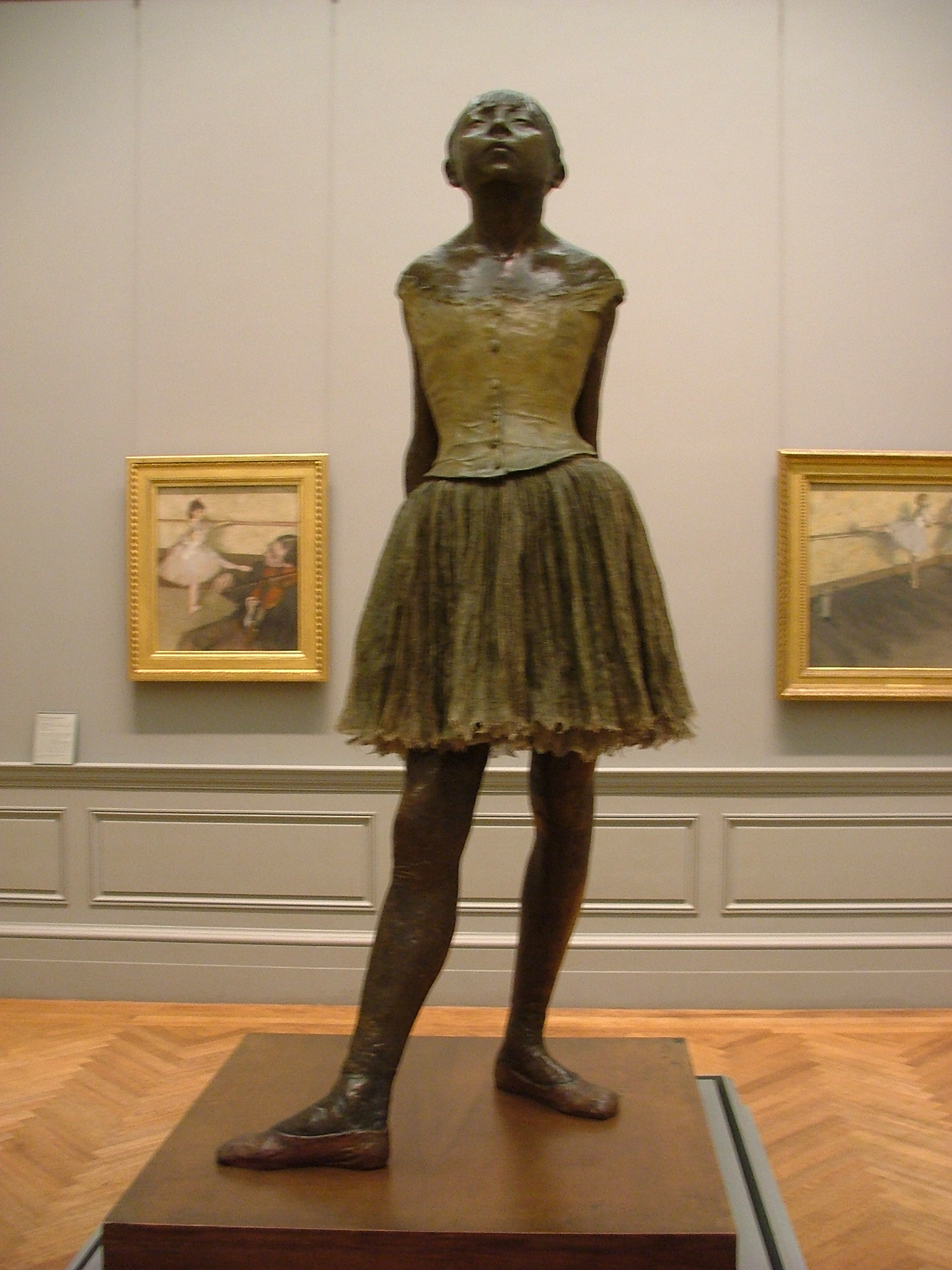
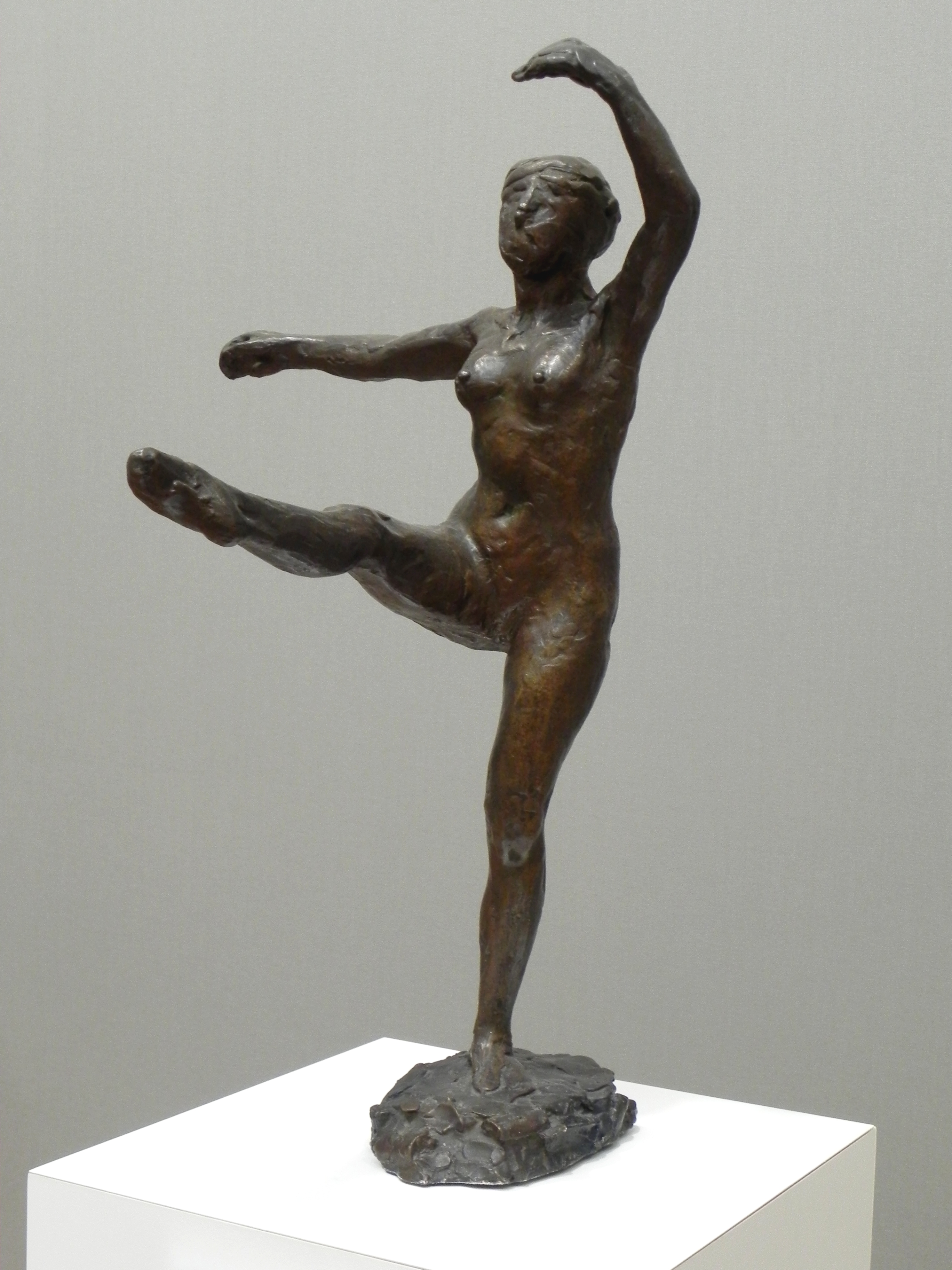
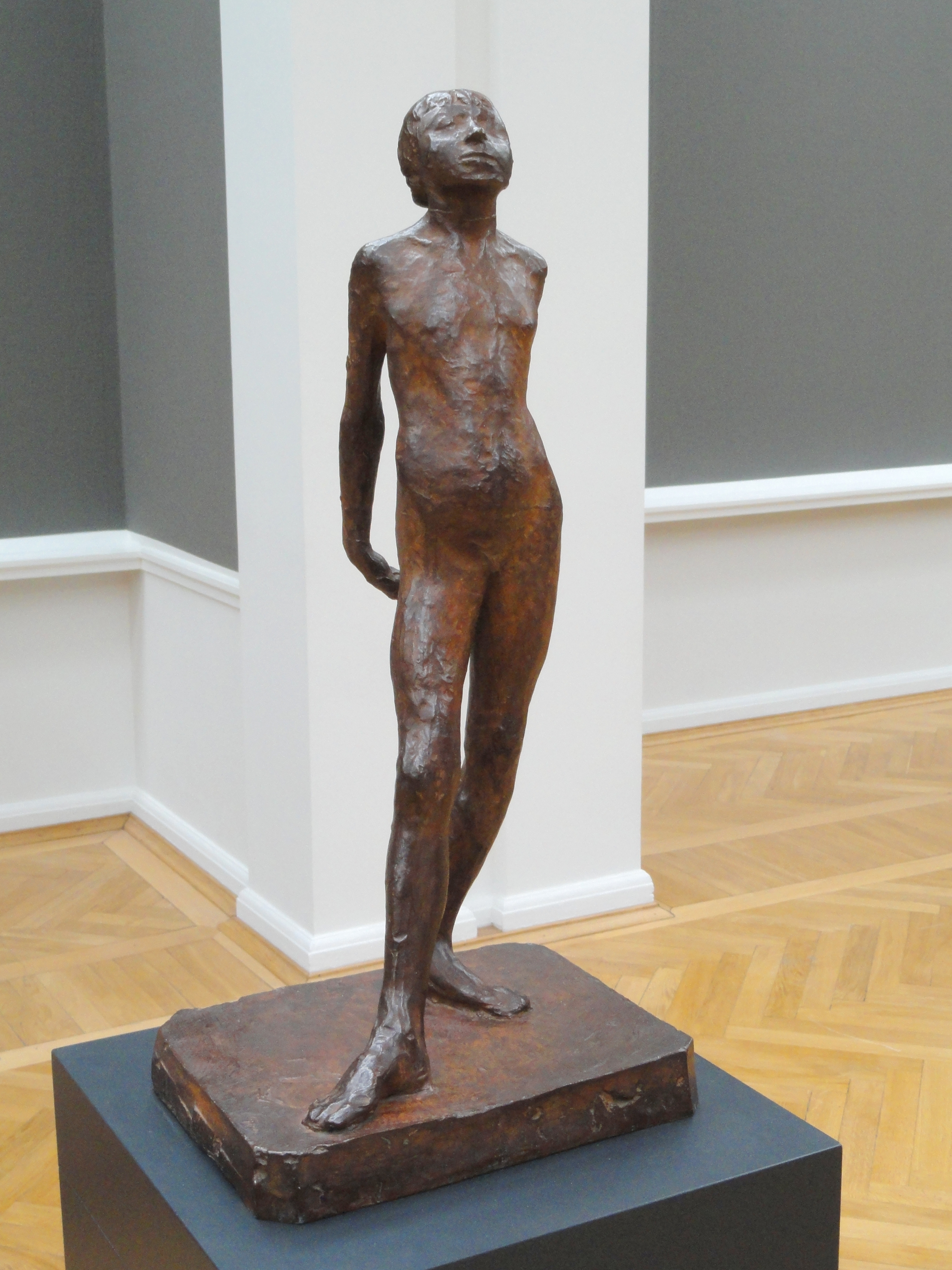
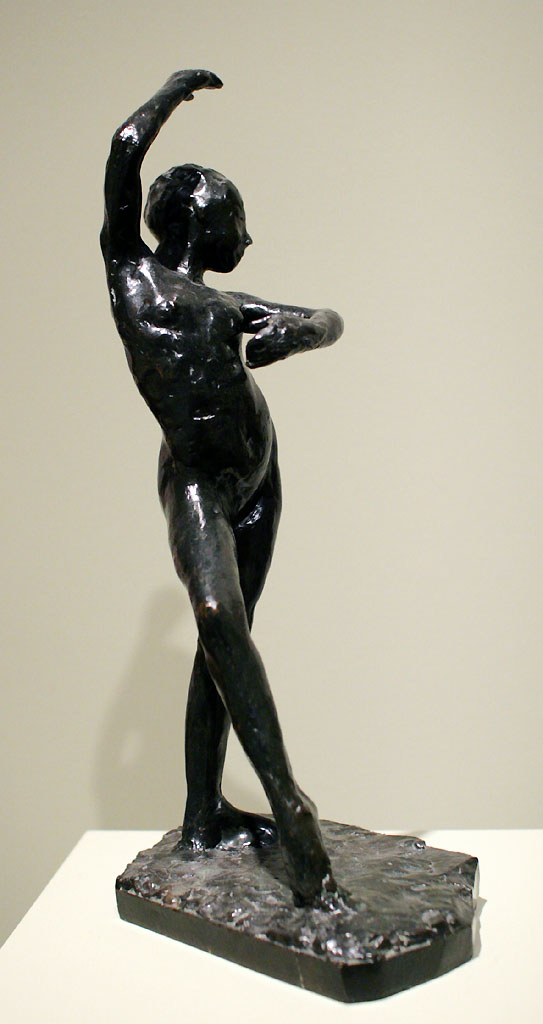
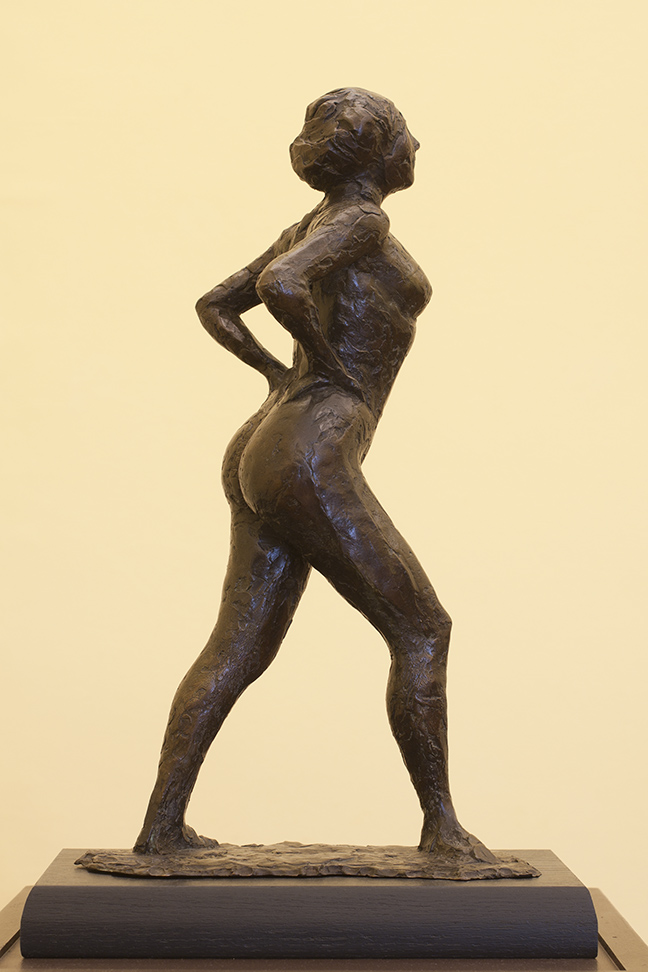
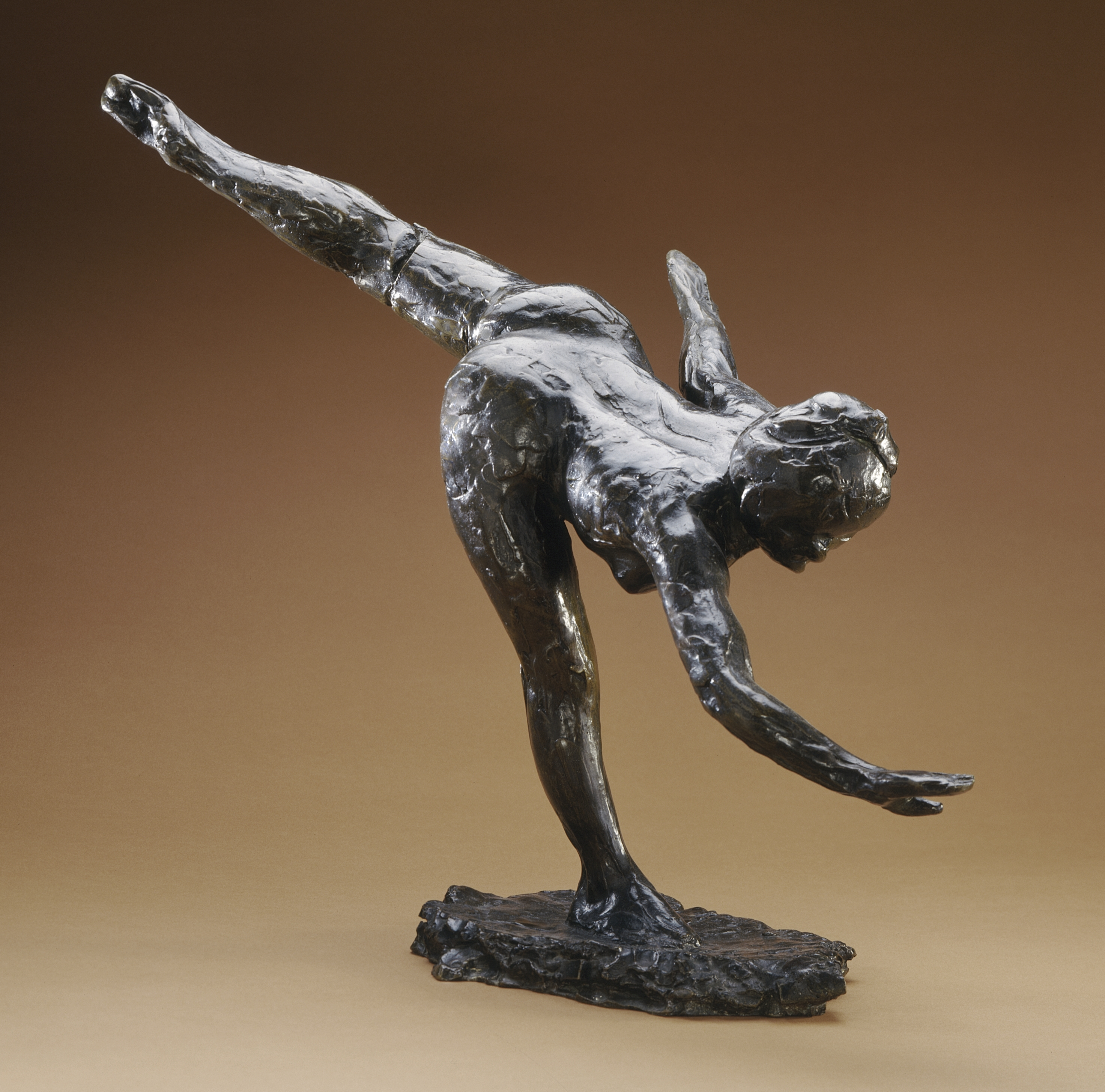
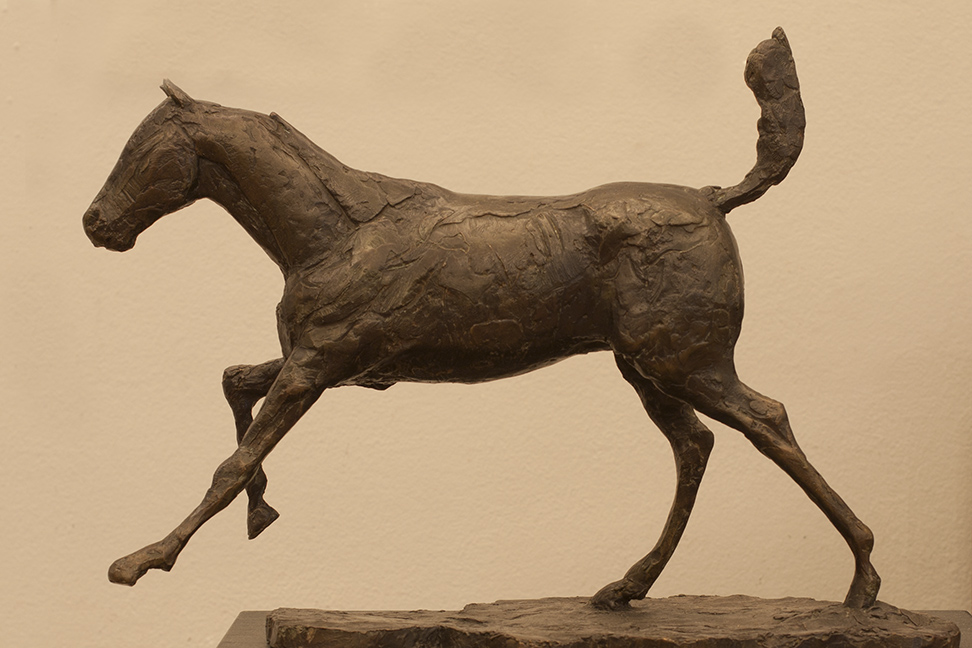
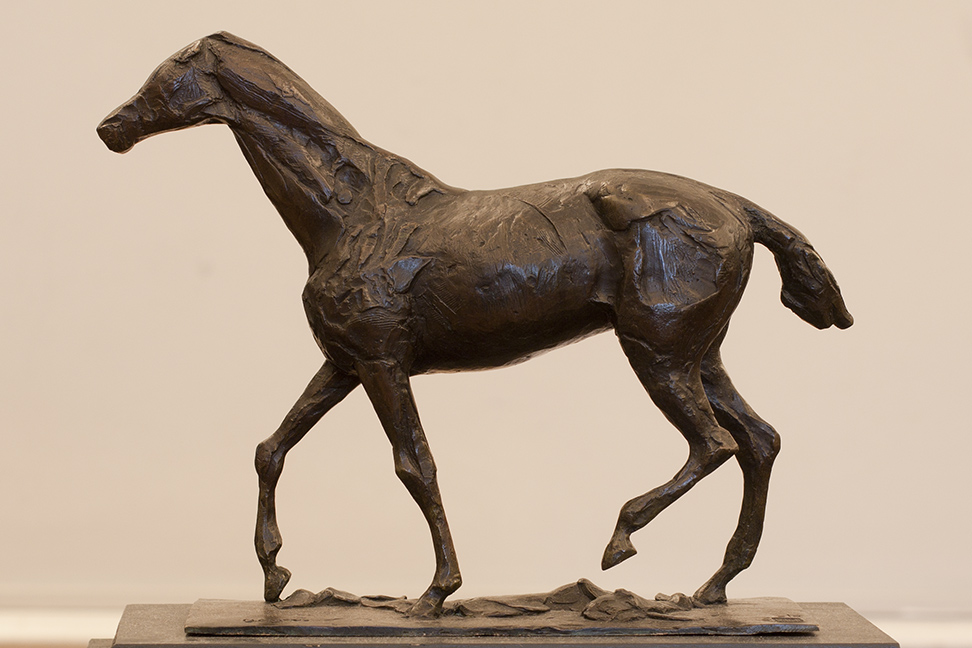
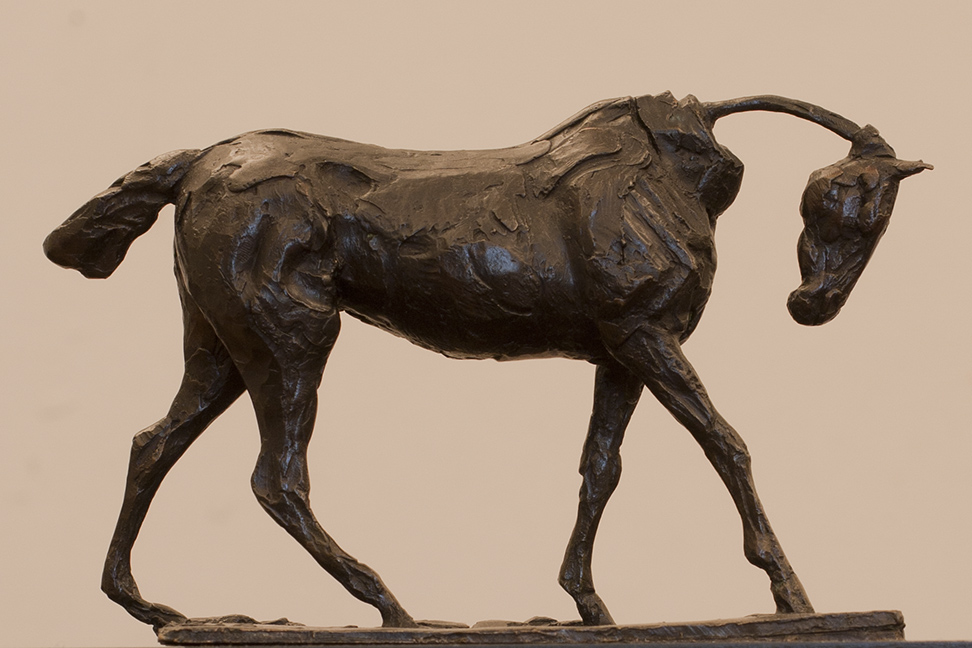
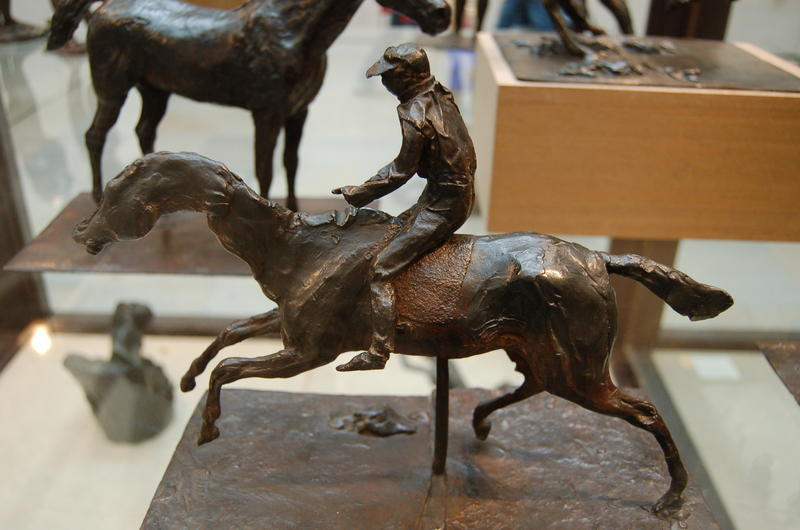